# Israelische Verteidigungsstreitkräfte
Die Israelischen Verteidigungsstreitkräfte (hebräisch צְבָא הַהֲגָנָה לְיִשְׂרָאֵל ‚Armee der Verteidigung Israels‘, Zwa ha-Hagannah lə-Jisraʾelⓘ; hebräisches Akronym: Zahal צָהָ״ל; arabisch جيش الدفاع الإسرائيلي, DMG Ǧayš ad-Difāʿ al-Isrāʾīlī; englisch Israel Defense Forces, abgekürzt IDF) sind die Streitkräfte des Staates Israel. In den Teilstreitkräften der Israelischen Verteidigungsstreitkräfte dienten 2020 ungefähr 170.000 Männer und Frauen; zusätzlich gab es rund 465.000 Reservisten.
Laut Einschätzungen von Medienunternehmen (darunter Forbes, Global Firepower, Axios, U.S. News & World Report sowie Al Jazeera) gelten die Israelischen Verteidigungsstreitkräfte, auch wegen erheblicher Unterstützung der Vereinigten Staaten von Amerika, als eine der schlagkräftigsten und technologisch fortschrittlichsten Streitkräfte weltweit. Das Außenministerium der Vereinigten Staaten gab im Januar 2025 bekannt, die unerschütterliche Unterstützung der Sicherheit Israels sei ein Eckpfeiler der US-Außenpolitik und zu diesem Zweck seien seit der Gründung des Staates über 130 Milliarden US-Dollar an bilateraler Hilfe gewährt worden.

## Auftrag und Doktrin

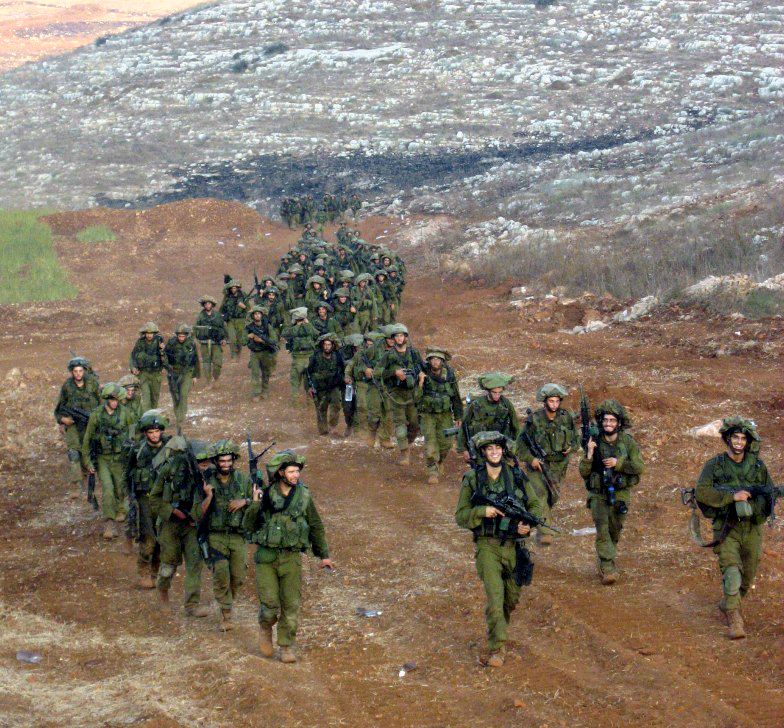
Marschkolonne israelischer Soldaten

Ihren Auftrag beschrieb die israelische Armee 2010 so:

“To defend the existence, territorial integrity and sovereignty of the state of Israel. To protect the inhabitants of Israel and to combat all forms of terrorism which threaten the daily life.”

„[Unser Auftrag ist es], die Existenz, die territoriale Integrität und die Souveränität des Staates Israel zu verteidigen [,] die Bewohner Israels zu beschützen und alle Formen des Terrorismus zu bekämpfen, die das alltägliche Leben bedrohen.“

Die allgemeine Einsatzdoktrin der Israelischen Verteidigungsstreitkräfte ist von der Ansicht geprägt, dass Israel wegen seiner geringen Fläche (21.000 km²) keinen Raum für defensive Kriegstaktiken hat. Israel hat heute keine territorialen Ansprüche mit Ausnahme der Golanhöhen und des Westjordanlandes. Daraus wird abgeleitet, dass militärische Konflikte, ob vorbereitet oder durch militärische Eskalationen ausgelöst, auf politischer Ebene verhindert werden müssen. Das Militär unterstützt diese außenpolitische Leitlinie mit einem wirksamen Abschreckungspotenzial.
Sollte Israel dennoch Krieg führen müssen, so ist primäres Ziel der Streitkräfte, die strategische Initiative an sich zu reißen und den Krieg schnell und mit möglichst wenigen eigenen Verlusten zu Ende zu führen. Deshalb stehen offensive Taktiken im Vordergrund.
Der von den Zahal praktizierte Grundsatz „Kein Soldat wird zurückgelassen“ hat einen hohen gesellschaftlichen und politischen Stellenwert; eine eigene Vermissteneinheit (MPU) widmet sich der Aufspürung und Rückholung entführter bzw. vermisster Soldaten, tot oder lebendig. Für die Freilassung des 2006 entführten Soldaten Gilad Schalit entließ Israel nach fünfjährigen Verhandlungen im Gegenzug 1027 palästinensische Gefangene, darunter verurteilte Mörder. Die Entführung der Soldaten Eldad Regev und Ehud Goldwasser war Mitauslöser des Zweiten Libanonkriegs 2006. Die Leiche des 2014 in Gaza getöteten Soldaten Oron Shaul wurde 2025 nach rund zehnjähriger Geheimdienstvorbereitung im Zuge einer Spezialoperation von den IDF aus dem nördlichen Gazastreifen geborgen und nach Israel gebracht. Ebenfalls 2025 erfolgte die Rückführung des 1982 gefallenen Soldaten Zvi Feldman aus Syrien. Laut Angaben der Streitkräfte wurde die komplexe und verdeckte Operation zur Bergung der sterblichen Überreste von nicht-israelischen Mossad-Agenten durchgeführt, welche seit Jahren mit einer Tarnidentität tief im Landesinneren Syriens operiert hätten.

## Organisation

### Organigramm (2015)

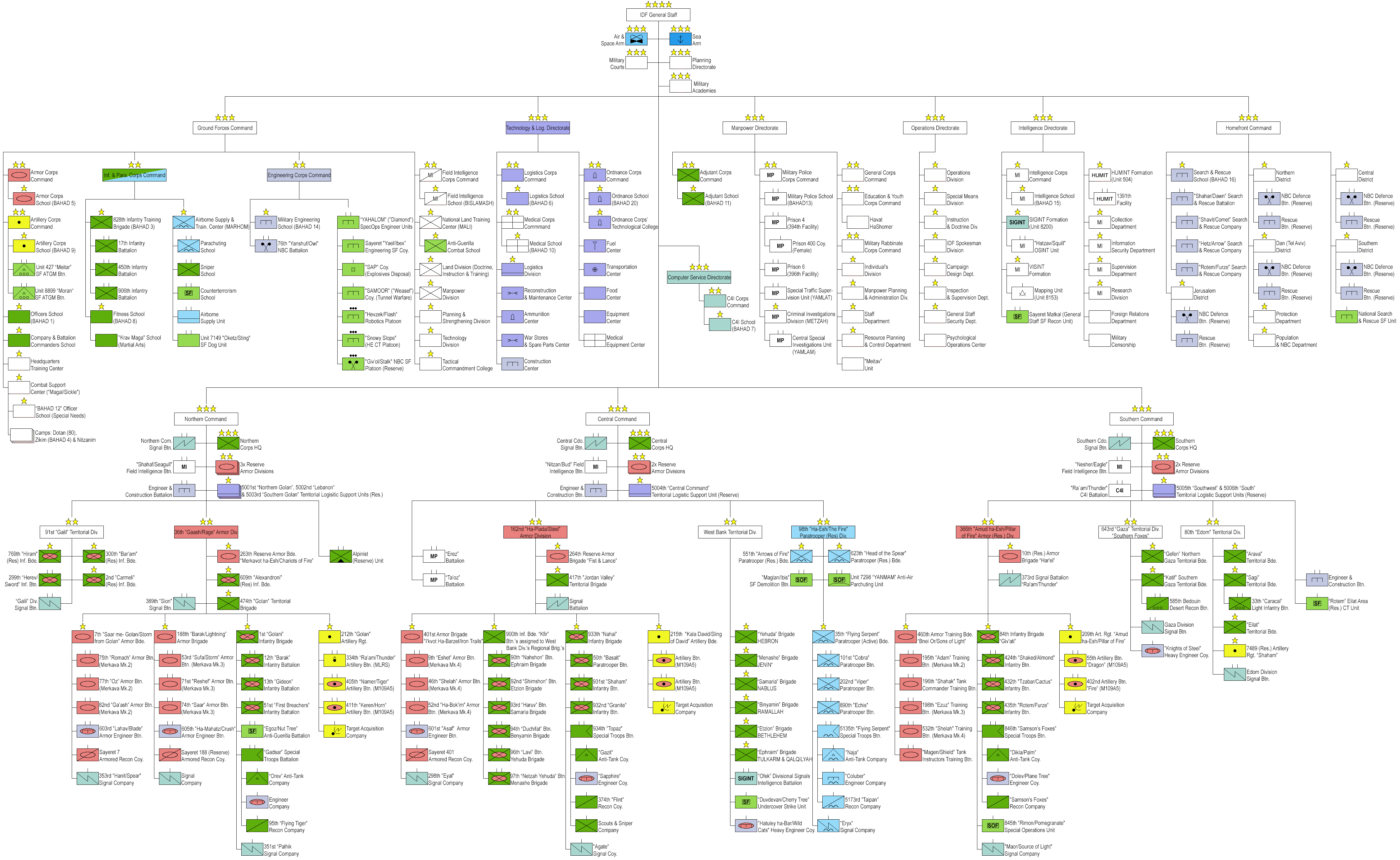
Struktur der Israelischen Verteidigungsstreitkräfte (zum Vergrößern anklicken)

Das Verteidigungsministerium und das Hauptquartier der IDF befinden sich seit 2005 in einem umgangssprachlich als Kirya bezeichneten Gebäudekomplex in Tel Aviv, in dem es auch unterirdische Kommando- und Kontrollzentren gibt.
Die Streitkräfte stehen unter dem Kommando eines Generalstabs (hebräisch הַמַּטֶּה הַכְּלָלִי שֶׁל צָהָ״ל, abgekürzt hebräisch מַטְכָּ״ל – Matkal). Der Chef des Generalstabs (hebräisch רָמַטְכָּ״ל – Ramatkal) hat als einziger den Rang Raw-Aluf (hebräisch רַב־אַלּוּף – vergleichbar mit einem Generalleutnant oder General) inne und ist der Oberkommandierende der Streitkräfte. Er untersteht direkt dem Verteidigungsminister und ist damit indirekt dem Premierminister und seiner Regierung unterstellt. Die Generalstabschefs (Ramatkalim) werden von der Regierung auf Vorschlag des Verteidigungsministers für drei Jahre berufen. Die Regierung hat das Recht, seine Dienstzeit auf vier (in Ausnahmefällen fünf) Jahre zu verlängern. Verglichen mit den Generalstabschefs anderer Länder sind die Oberkommandierenden der israelischen Armee oft sehr jung gewesen. Die Siege der Jahre 1967 (Sechstagekrieg), 1956 (Suezkrise) und 1948 (Palästinakrieg) wurden unter den Generälen Rabin (45 Jahre), Dajan (41 Jahre) und Jadin (32 Jahre) erfochten.
Die militärische Führung ist in vier Hauptkommandos aufgeteilt, die sowohl regional als auch funktional gegliedert sind:
- Nordkommando mit Sitz in Safed; zuständig unter anderem für die Sicherung der Nordgrenzen Israels zum Libanon und zu Syrien.[24]
- Zentralkommando mit Sitz in Jerusalem; zuständig unter anderem für das besetzte Westjordanland und die Sicherung der Grenze zu Jordanien.[25]
- Südkommando mit Sitz in Beʾer Scheva; zuständig unter anderem für den Schutz der Grenzen zu Jordanien, Ägypten und dem Gazastreifen.[26]
- Heimatfront-Kommando mit Sitz in Ramla; zuständig für den Schutz der Zivilbevölkerung in Krisen- oder Kriegszeiten.[27]

#### Die Generalstabschefs
Folgende Aufstellung enthält die Generalstabschefs mit dem Beginn und dem Ende ihrer Berufung:

1. Jaakow Dori: 16. Juni 1947 – 9. November 1949
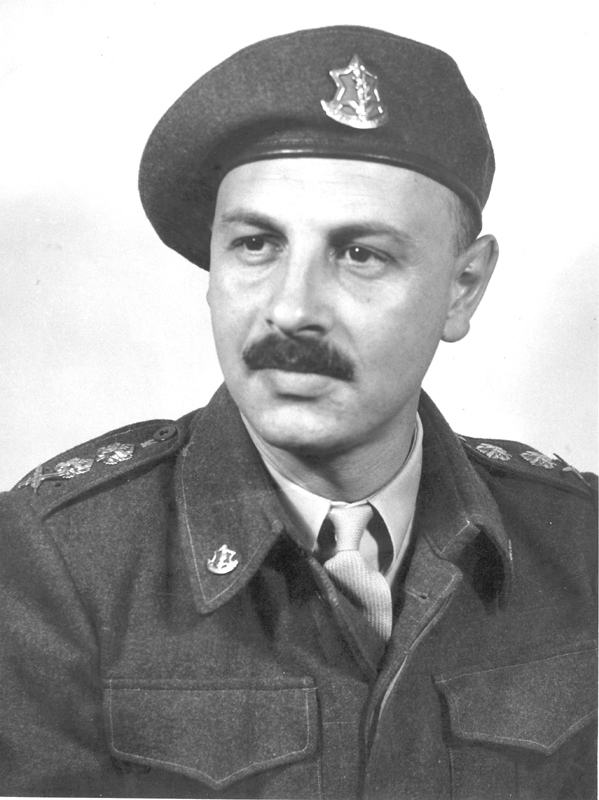
2. Jigael Jadin: 9. November 1949 – 7. Dezember 1952
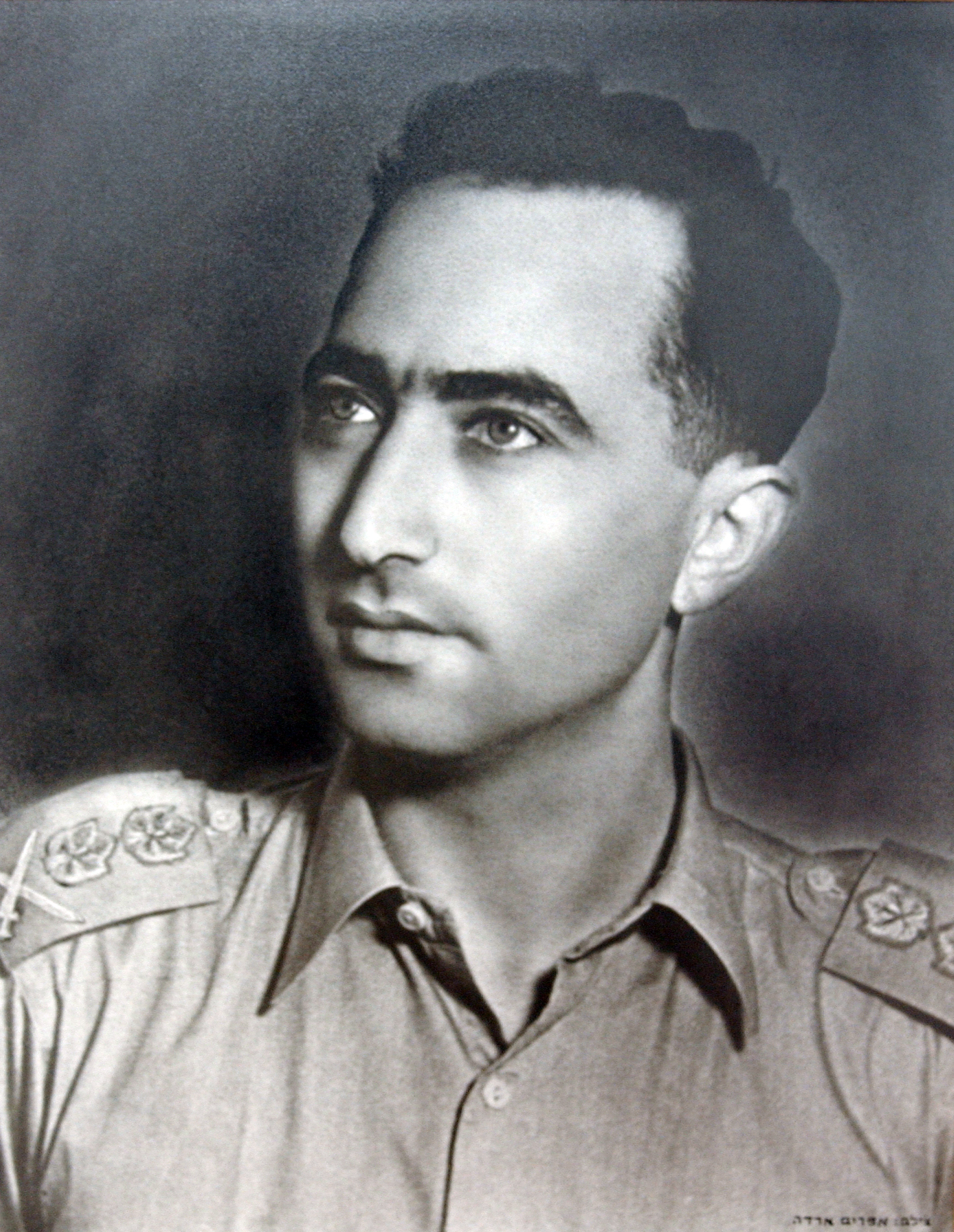
3. Mordechai Maklef: 7. Dezember 1952 – 6. Dezember 1953
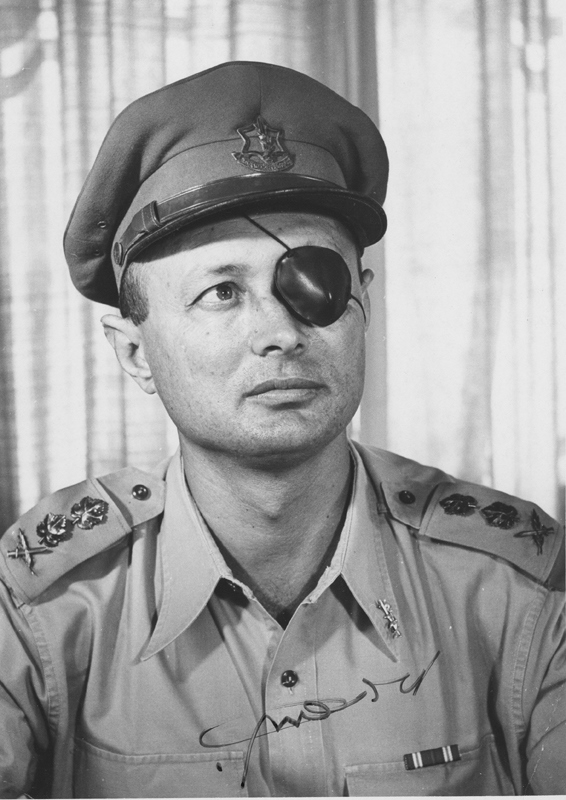
4. Mosche Dajan: 6. Dezember 1953 – 29. Januar 1958
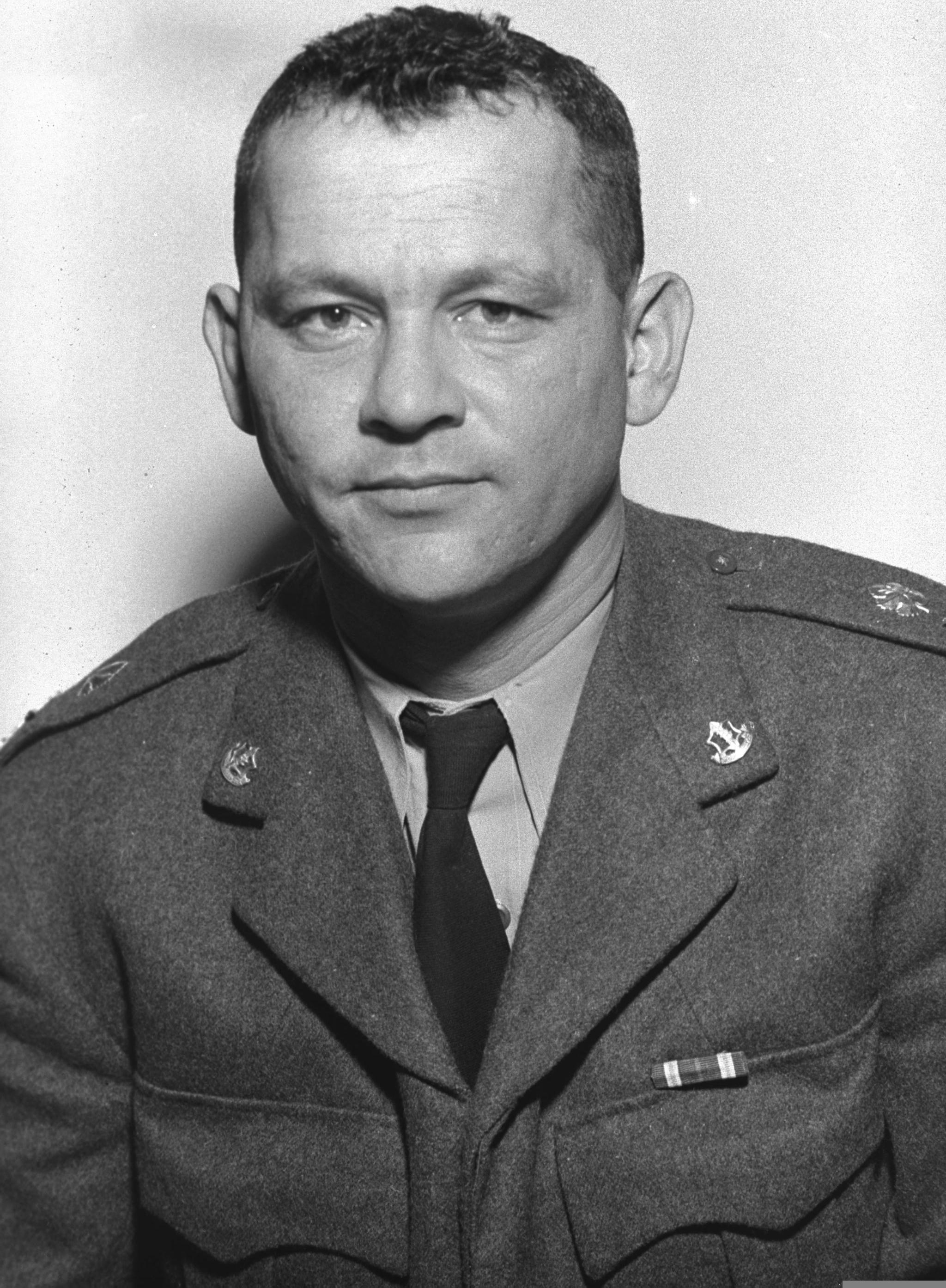
5. Chaim Laskow: 29. Januar 1958 – 1. Januar 1961
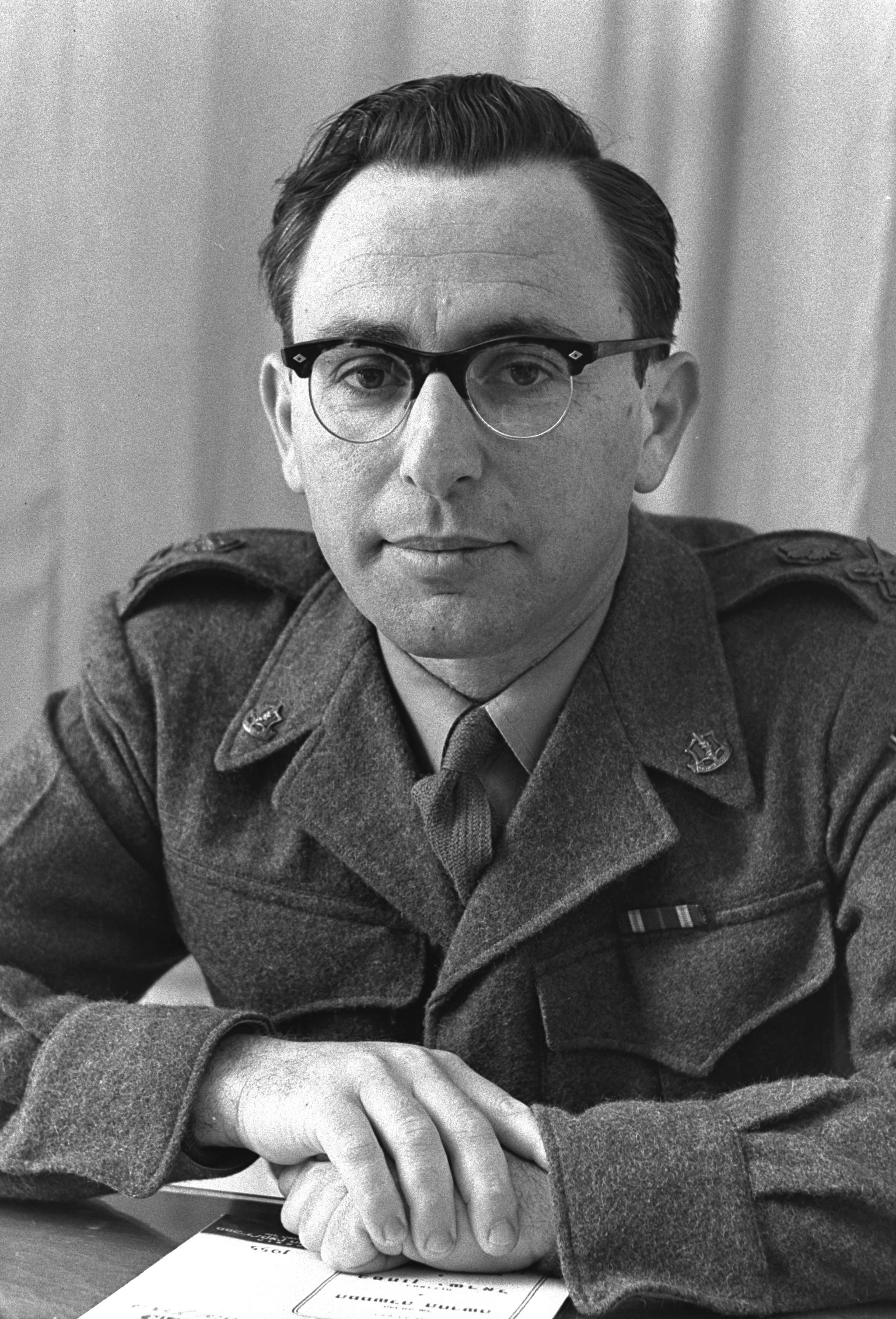
6. Tzvi Tzur: 1. Januar 1961 – 1. Januar 1964
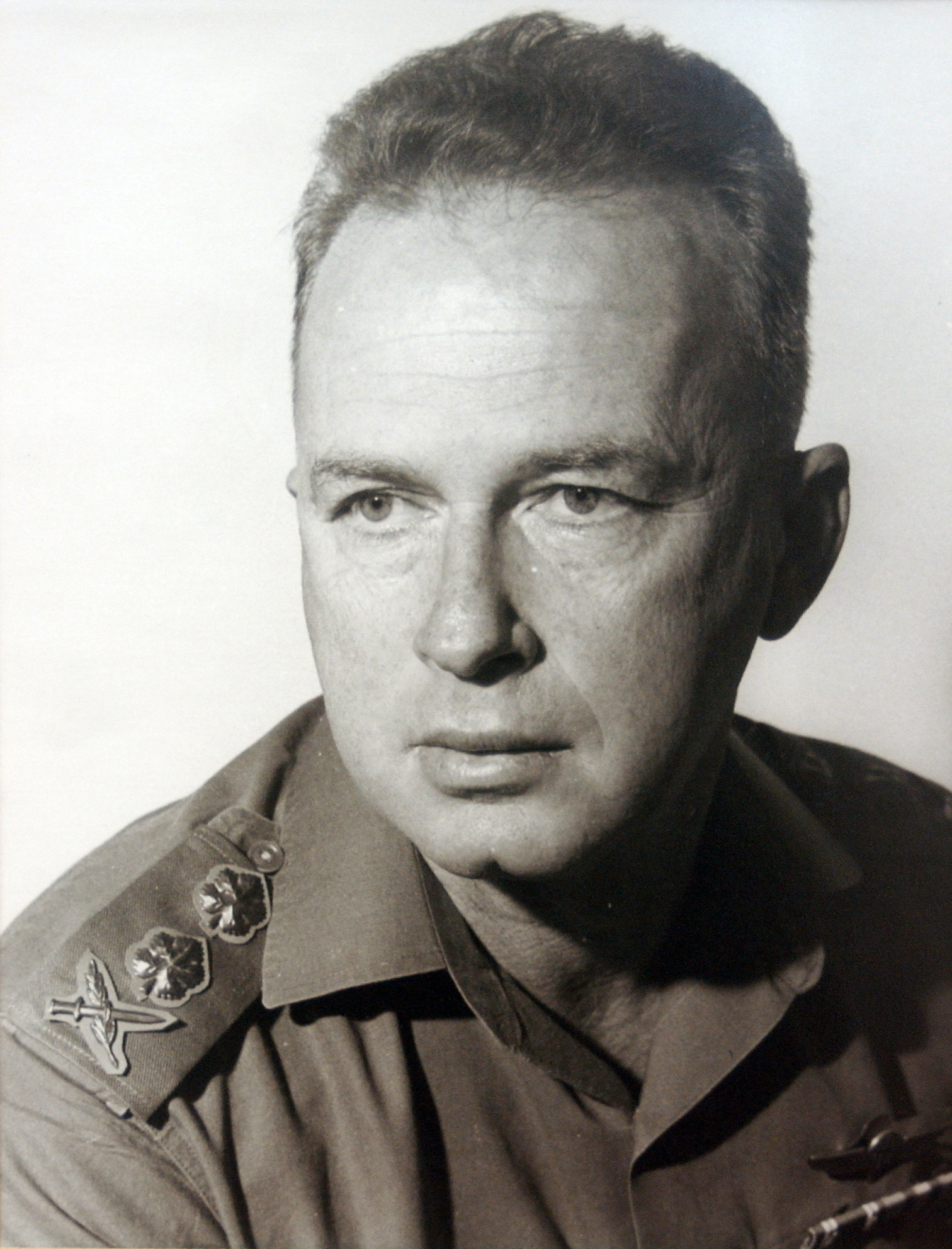
7. Jitzchak Rabin: 1. Januar 1964 – 1. Januar 1968
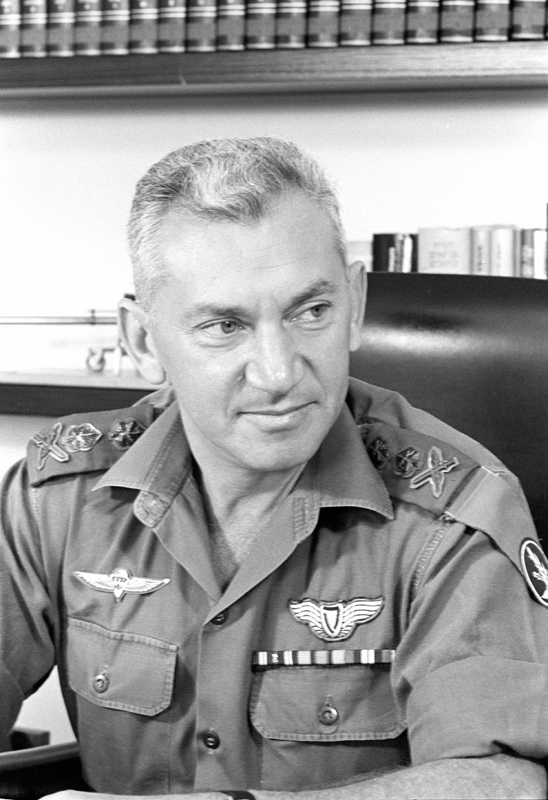
8. Chaim Bar-Lew: 1. Januar 1968 – 1. Januar 1972
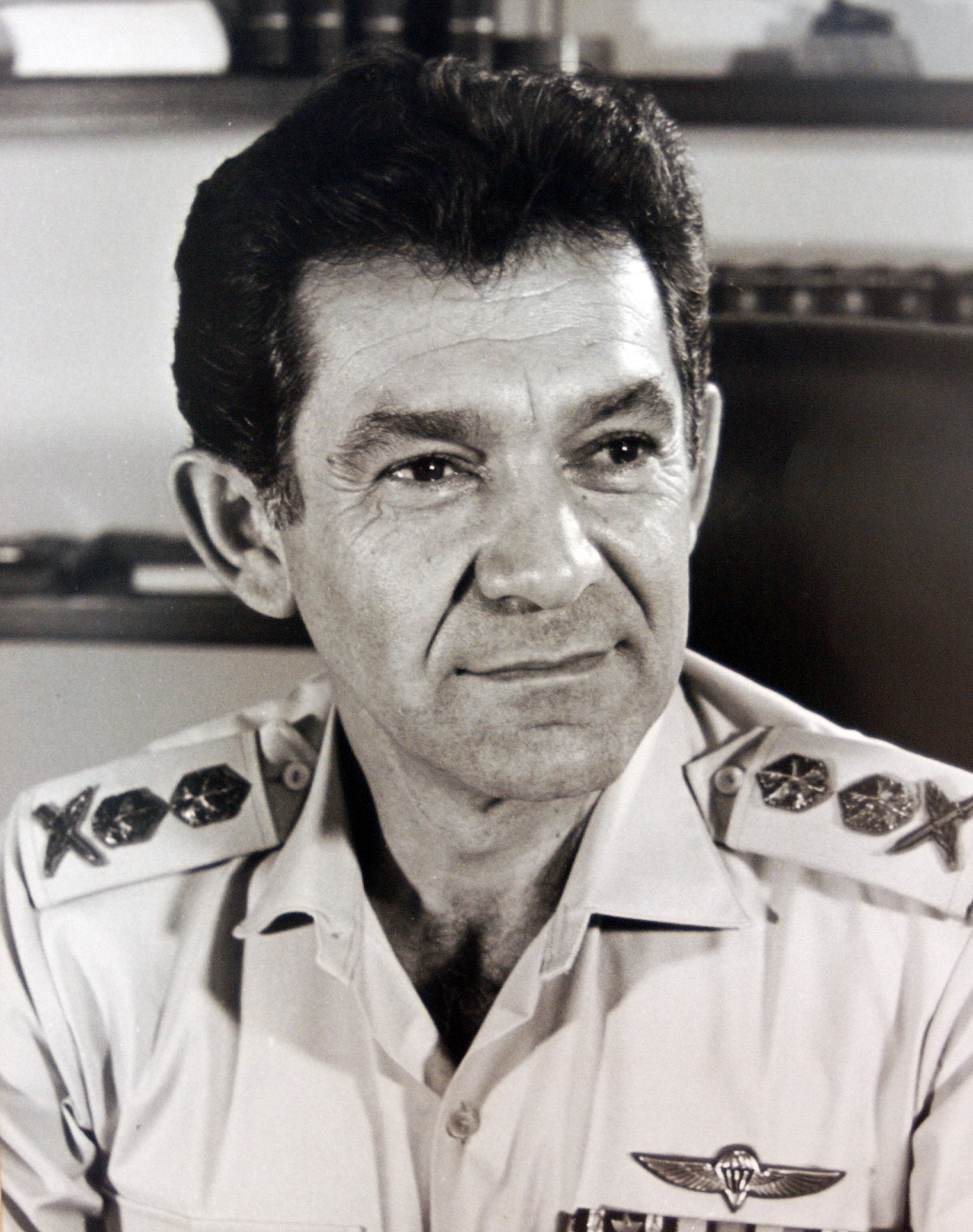
9. David Elazar: 1. Januar 1972 – 14. April 1974
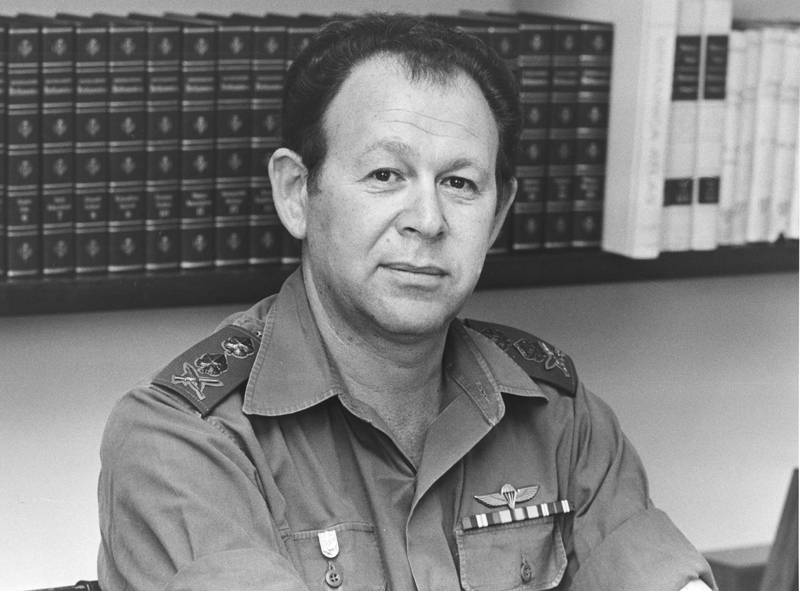
10. Mordechai Gur: 14. April 1974 – 1. April 1978
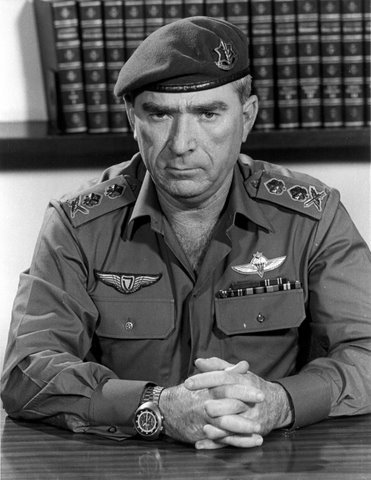
11. Rafael Eitan: 1. April 1978 – 19. April 1983
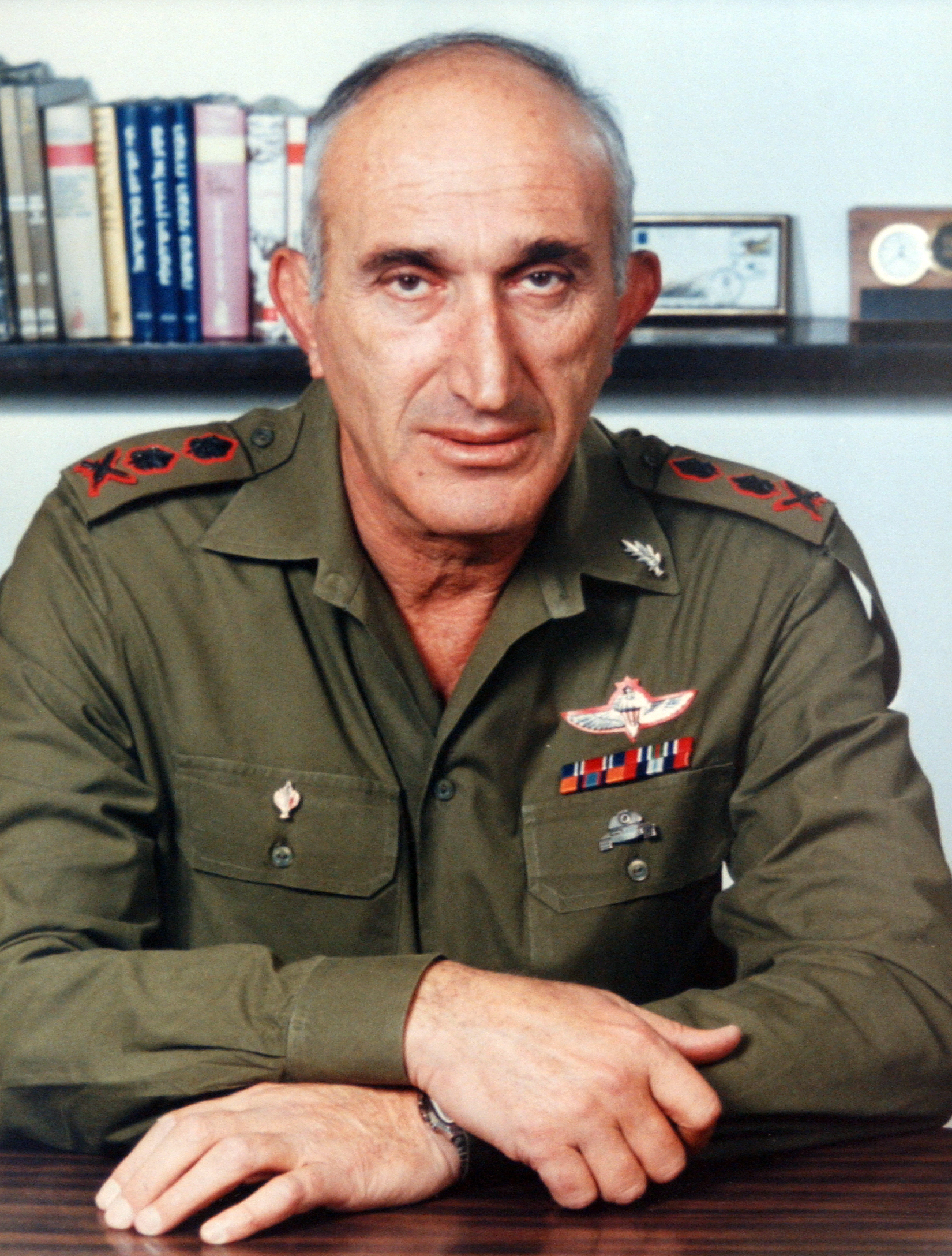
12. Mosche Lewi: 19. April 1983 – 19. April 1987
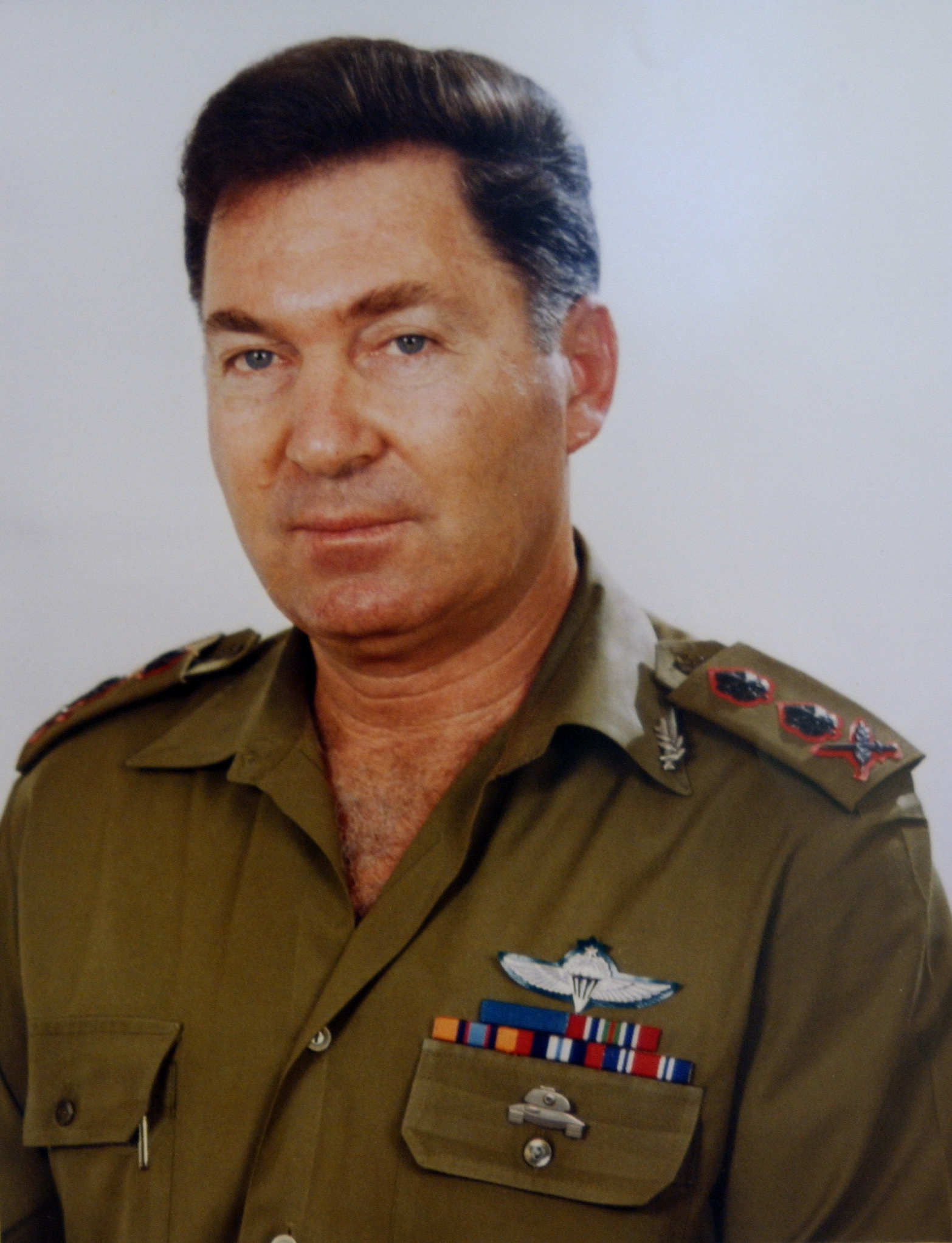
13. Dan Schomron: 19. April 1987 – 1. April 1991
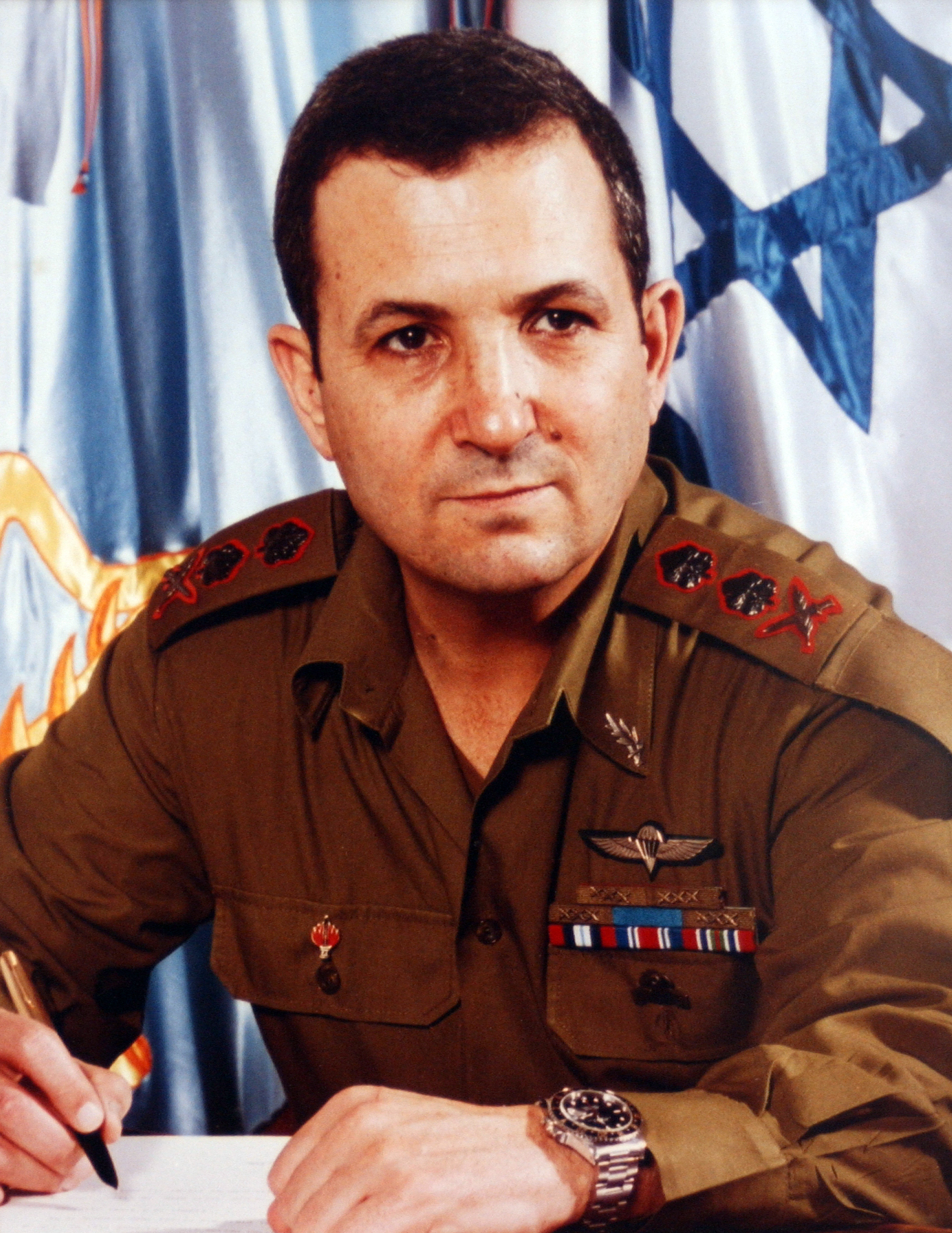
14. Ehud Barak: 1. April 1991 – 1. Januar 1995
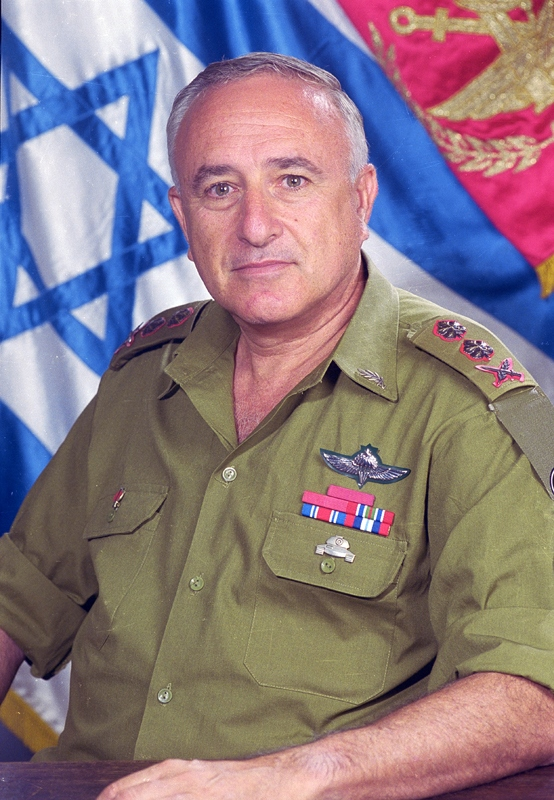
15. Amnon Lipkin-Schachak: 1. Januar 1995 – 9. Juli 1998
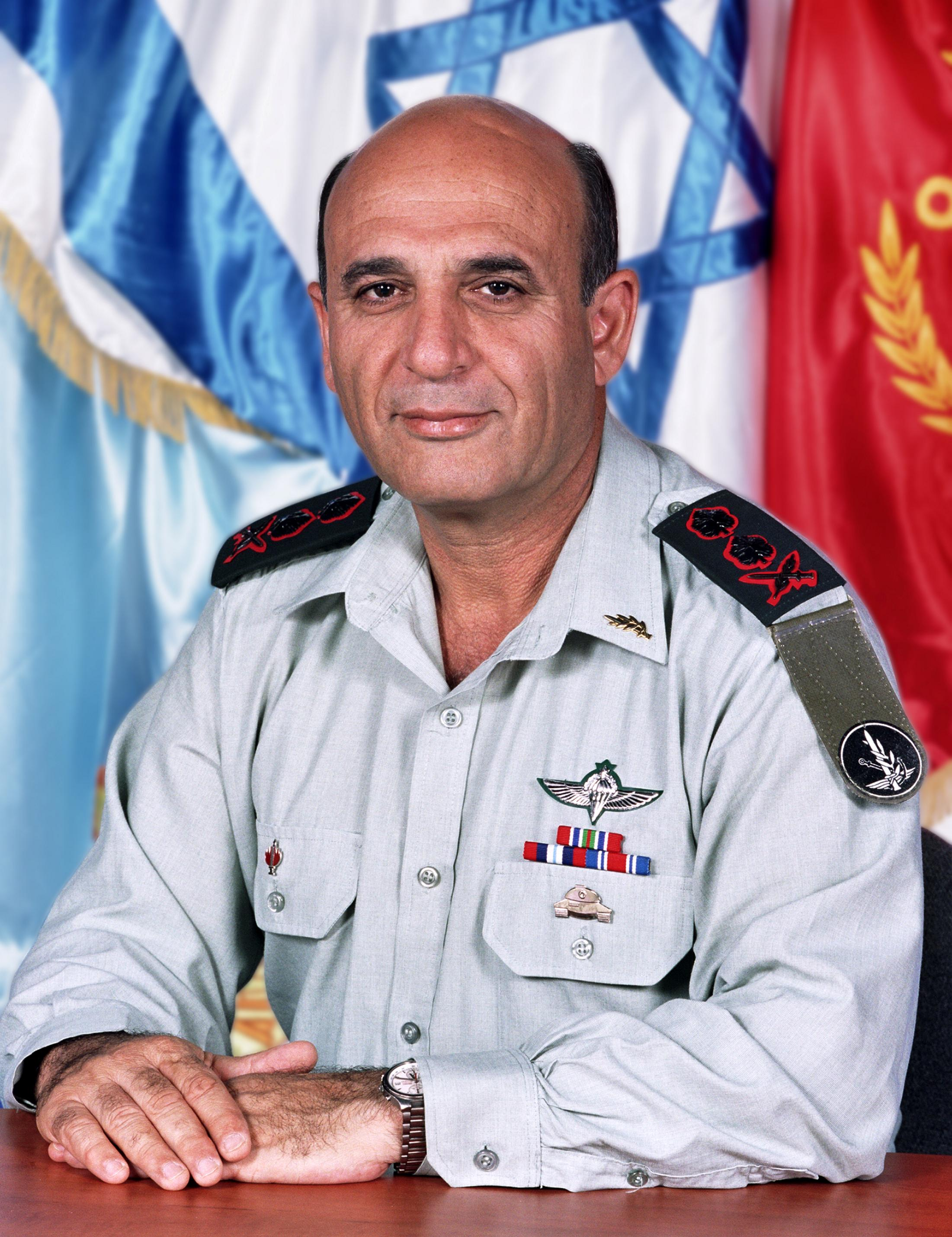
16. Schaul Mofas: 9. Juli 1998 – 9. Juli 2002
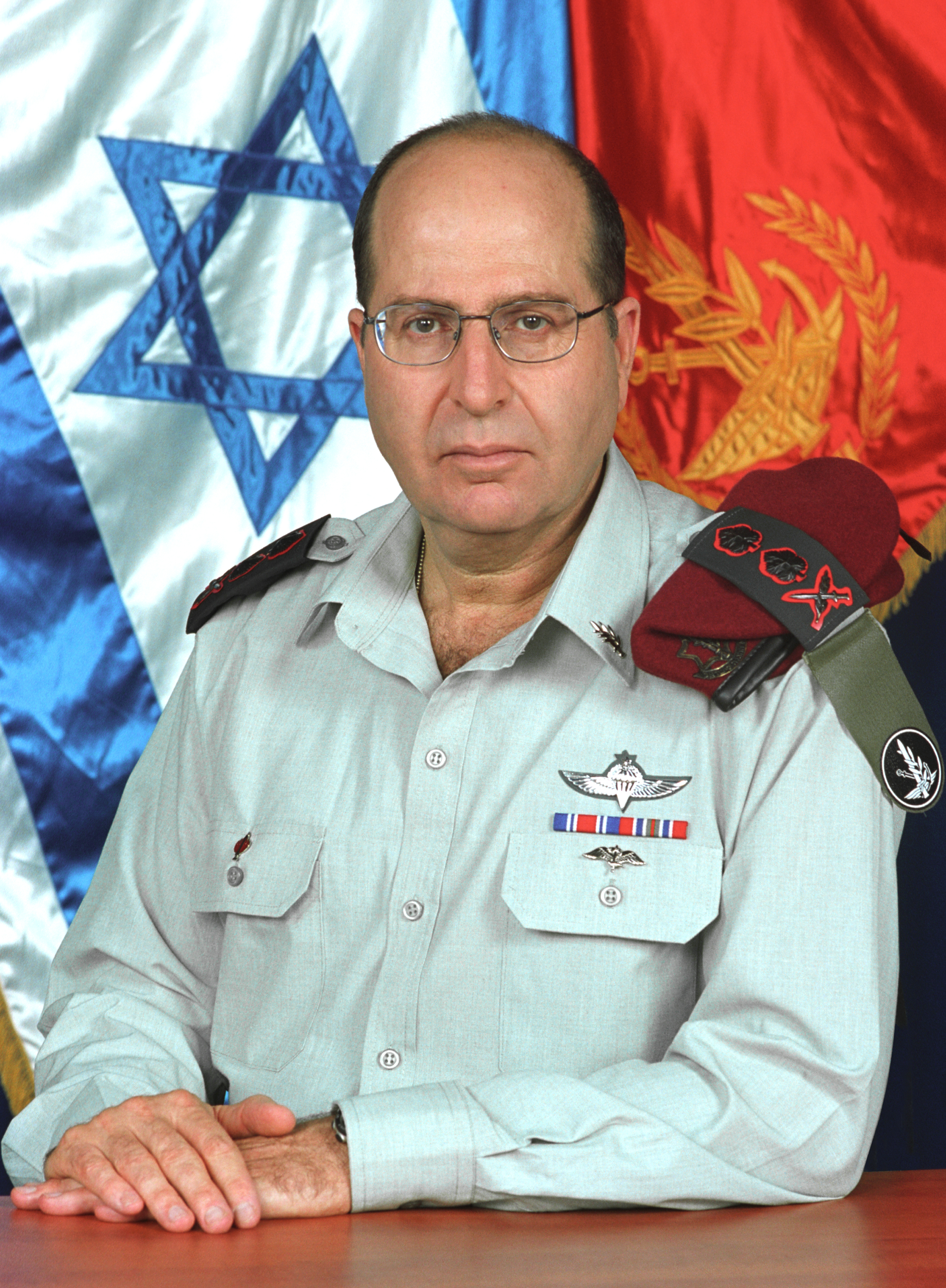
17. Mosche Jaalon: 9. Juli 2002 – 1. Juni 2005
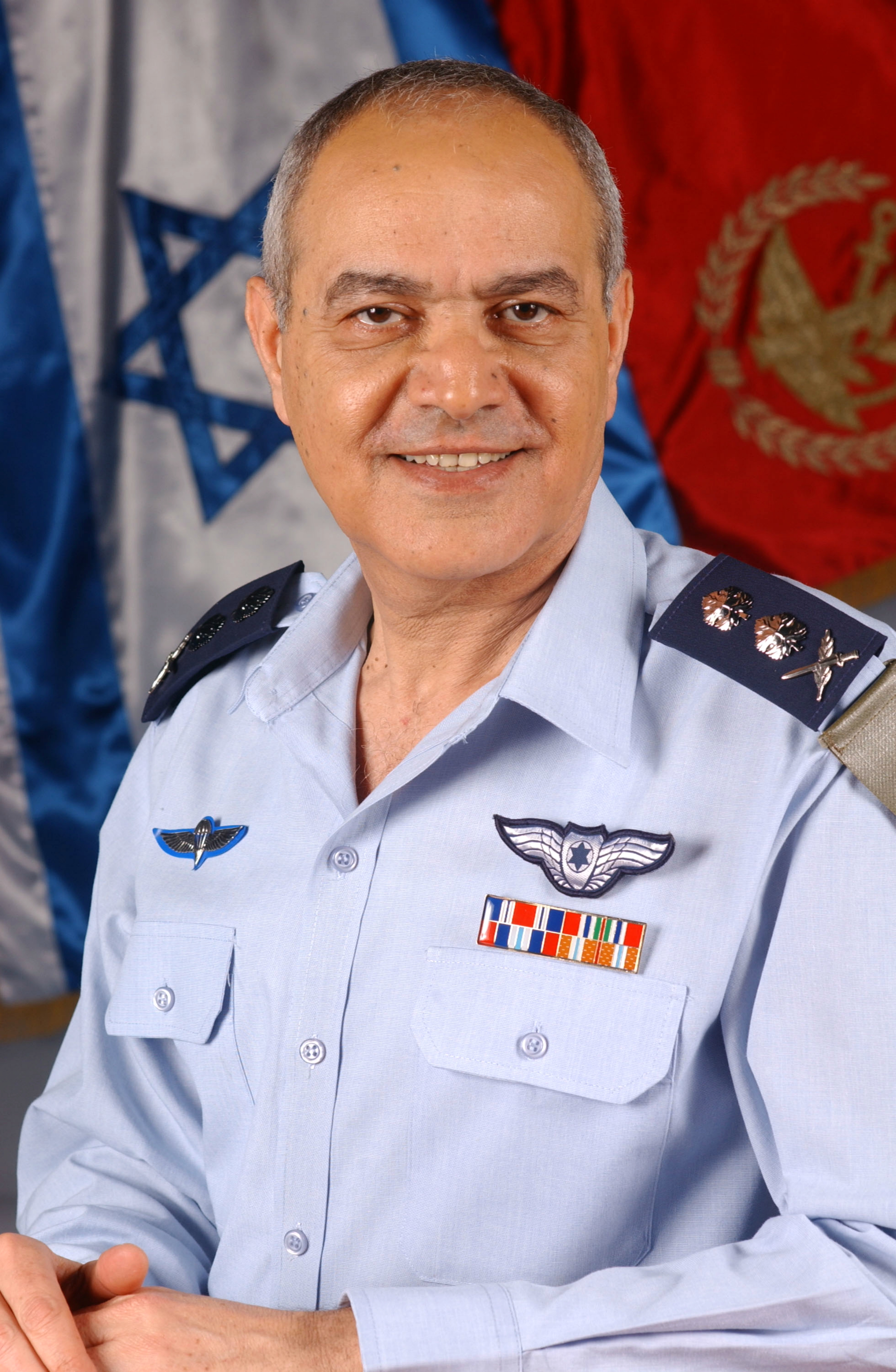
18. Dan Chalutz: 1. Juni 2005 – 17. Januar 2007
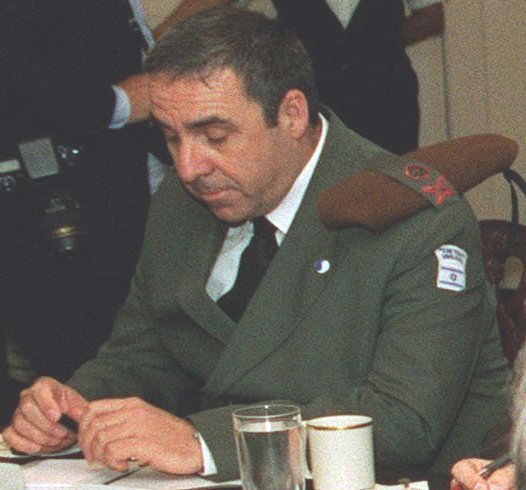
19. Mosche Kaplinski: 17. Januar 2007 – 14. Februar 2007 (kommissarisch)
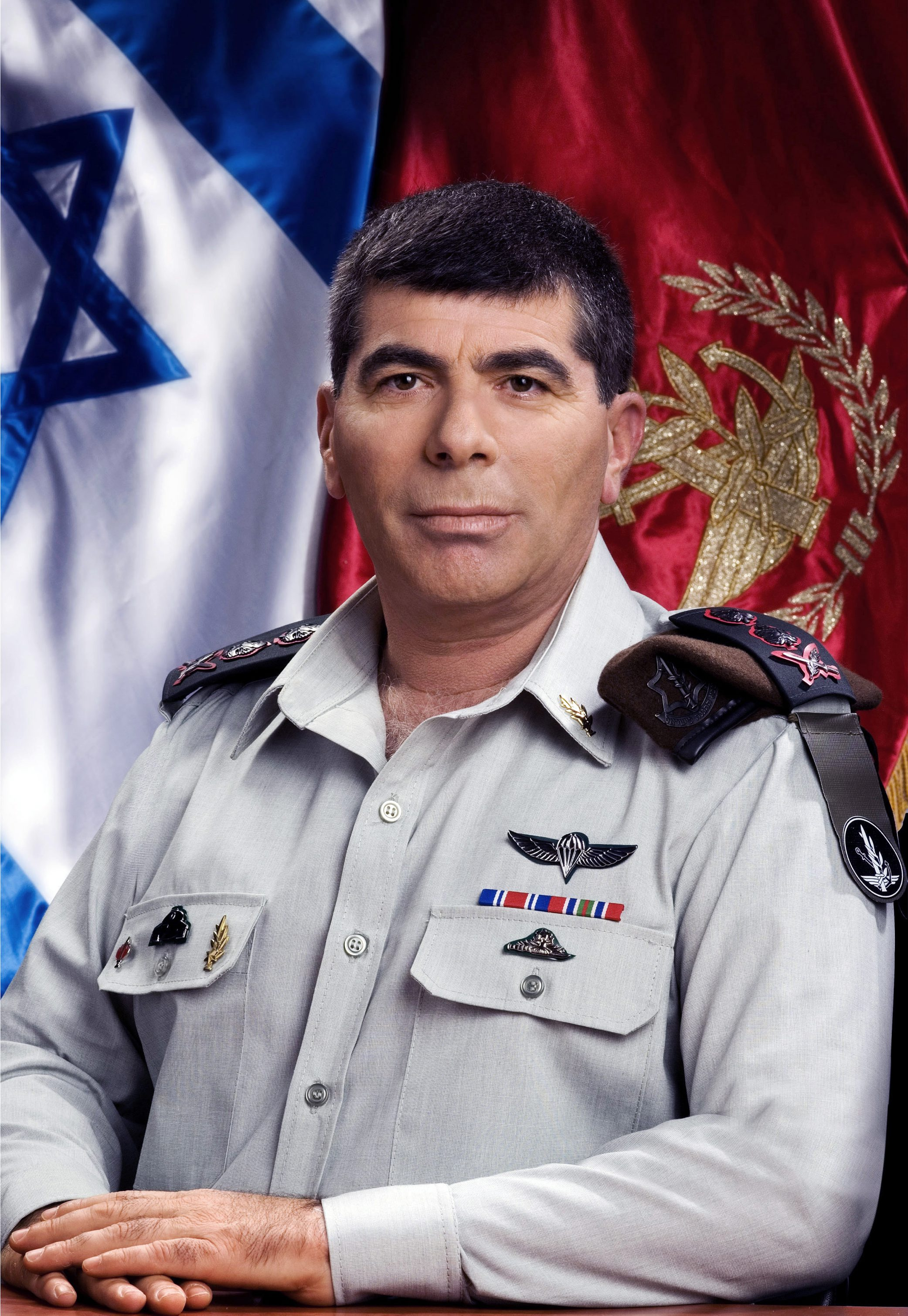
20. Gabi Aschkenasi: 14. Februar 2007 – 13. Februar 2011
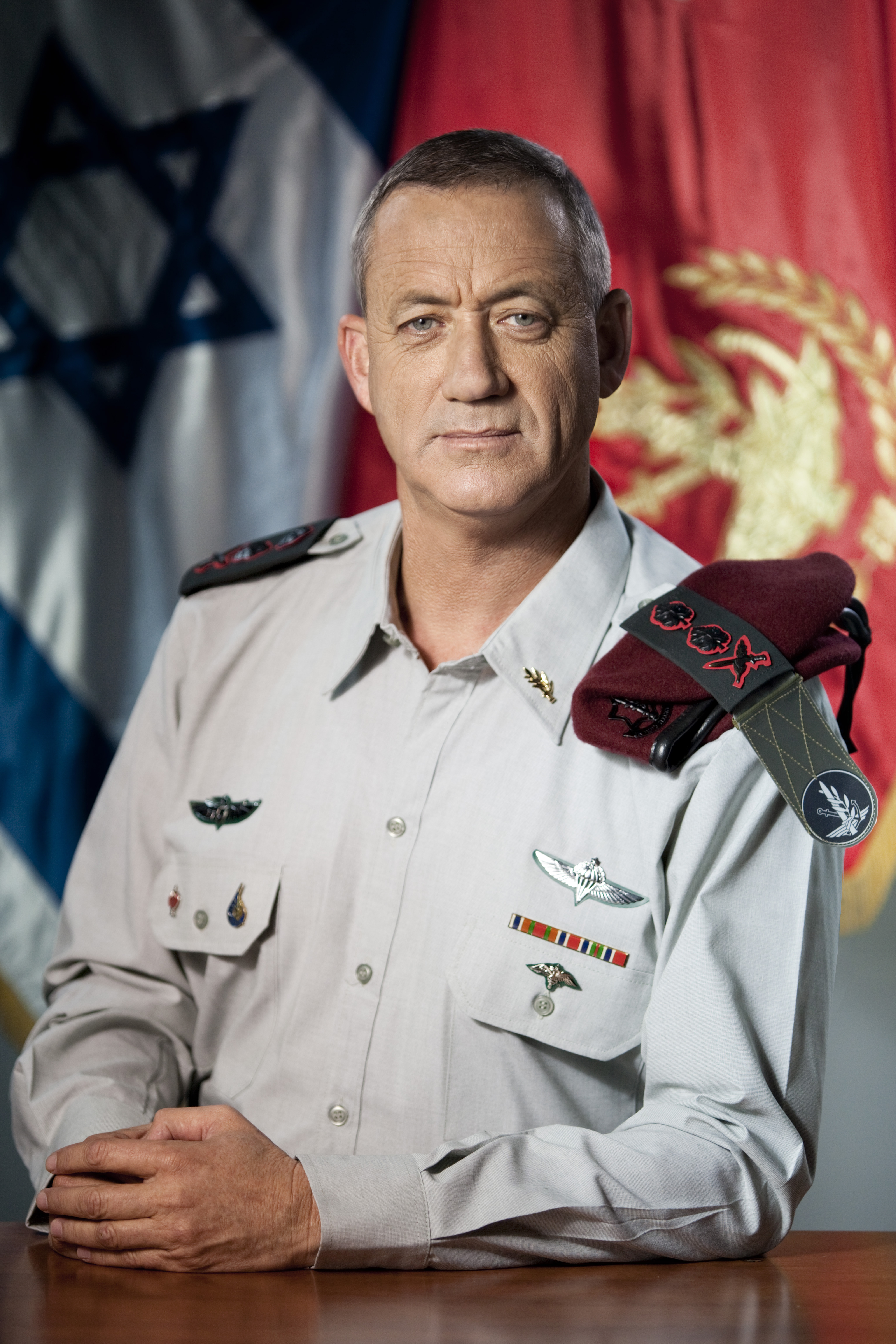
21. Benny Gantz: 13. Februar 2011 – 16. Februar 2015
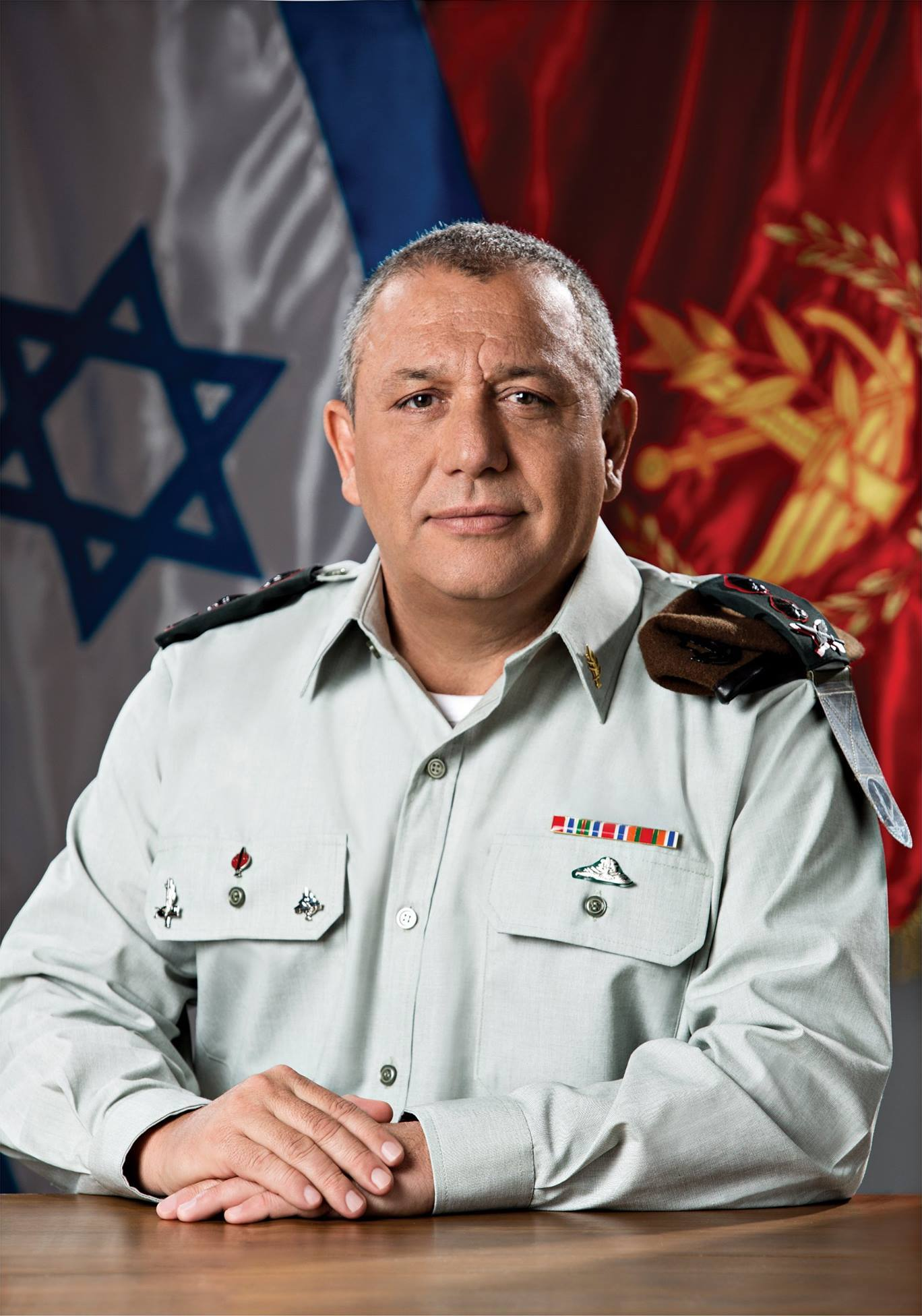
22. Gadi Eizenkot: 16. Februar 2015 – 15. Januar 2019
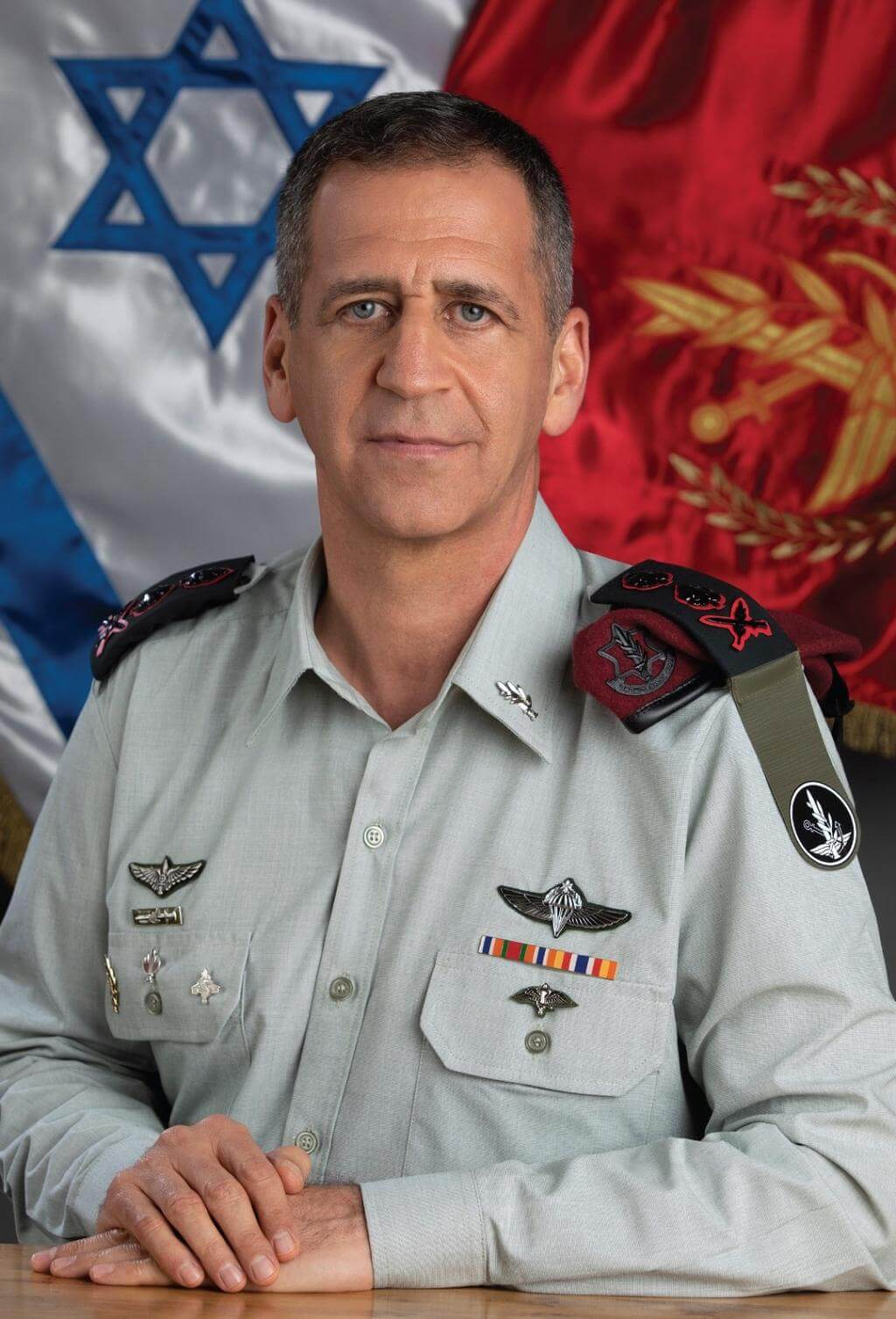
23. Aviv Kochavi: 15. Januar 2019 – 16. Januar 2023
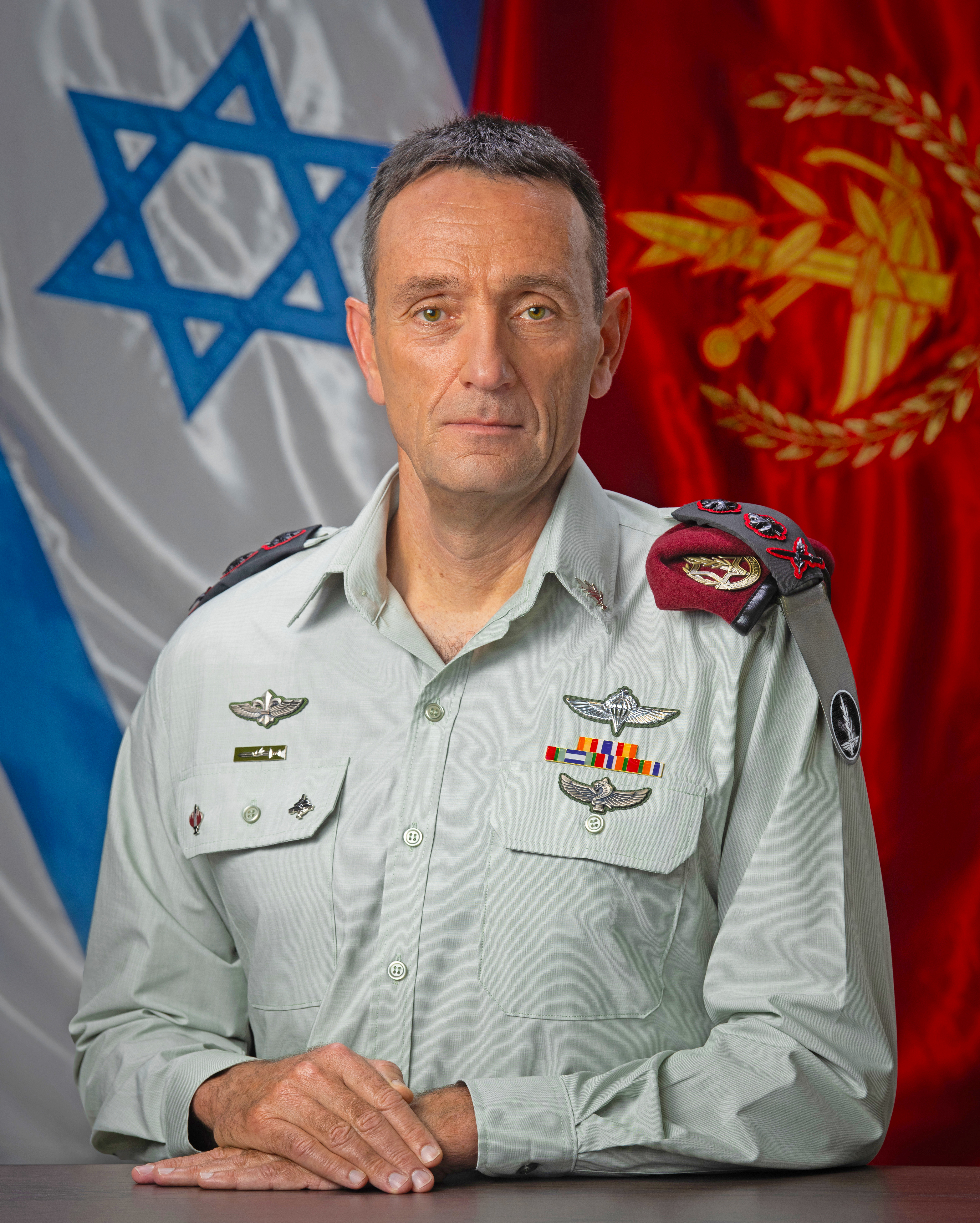
24. Herzi Halewi: 16. Januar 2023 – 5. März 2025
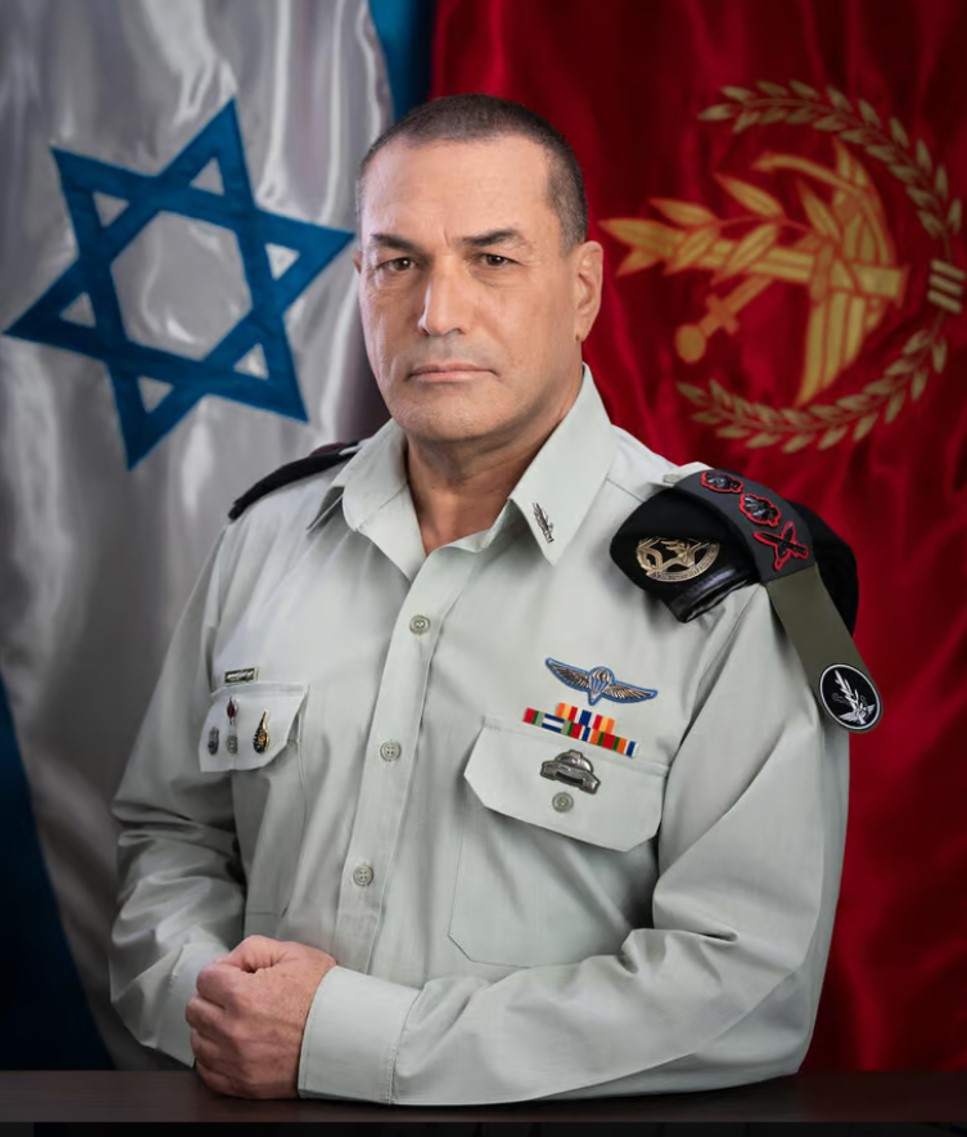
25. Eyal Zamir: 5. März 2025 – lfd.

#### Zusammensetzung des Generalstabs
Der Generalstab setzt sich aus folgenden Posten zusammen (Stand: 12. April 2025):
| Posten                                                                     | Rang und Name                 |
| -------------------------------------------------------------------------- | ----------------------------- |
| Chef des Generalstabes                                                     | Rav-Aluf Eyal Zamir           |
| Stellv. Chef des Generalstabs                                              | Aluf Tamir Yadai              |
| Kommandierender General des Heeres                                         | Aluf Nadav Lotan              |
| Direktor der Technologie- und Logistikabteilung                            | Aluf Mishel Yanko             |
| Direktor des Militärgeheimdienstes Aman                                    | Aluf Shlomi Binder            |
| Direktor der Personalabteilung                                             | Aluf Dado Bar Kalifa          |
| Direktor der Abteilung für Operationen                                     | Aluf Itzik Cohen              |
| Direktor der Planungs- und Strategieabteilung                              | Aluf Eyal Harel               |
| Kommandeur der israelischen Luftstreitkräfte                               | Aluf Tomer Bar                |
| Kommandeur der israelischen Marine                                         | Aluf David Saar Salama        |
| Kommandierender General Zentralkommando                                    | Aluf Avi Bluth                |
| Kommandierender General Nordkommando                                       | Aluf Ori Gordin               |
| Kommandierender General Südkommando                                        | Aluf Yaniv Asor               |
| Kommandierender General Heimatfront-Kommando                               | Aluf Rafi Milo                |
| Kommandeur der Militärcolleges und Senior Field Commander                  | Aluf Itay Veruv               |
| Koordinator der Regierungsaktivitäten in den israelisch besetzten Gebieten | Aluf Ghassan Aliyan           |
| Oberster Militärrabbiner                                                   | Tat-Aluf Eyal Karim           |
| Kommandierender General des Generalstabskorps                              | Aluf David Zini               |
| Militärsekretär des Premierministers                                       | Tat-Aluf Roman Gofman         |
| Pressesprecher                                                             | Tat-Aluf Effie Defrin         |
| Berater für Gleichstellung                                                 | Tat-Aluf Ella Shado-Shechtman |
| Kommandeur der Reserve                                                     | Tat-Aluf Benny Ben Ari        |

## Budget

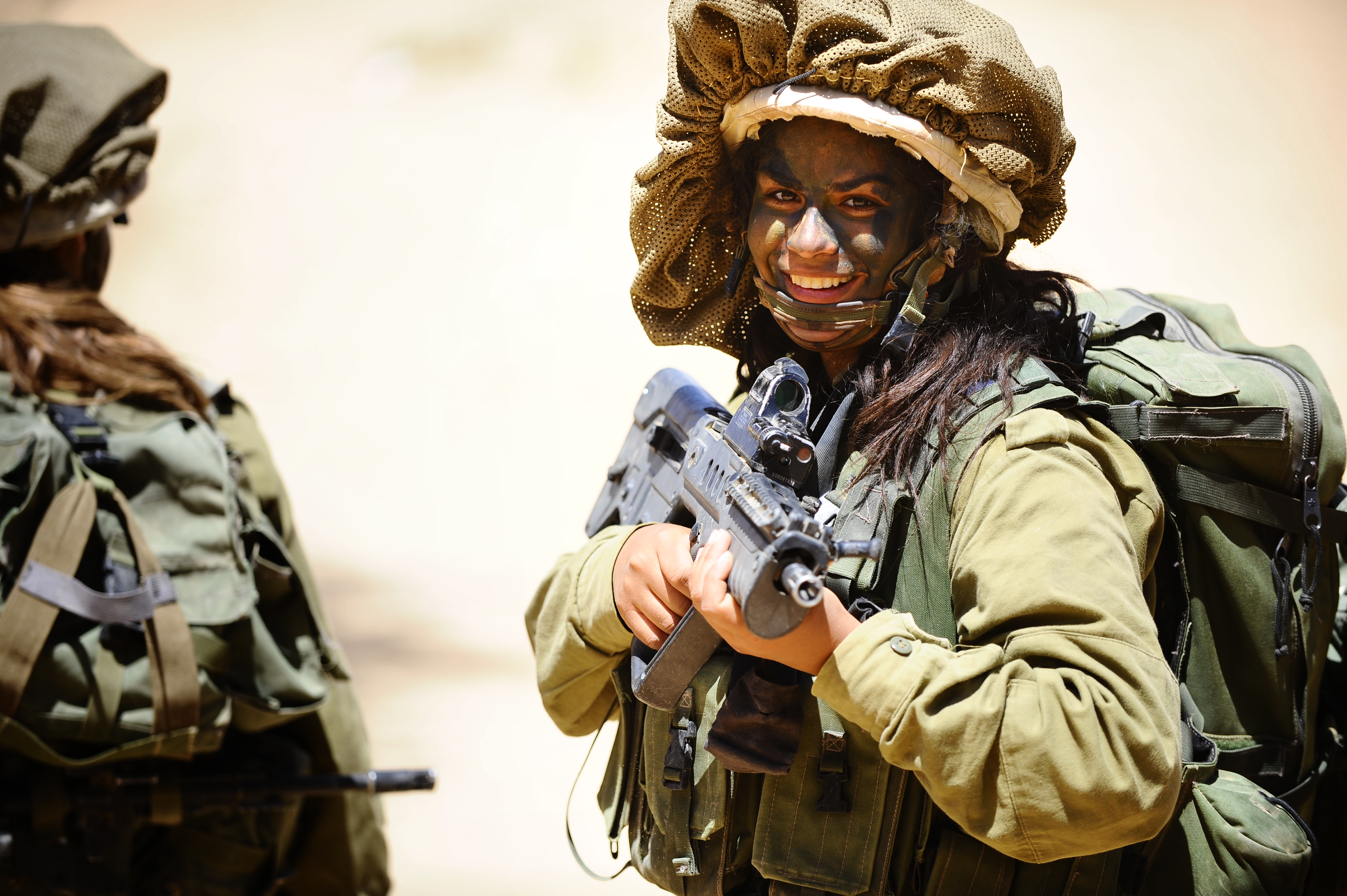
Soldatin mit TAVOR-Sturmgewehr und Mitznefet-Tarnung zur Auflösung der Helmkonturen

Die IDF zählen, bedingt durch ihre konfliktbehaftete Geschichte sowie andauernde Bedrohungen und kriegerische Auseinandersetzungen, zu den kostenintensivsten Streitkräften der Welt. Nach dem Sechstagekrieg 1967 stiegen die Verteidigungsausgaben im Verhältnis zum Bruttoinlandsprodukt auf 19,7 Prozent und lagen nach dem Jom-Kippur-Krieg 1973 zwei Jahre lang bei 28,7 Prozent, ehe sie kontinuierlich sanken. 2005 verfügten sie über ein Militärbudget von umgerechnet knapp 9,4 Mrd. US-Dollar und damit pro Kopf über den größten Wehretat der Welt. Mit 5,2 Prozent des Bruttoinlandsproduktes im Jahr 2021 belastete er die israelische Volkswirtschaft für ein demokratisch und marktwirtschaftlich orientiertes Land außergewöhnlich stark; im Jahr 2002 waren es sogar 9,2 Prozent. Im Nahen Osten hatten nur die Streitkräfte Saudi-Arabiens einen höheren Anteil. Im Vergleich dazu macht das größte Militärbudget, das der Vereinigten Staaten, seit 2010 nicht mehr als 4,5 Prozent des Bruttoinlandsproduktes aus.
In der israelischen Öffentlichkeit ist die Debatte um das Budget der Streitkräfte von großer Bedeutung und wird, jährlich wiederkehrend, im Zuge der Haushaltsberatung der Knesset diskutiert. Besonders aufsehenerregend sind die ebenfalls häufig vorgetragenen Forderungen nach drastischen Einschnitten. Da die Streitkräfte Israels stark auf symmetrische Kriegsführung – also die Verteidigung gegen seine Nachbarstaaten – ausgelegt ist, schlägt sich diese permanente Alarmbereitschaft auch auf die Gestaltung des Haushaltsplans nieder. Erst in den 2000er-Jahren konnten sich beispielsweise über mehrere Jahre gestreckte Ausgaben durchsetzen. Dieses Vorgehen ist in anderen Ländern ein militärpolitisches Standardverfahren, Israel hielt die Festlegung auf mehrere Jahre jedoch zuvor angesichts seiner latenten strategischen Bedrohung für ein unkalkulierbares Risiko.
Für die Jahre 2023 bis 2027 wurde ein mehrjähriger Haushaltsentwurf für das Verteidigungsministerium vereinbart, der einen stetigen Rückgang des Anteils am BIP auf 3 Prozent anstrebte, nachdem dieser in den Jahren vor 2023 bereits auf 4 Prozent gesunken war. Diese Planungen wurden aufgrund des Terrorangriffs der Hamas auf Israel 2023 und folgender militärischer Konfrontationen obsolet. Esteban Klor, Wirtschaftsprofessor an der Hebräischen Universität Jerusalem und leitender Forscher am Institut für Nationale Sicherheitsstudien teilte im November 2024 mit, dass der Verteidigungshaushalt in den kommenden Jahren das Haushaltsdefizit Israels maßgeblich bestimmen werde. Im Jahr 2024 beliefen sich Israels Verteidigungsausgaben laut Finanzministerium auf 168,5 Milliarden Schekel (rund 45 Milliarden US-Dollar) bzw. 8,4 Prozent des Bruttoinlandsprodukts, davon entfielen allein 112 Milliarden Schekel (rund 31 Milliarden US-Dollar) für die militärischen Konflikte in Gaza und im Libanon. 2023 hatten sich die Ausgaben noch auf 98,1 Milliarden Schekel (rund 26 Milliarden US-Dollar) bzw. 5,2 Prozent des BIP belaufen.
Am 25. März 2025 bestimmte das Knesset-Plenum mit 66 zu 52 Stimmen den Haushaltsentwurf für das laufende Jahr, wobei das Verteidigungsministerium mit einer Rekordhöhe von rund 109,8 Milliarden Schekel (rund 29 Milliarden US-Dollar) den größten Haushaltsposten einnimmt. Um die steigenden Verteidigungsausgaben zu finanzieren, kam es zu von der Opposition kritisierten Kürzungen im Gesundheits-, Bildungs- und Sozialbereich, verbunden mit höheren Steuern, reduzierten öffentlichen Dienstleistungen und geringeren Haushaltseinkommen.

## Teilstreitkräfte

### Heer

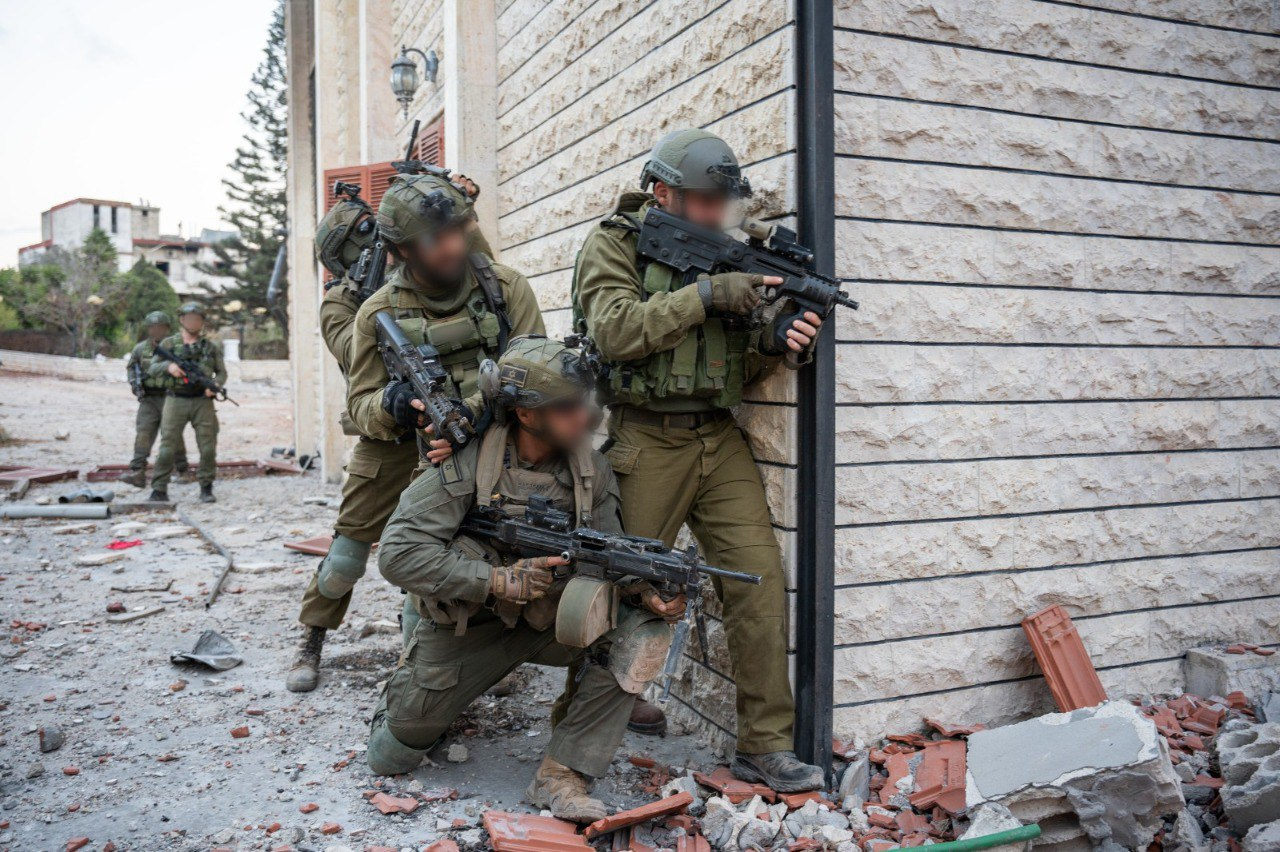
Israelische Soldaten

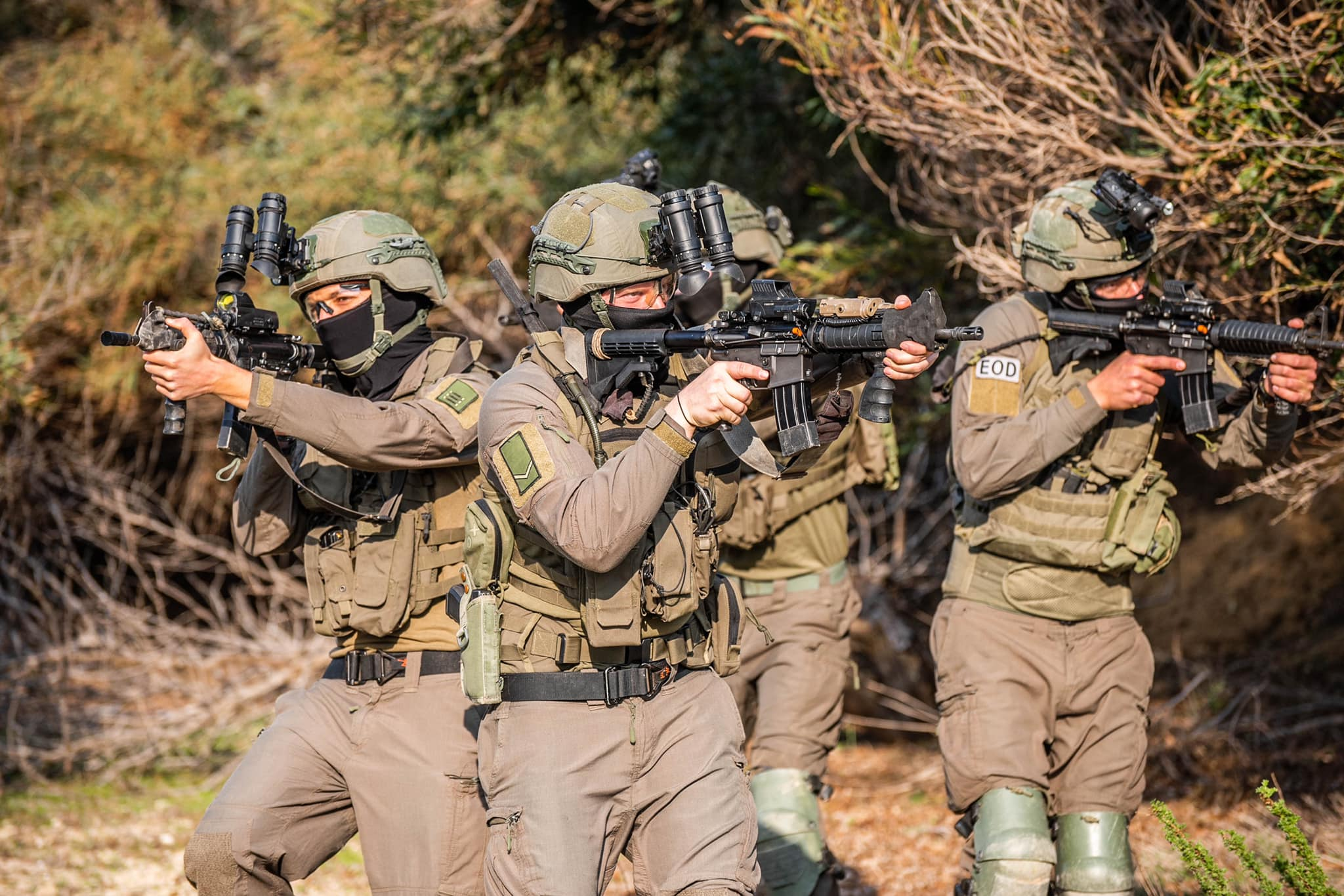
Soldaten der Einheit Jahalom

Soldaten der Spezialeinheit Duvdevan

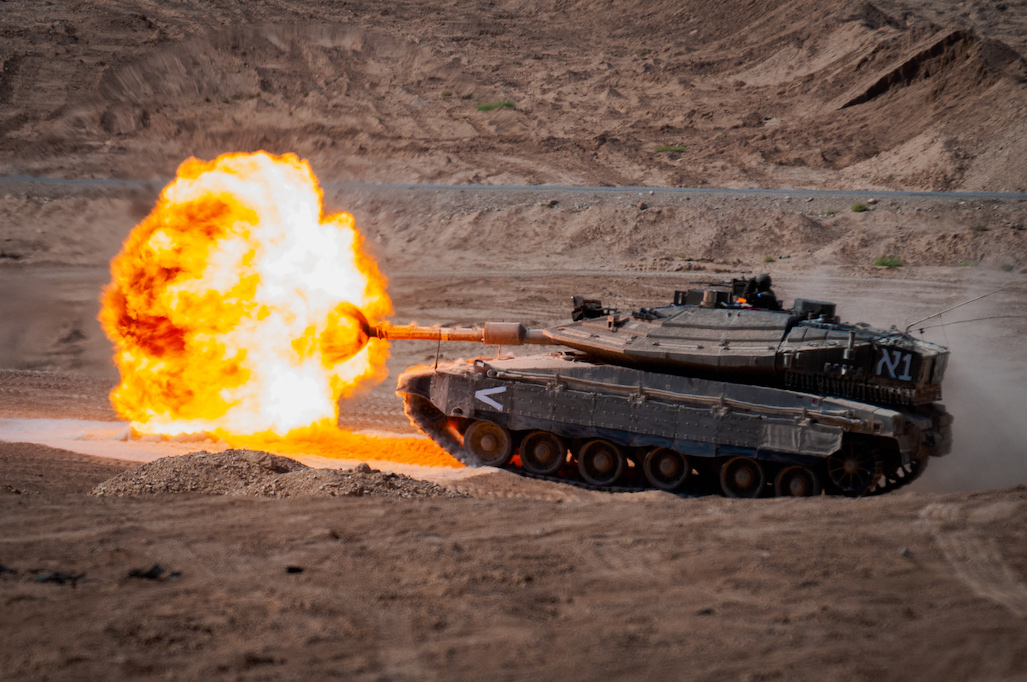
Kampfpanzer Merkava 4

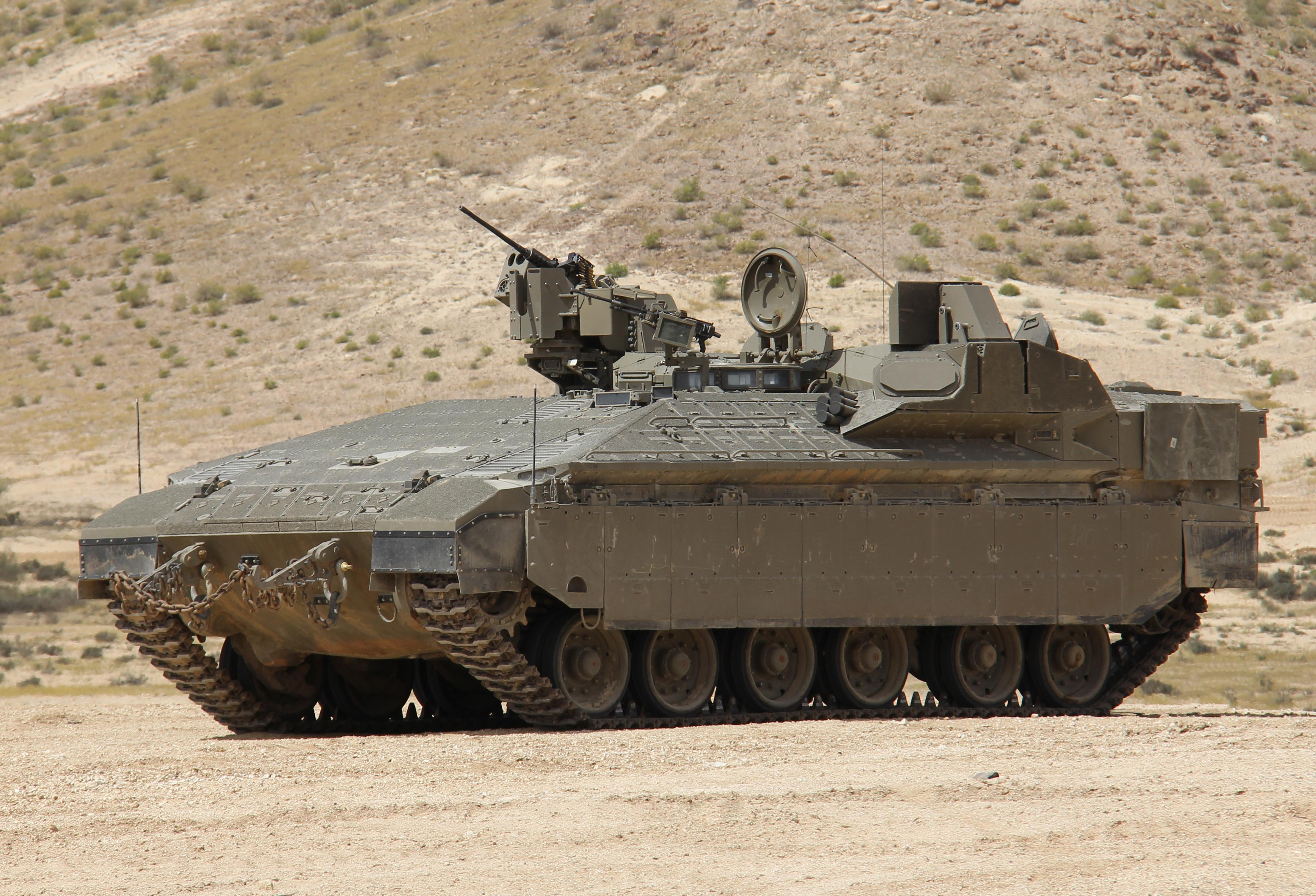
Mannschaftstransportpanzer Namer

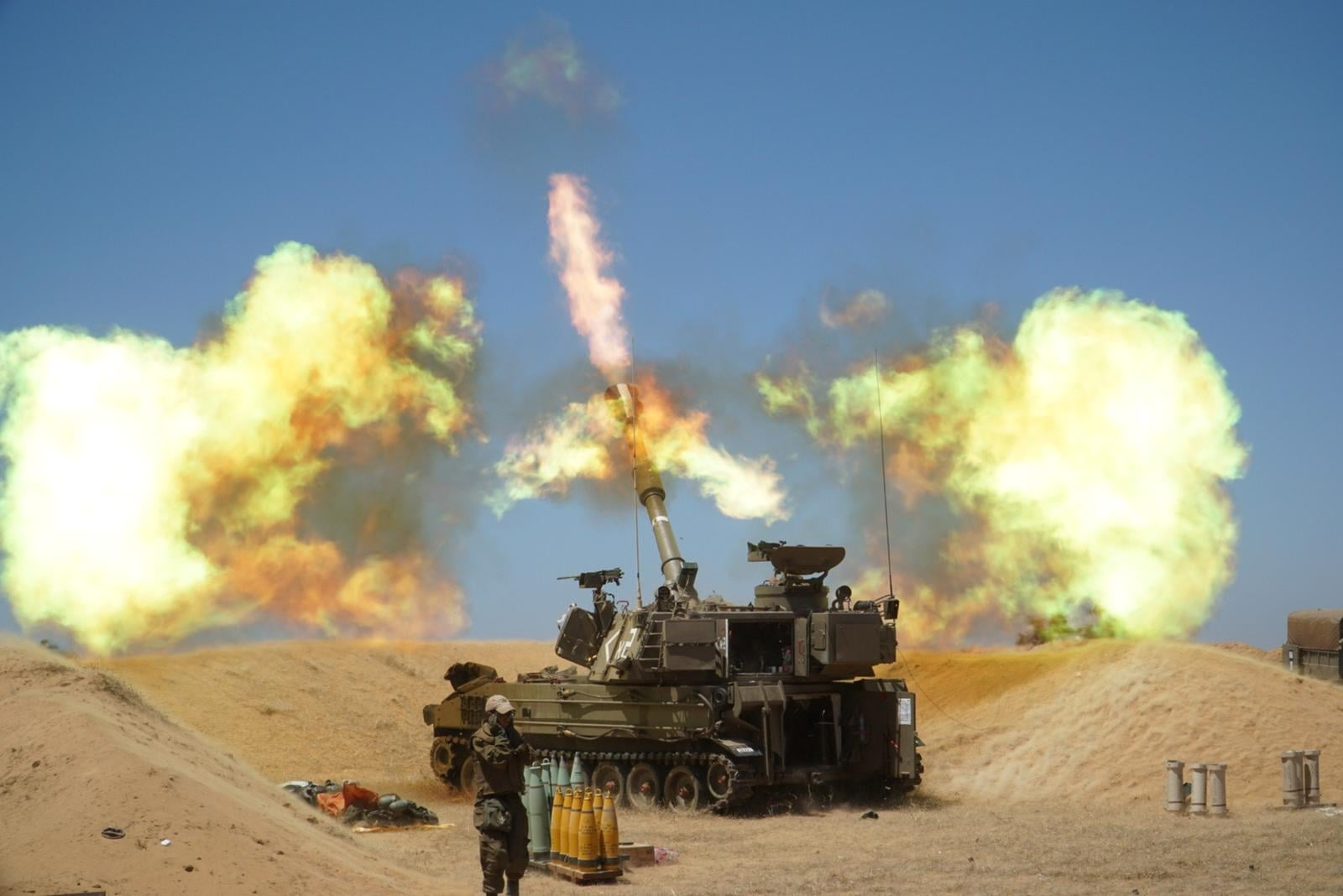
Panzerhaubitze M109

Die israelischen Bodentruppen gliedern sich in Divisionen, welche wiederum aus Brigaden mit Bataillonen, Kompanien und Zügen bestehen. Die regulären, also stehenden Verbände des Heeres, werden von Reservisten unterstützt und ergänzt, wobei im Konfliktfall auch reine Reservistenverbände zum Einsatz gebracht werden. Das Bedrohungsszenario der IDF veränderte sich im Laufe der Jahrzehnte von staatlichen Großarmeen der Nachbarländer hin zu nichtstaatlichen Akteuren mit Terror- und Guerilla-Taktiken, welche grenzüberschreitende Angriffe durchführen. Am 7. Oktober 2023 erfolgte der Terrorangriff der Hamas auf Israel, der zum israelischen Einmarsch im Gazastreifen führte. Ab 8. Oktober 2023 begannen zudem Feindseligkeiten mit der libanesischen Hisbollah und verbündeter Terrorgruppen, die in der Nacht zum 1. Oktober 2024 in einer israelischen Bodenoffensive im Südlibanon eskalierten. Im Januar 2025 starteten die IDF zusätzlich eine großangelegte Anti-Terroroperation im Westjordanland, nachdem Versuche der Palästinensischen Autonomiebehörde gescheitert waren, die Ordnung wiederherzustellen. Israel ist darauf bedacht, Verluste unter seinen Soldaten zu vermeiden und setzt daher auf seinen technologischen Fortschritt und seine überlegene Feuerkraft, vor allem die uneingeschränkte Luftüberlegenheit. Das Vorgehen der Bodentruppen erfolgt daher langsam und gesichert; die IDF gaben im April 2025 bekannt, dass sie sich für eine Operation, für welche eine Einsatzzeit von sechs Stunden eingeplant sei, rund eine Woche Zeit lassen würde, um Risiken für die beteiligten Soldaten zu minimieren.
Eine Besonderheit der IDF bilden unter anderem die zur kämpfenden Truppe zählenden Bataillone der Paran-Brigade mit einem Frauenanteil von bis zu 70 Prozent, sowie das fast ausschließlich aus muslimischen Beduinen bestehende Aufklärungsbataillon Gadsar 585 mit Fähigkeiten im Fährtenlesen. Mit Oketz verfügen die IDF über eine Hundestaffel für Einsätze im Bereich Terrorismusbekämpfung, Suche und Rettung sowie für andere spezifische Zwecke und mit der Alpinisteneinheit einen eigens für den Gebirgs- und Winterkampf ausgebildeten und ausgerüsteten Verband für die Hermon-Region im Norden Israels. Zudem verfügen die Bodentruppen über Kommando- und Spezialeinheiten wie Sajeret Matkal, Duvdevan, Maglan, Egoz und Jahalom.
Das weltbekannte Selbstverteidigungssystem Krav Maga ist obligatorischer Bestandteil des israelischen Militärdienstes.
Wichtigster Kampfpanzer Israels ist seit den 1980er Jahren der Merkava, welcher in der vierten Generation (Mark 4) bei den Panzerverbänden, in der dritten Generation (Mark 3) auch noch bei Reserveeinheiten Verwendung findet. Die ersten Modelle des Mark 5, optimiert für den Kampf im urbanen Umfeld, wurden 2023 an die IDF ausgeliefert. Auf dem Fahrgestell des Merkava beruhend, wurde ab 2008 der Mannschaftstransportpanzer Namer eingeführt, dessen Produktion nach der Operation Protective Edge 2014 angekurbelt wurde, um den teilweise noch aus den 1970er Jahren stammenden M113 zu ersetzen. Ebenfalls als Ersatz für die M113 begann ab Mai 2023 die Auslieferung des Radschützenpanzers Eitan an die Truppe, der Technologien des Merkava und des Namer kombiniert, jedoch zu günstigeren Produktionskosten. Die Panzermodelle Merkava, Namer und Eitan werden laufend weiterentwickelt oder speziellen Erfordernissen angepasst. Zum Schutz der Panzerfahrzeuge vor anfliegenden Granaten und Raketen entwickelten die israelischen Unternehmen Rafael und IAI während eines zehnjährigen Entwicklungsprojekts das als Trophy (in Israel offiziell Windbreaker bzw. in Hebräisch Me’il Ruah) bezeichnete aktive Abwehrsystem, welches ab 2011 im Merkava und ab 2016 im Namer verbaut wurde. Für den Schutz des Eitan entschieden sich die IDF für das weiterentwickelte Abwehrsystem Iron Fist.
Das Hauptsystem der Artillerie ist die Panzerhaubitze M109, ergänzt durch das seit Juni 2024 einsatzbereite und automatisierte System Roem, welches die gleiche Munition im Kaliber 155 mm verschießt. Als Raketenartillerie wird der 2020 eingeführte und erstmals im Februar 2024 operativ eingesetzte Mehrfachraketenwerfer Lahav verwendet, der die zuvor verwendeten M270 ersetzt.
Im Dezember 2024 stellten die IDF eine Reihe von Änderungen vor, die sie nach den monatelangen Erfahrungen der Kämpfe im Gazastreifen und Südlibanon umsetzen wollen, um aktuellen und zukünftigen Herausforderungen zu begegnen. Dazu zählen die Aufstockung der Pioniereinheiten bzw. der Ausbau der Pionierfähigkeiten der Truppen, eine Erhöhung der Mobilität und des Schutzes der Infanterieeinheiten durch die Ausstattung mit Panzerfahrzeugen und eine Modernisierung der Ausrüstung aller Reservisteneinheiten, vor allem im Bereich der Panzertruppen. Aufgrund der gestiegenen operativen Bedürfnisse und Verteidigungskapazitäten des Militärs wurde darüber hinaus Ende Oktober bzw. Mitte Dezember 2024 die Aufstellung zweier neuer Divisionen der IDF angekündigt; die rund 15.000 Truppen umfassende 96. leichte Division „David“ aus vorwiegend freiwilligen Reservisten, welche bereits die Altersgrenze für die Einberufung zu pflichtmäßigen Reserveübungen überschritten haben, sowie die Ostdivision, welche die Sicherung der Grenze zu Jordanien übernehmen soll. Im November 2024 wurde zudem die Aufstellung einer Infanteriebrigade für ausschließlich ultraorthodoxe Wehrpflichtige, die Hasmonäer-Brigade angekündigt, die den Soldaten die Ausübung ihres religiösen Lebensstils ermöglichen soll. Eine aus ultraorthodoxen jüdischen Männern bestehende Einheit gibt es seit 1999 mit dem Netzach-Jehuda-Bataillon der Kfir-Brigade.

### Luftstreitkräfte

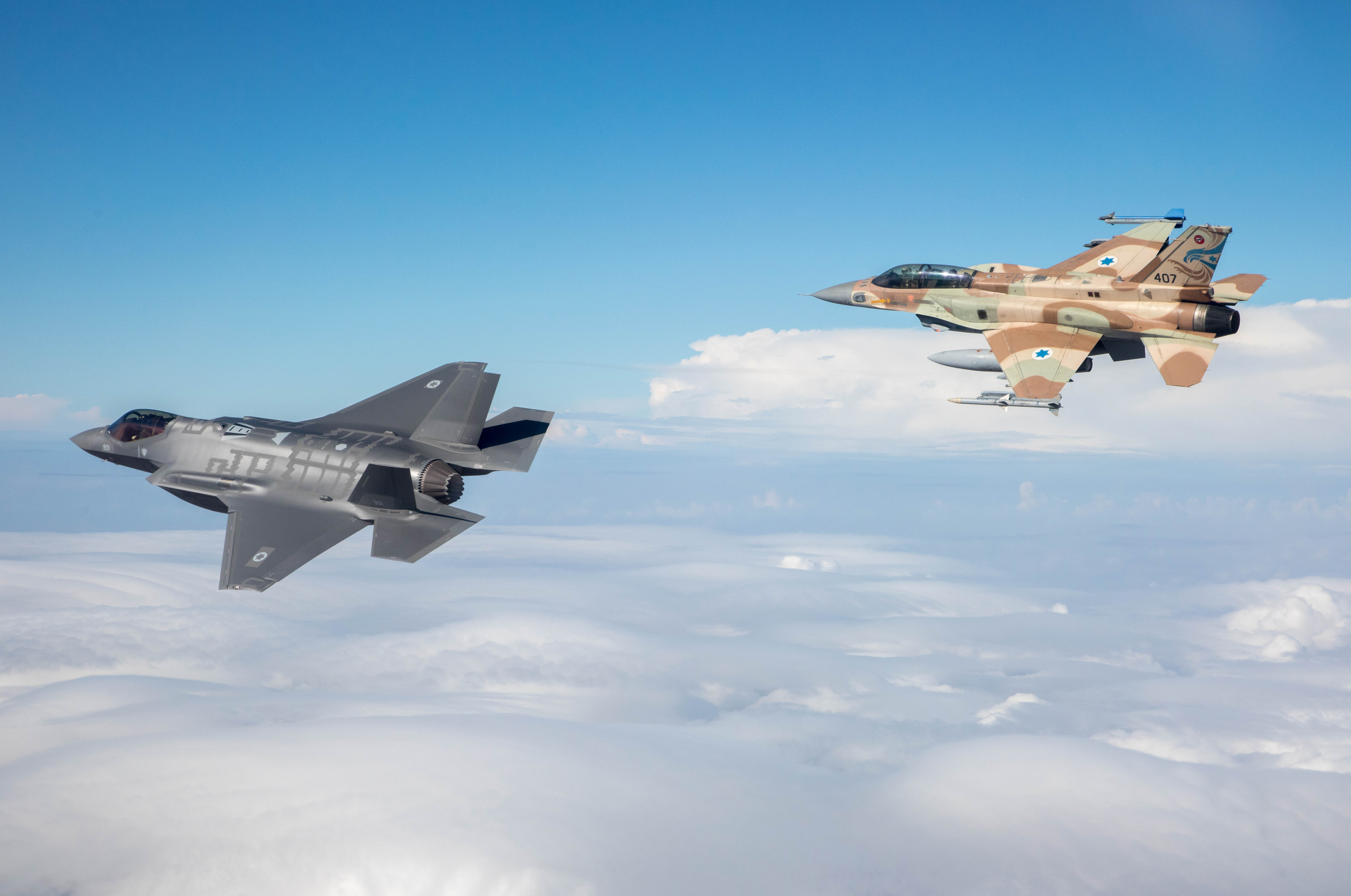
Eine F35I „Adir“ (links) neben einer F16I „Sufa“

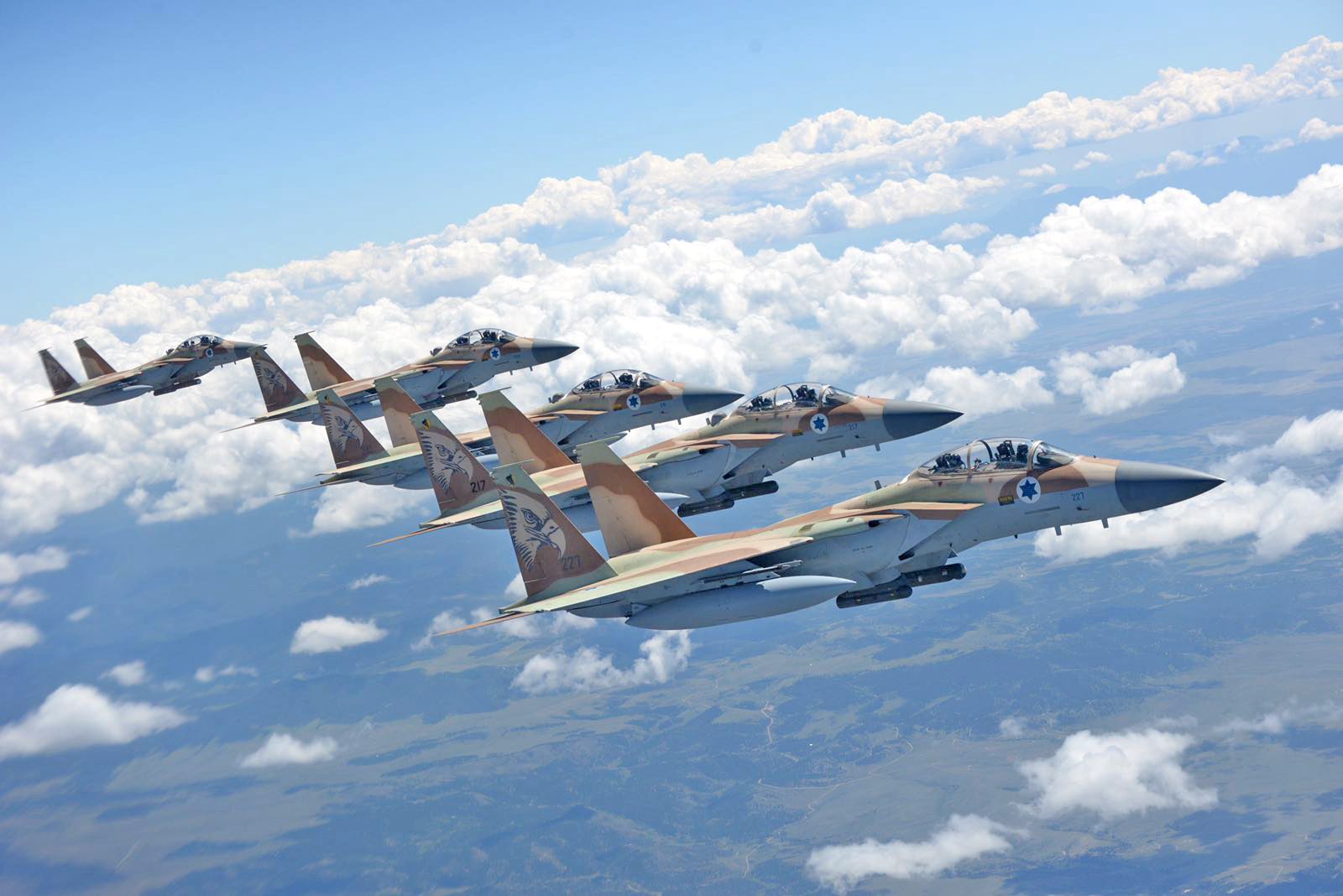
Fünf F-15I „Ra’am“

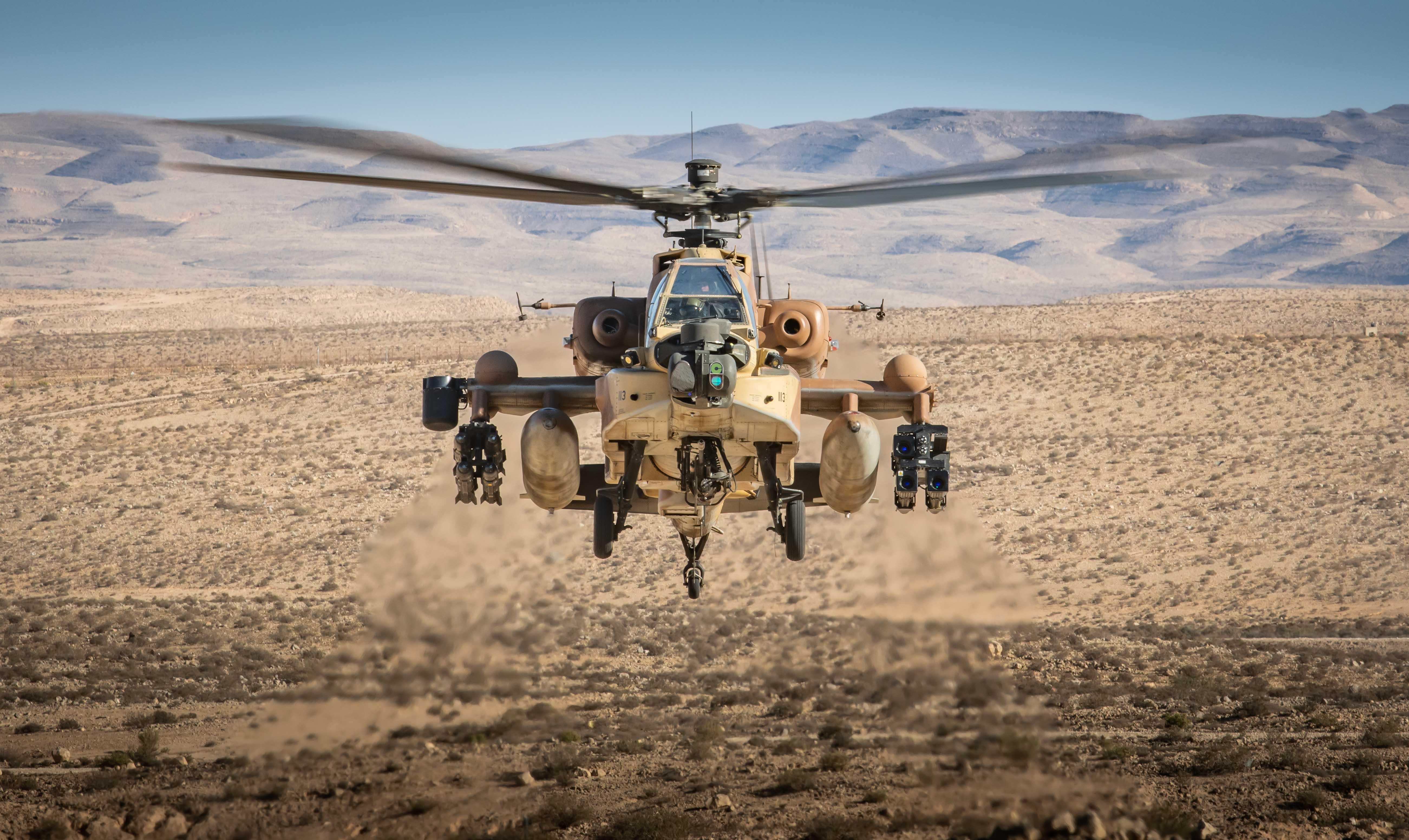
AH-64D „Seraph“

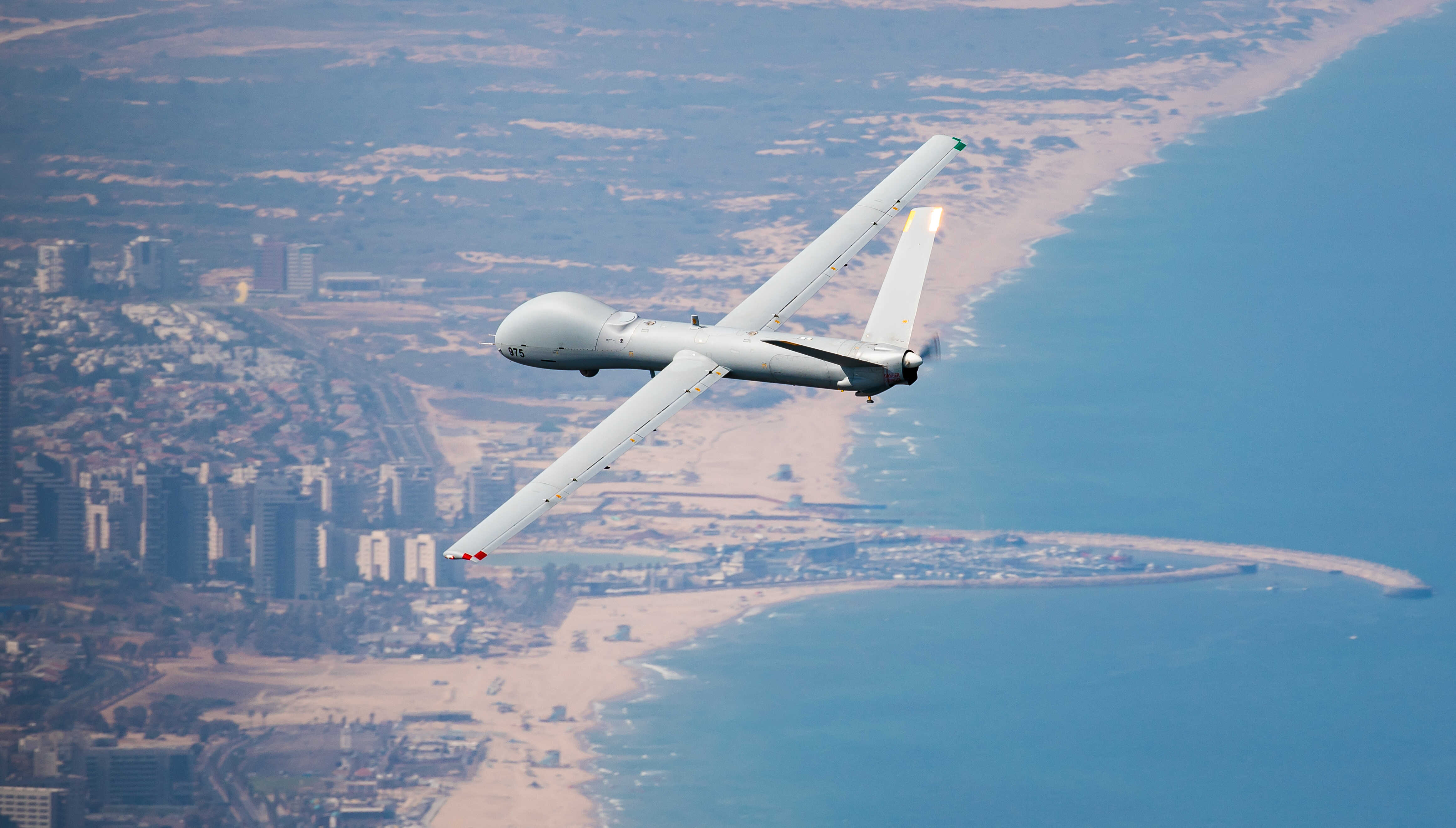
Aufklärungs- und Angriffsdrohne Hermes 900 „Kochav“

Die Israelischen Luftstreitkräfte (IAF) gelten als eine der schlagkräftigsten der Welt und gliedern sich in Geschwader, welche von strategisch im Land verteilten Militärflugplätzen aus operieren. Die IAF spielen eine Schlüsselrolle bei fast allen Aktivitäten der IDF, sichern den Luftraum gegen feindliche Flugzeuge, Raketen und Drohnen, leisten den Boden- sowie Seestreitkräften Luftunterstützung, liefern einsatzrelevante Informationen und führen Angriffe zur Verteidigung innerhalb und außerhalb der israelischen Grenzen durch. Die IAF übernehmen einen Großteil der operativen Aktivitäten der IDF, wodurch das Risiko für die Bodentruppen minimiert wird. Aufgrund ihres technologischen Fortschritts und einer erheblichen Unterstützung durch die Vereinigten Staaten verfügen die IAF über eine Luftüberlegenheit im Nahen Osten, wobei der letzte bestätigte Abschuss eines israelischen Kampfflugzeuges 2018 erfolgte.
Seit Oktober 2023 führte bzw. führt die israelische Luftwaffe, nach entsprechenden Angriffen bzw. als Präventivmaßnahme, Luftschläge im Gazastreifen, Westjordanland, Libanon, Syrien, Jemen und Iran durch, bis zu 2200 Kilometer vom eigenen Staatsgebiet entfernt; dabei stellten die IAF auch ihre Fähigkeiten der Luftbetankung unter Beweis. Zu den Angriffen zählten auch gezielte Tötungen hochrangiger Terroristen, darunter des Hisbollah-Generalsekretärs Hassan Nasrallah und des obersten militärischen Befehlshabers der Hamas, Mohammed Deif. Einer der größten Einsätze erfolgte im Zuge eines Präventivschlages am 25. August 2024 mit etwa 100 Kampfflugzeugen auf rund 40 Gebiete im Südlibanon. Am 13. Juni 2025 führten über 200 Kampfflugzeuge der IAF den Eröffnungsangriff des Israelisch-iranischen Krieges.
Für ihre Angriffe verwenden die IAF Kampfflugzeuge US-amerikanischer Produktion der Typen F-15 F-16 und F-35 unterschiedlicher Varianten und Modifikationen mit israelischer Technologie. 2016 verfügte Israel mit rund 300 Maschinen über die größte Flotte von F-16 außerhalb der USA. Diese Zahl verringerte sich bis Oktober 2023 auf rund 175 Maschinen, zu Gunsten des Erwerbs modernerer Flugzeuge des Typs F-35, die ab 2016 in Israel eintrafen. Israel war nach den USA das zweite Land, das die F-35 erhielt und noch vor den USA operativ zum Einsatz brachte. Von den 75 bestellten F-35 waren bis März 2025 bereits 42 an Israel ausgeliefert. Im November 2024 beschloss Israel zudem die Bestellung von 50 F-15IA, der israelischen Variante der modernen F-15EX, sowie Upgrade-Kits für vorhandene F-15I.
Die Gesamtstärke der israelischen Hubschrauberflotte wurde im Juni 2024 mit einigen Dutzend angegeben. Als Kampfhubschrauber werden AH-64 Apache eingesetzt, die sich auf zwei Staffeln verteilen. Für Transportaufgaben wird der 1969 eingeführte und mehrfach modernisierte CH-53, sowie der ab 1994 erworbene UH-60 (Black Hawk) eingesetzt.
Im März 2025 gab das Militär bekannt, dass die Anschaffung von acht Luftbetankungsflugzeugen des Typs Boeing KC-46 ab 2026 geplant sei, um die älteren Modelle Boeing 707 „Re’em“ zu ersetzen. Zudem nutzt Israel Transportflugzeuge des Typs C-130 (Hercules).
Israel setzt Unbemannte Luftfahrzeuge zu Aufklärungs- und Angriffszwecken ein, darunter die Eigenentwicklungen Hermes 450 und Hermes 900, sowie Multicopter und Loitering Weapons. Im März 2025 gab es in Israel 25 Drohnenlieferanten, die mit dem Verteidigungsministerium zusammenarbeiteten, um eine Ausschreibung für 5000 FPV-Drohnen zu erlangen.
Weiters gehören zur Luftwaffe die taktische Rettungseinheit 669 und die Eliteeinheit Schaldag.

### Marine

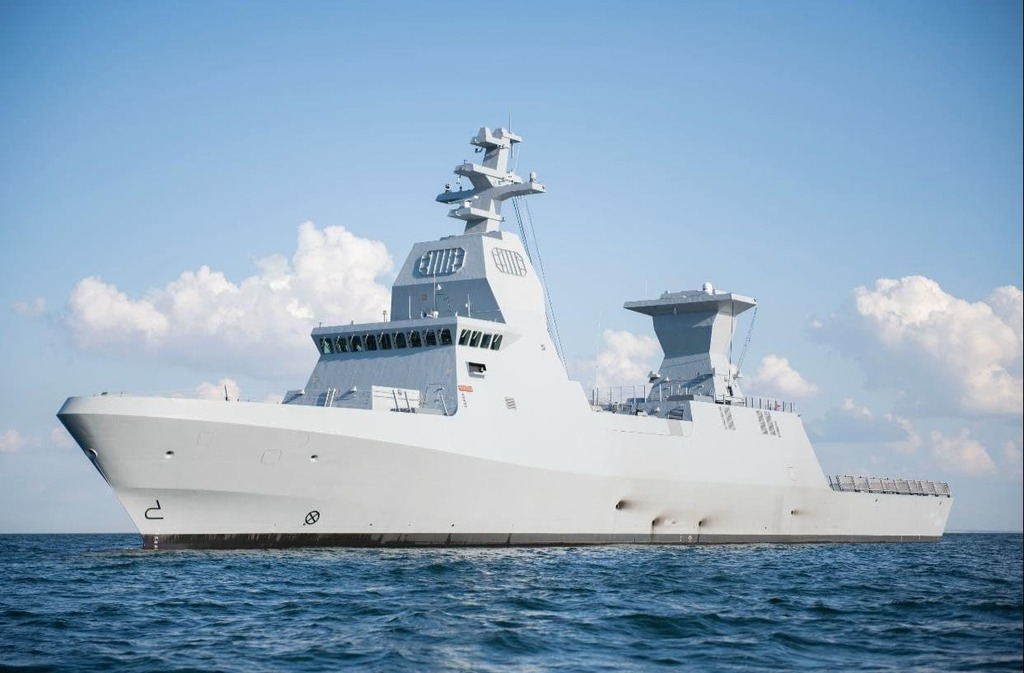
Die INS Atzmaut der Sa’ar-6-Klasse

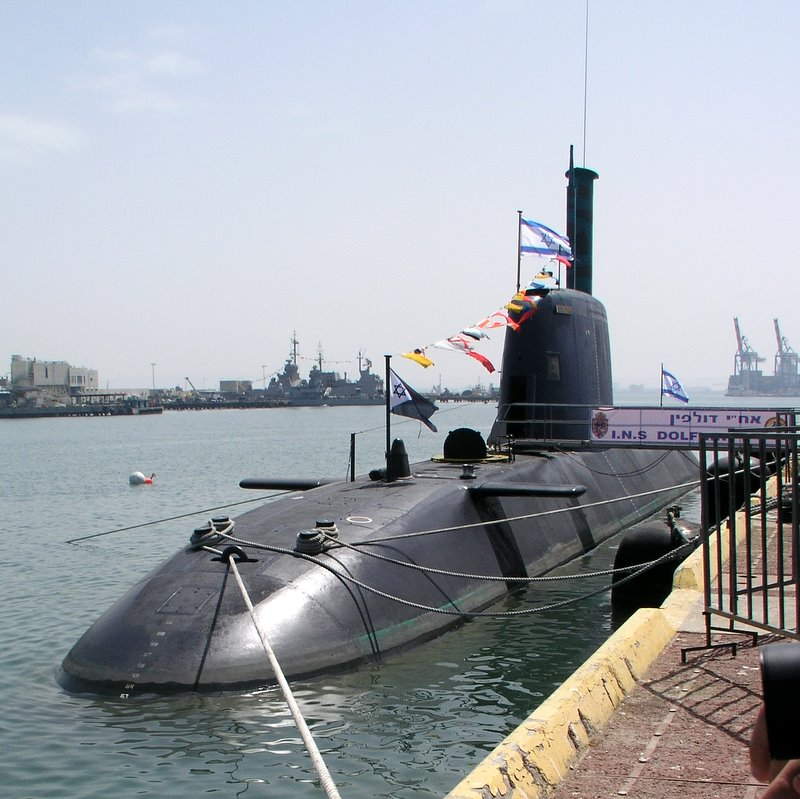
U-Boot der Dolphin-Klasse

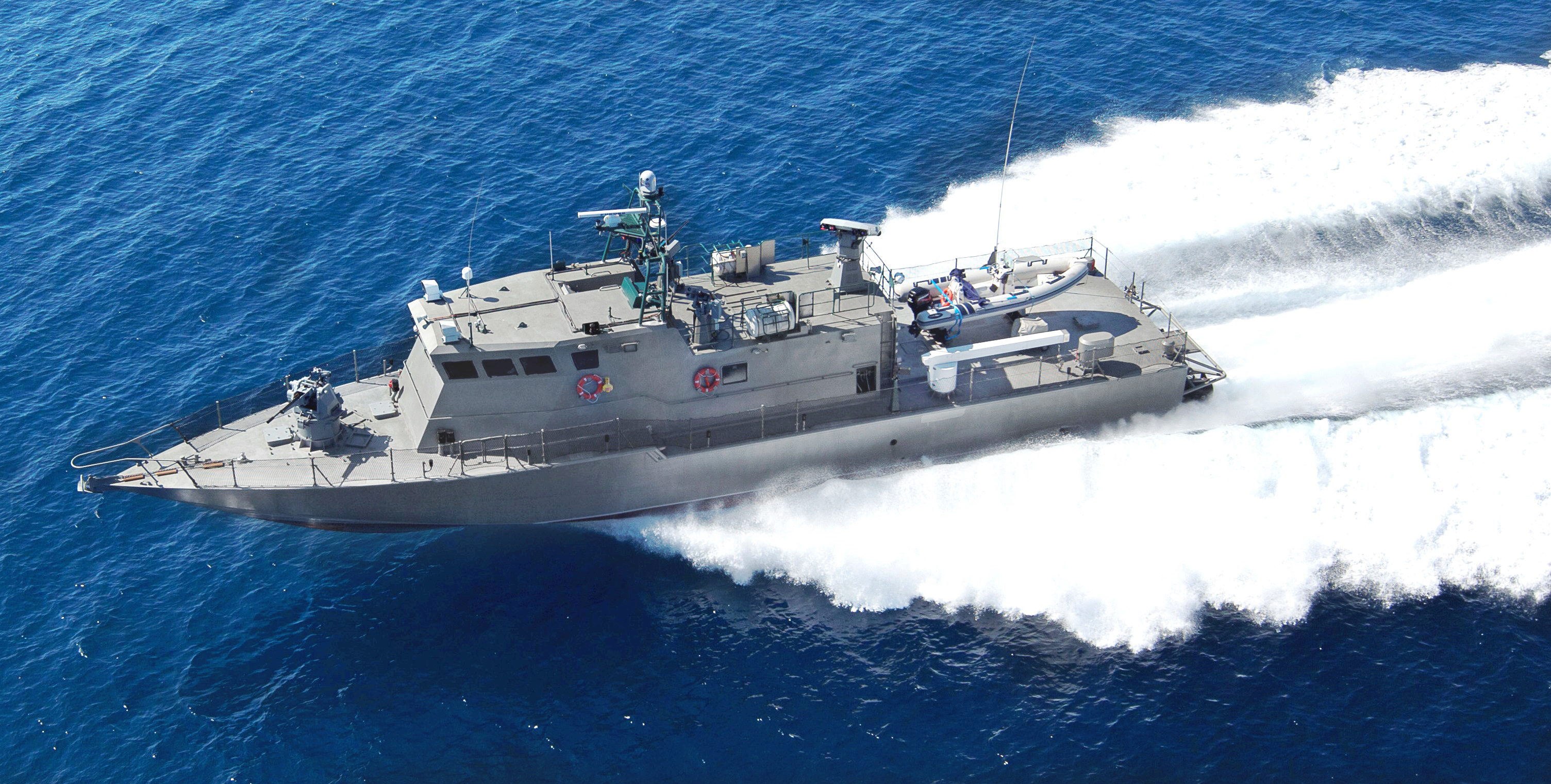
Patrouillenboot Schaldag Mark 5

Der Israelischen Marine obliegt der Schutz und die Verteidigung des Staates Israel und seiner Hoheitsgewässer vor maritimen Bedrohungen, die Unterstützung der israelischen Armee im Falle eines Konflikts, sowie die Durchführung von Such- und Rettungseinsätzen. Ihr Hauptstützpunkt mit Marinewerft und Hauptwerkstatt befindet sich in der Marinebasis Haifa im Norden Israels am Mittelmeer, weitere Stützpunkte befinden sich in Aschdod am Mittelmeer und Eilat am Roten Meer.
Die größten und modernsten Einheiten der Marine stellen die vier in Deutschland produzierten Korvetten der Sa’ar-6-Klasse dar, welche bis August 2021 ausgeliefert und im April 2023 für einsatzbereit erklärt wurden. Weiters stehen seit 1993/94 die drei in den USA gebauten Korvetten der Sa’ar-5-Klasse und acht mehrfach modernisierte Flugkörperschnellboote der Sa’ar-4.5-Klasse zur Verfügung. Zum Transport von Truppen und Ausrüstung kann seit August 2023 bzw. Juni 2024 auf zwei rund 95 Meter lange Landungsboote zurückgegriffen werden.
Zum Schutz der Küstengewässer stehen unterschiedliche Patrouillenboote bereit, welche auch als leichte Angriffsboote bewaffnet werden können, darunter als modernste Einheiten die Modelle Mark 5 der Schaldag-Reihe. Als Ergänzung zu ihren bemannten Patrouillenbooten verfügt die Marine auch über eine Flotte von unbemannten „Protector“-Booten, welche ebenfalls als bewaffnete Plattform eingesetzt werden können.
Darüber hinaus verfügt die israelische Marine über sechs einsatzbereite U-Boote (Dolphin-Klasse) aus deutscher Produktion, wobei die Taufe des sechsten Bootes am 12. November 2024 in Kiel erfolgte. Im Januar 2022 wurde bekanntgegeben, dass Israel drei weitere U-Boote (Dakar-Klasse) in Deutschland in Auftrag gegeben hat, welche nach ihrer geplanten Auslieferung in den 2030er Jahren nach und nach ältere Modelle ersetzen sollen.
Im Februar 2025 begann der Bau einer ersten von fünf neuen Korvetten (Reshef-Klasse) bei Israel Shipyards, welche in etwa dreieinhalb Jahren ausgeliefert werden soll. Die fünf Schiffe mit einem Auftragsvolumen von rund 2,8 Milliarden Schekel (etwa 800 Millionen US-Dollar) sollen nach und nach die seit rund vier Jahrzehnten im Dienst befindlichen Einheiten der Sa’ar-4.5-Klasse ersetzen.
Ebenfalls zur Marine gehört die in Atlit stationierte Marinekommandoeinheit Schajetet 13.

### Teilbereiche

#### Luftabwehr

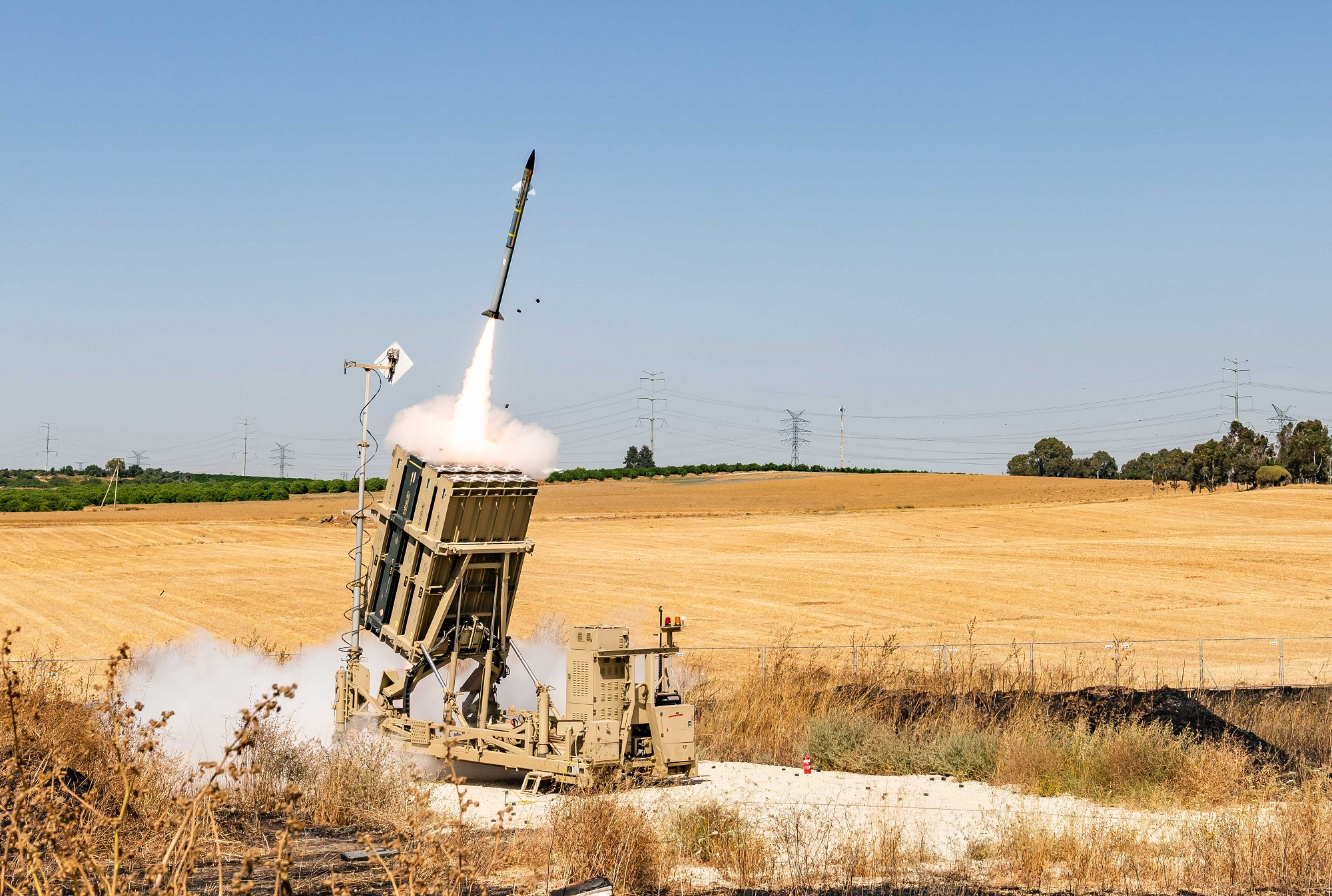
Eine Werfereinheit des Systems „Iron Dome“ beim Start einer Tamir-Rakete

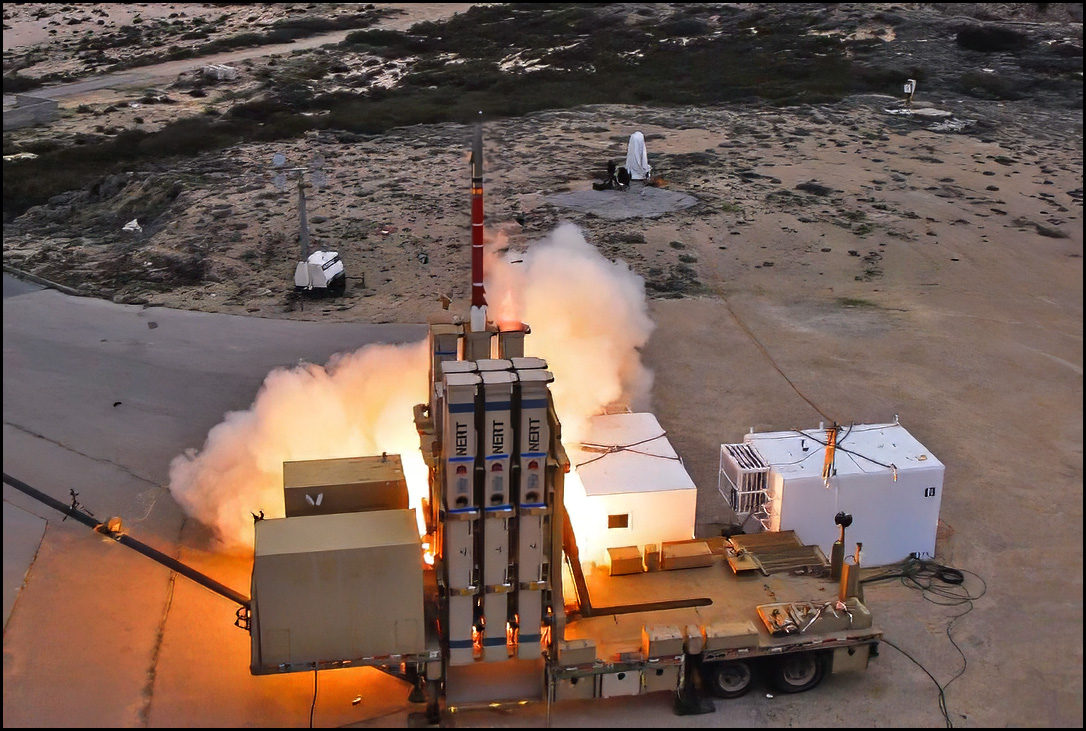
„David’s Sling“ im Einsatz

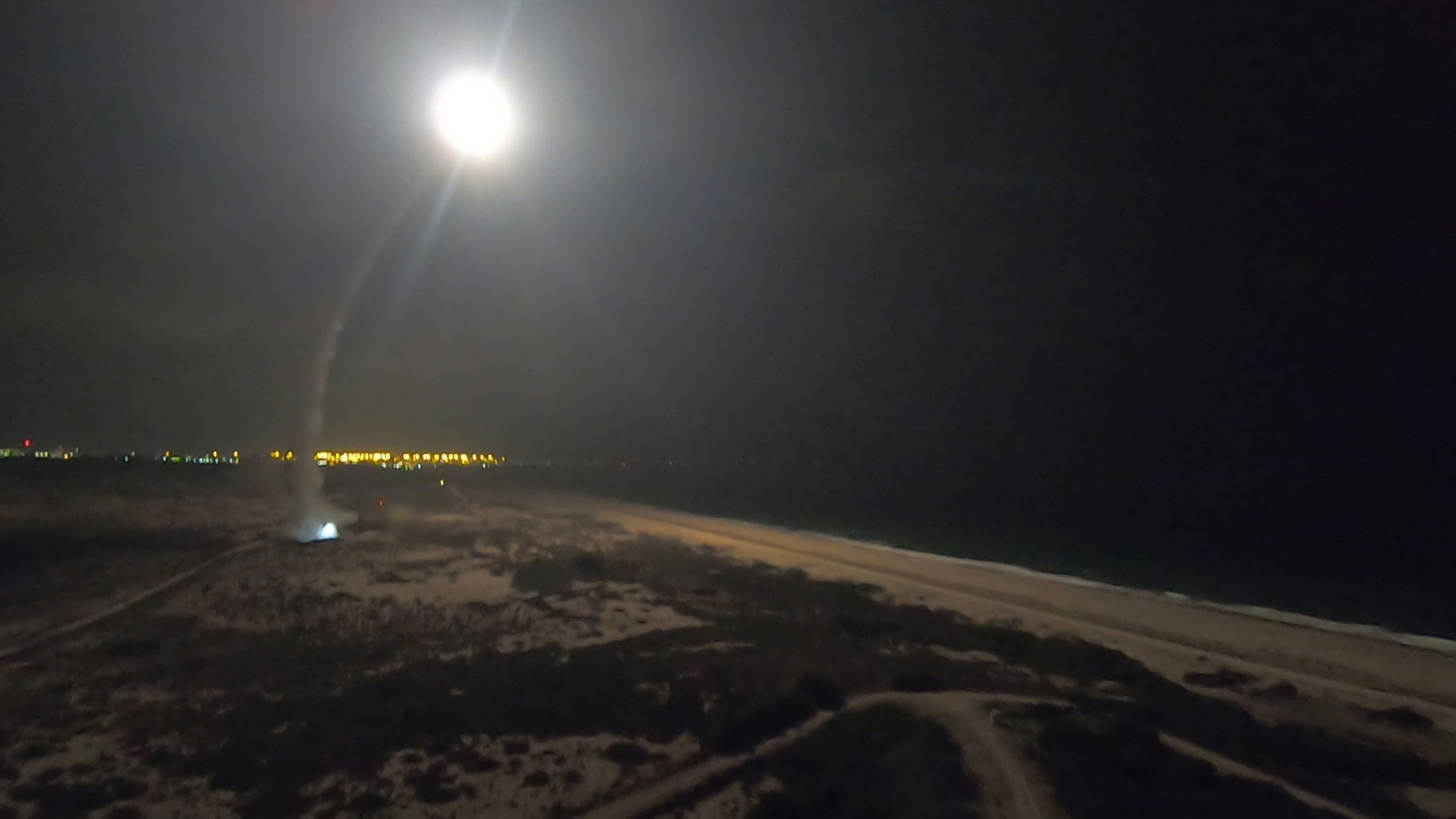
„Arrow 2“ im Flug

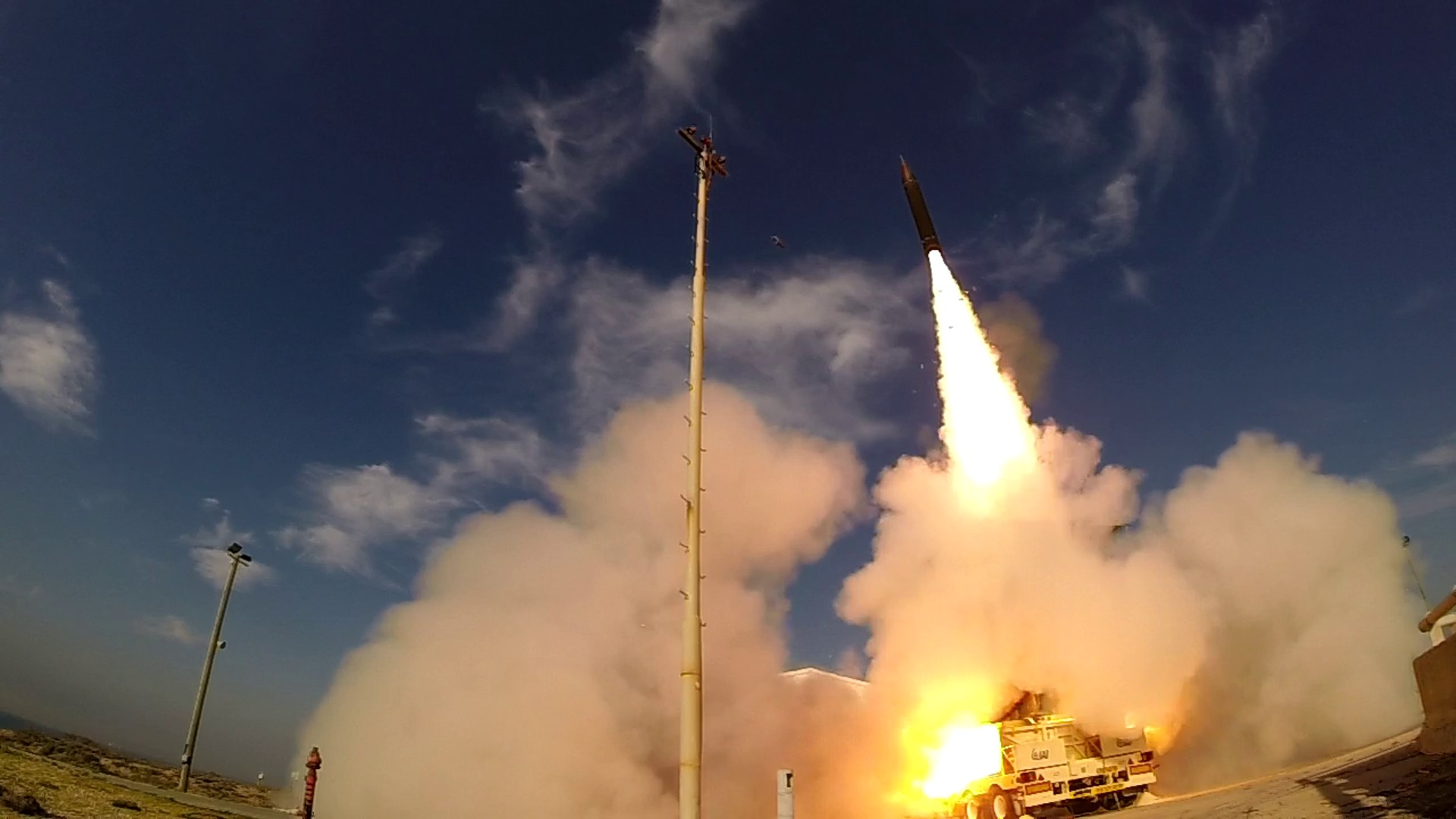
Start einer „Arrow 3“

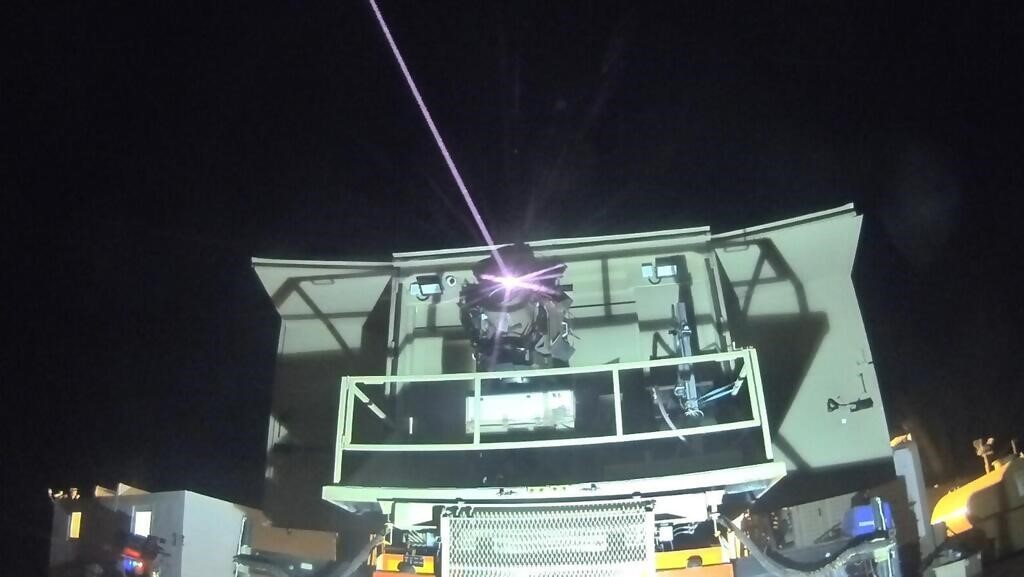
Lasersystem „Iron Beam“

Israel verfügt über ein mehrschichtiges Luftabwehrsystem, das zu den wirksamsten und technologisch fortschrittlichsten der Welt zählt. Für die Abwehr langsamer und ungelenkter Ziele wie Artilleriegranaten, Kurzstreckenraketen und Drohnen steht seit 2011 das mobile und strategisch im Land verteilte System Iron Dome zur Verfügung, das laufend weiterentwickelt wurde und dessen genaue Stückzahl der militärischen Geheimhaltung unterliegt. Das System ist in der Lage, herannahende Ziele in einem Umkreis von etwa 100 km zu erkennen, sowie deren Einschlagspunkt zu berechnen. Gegen jene Flugkörper, die laut Berechnung auf besiedelte Gebiete zusteuern, können dann pro Werfereinheit bis zu 20 Abfangraketen des Typs Tamir eingesetzt werden. Flugkörper, die laut Berechnung außerhalb besiedelter Gebiete einschlagen, werden nicht bekämpft; das System filtert somit im Falle einer Raketensalve jene Flugkörper heraus, welche voraussichtlich eine Bedrohung für die Bevölkerung, Truppen oder die Infrastruktur darstellen und kann seine zahlmäßig begrenzten und kostenintensiven Abwehrraketen (etwa 50.000 US-Dollar) auf deren Bekämpfung konzentrieren. Jede Batterie von Iron Dome, bestehend aus Radar,- Kontroll- und Werfereinheit kann etwa 150 Quadratkilometer (58 Quadratmeilen) verteidigen, was etwa der Fläche einer mittelgroßen israelischen Stadt entspricht. Die IDF gaben bekannt, dass das System während des Terrorangriffs der Hamas am 7. Oktober 2023 und dem darauffolgenden Monat eine geschätzte Abfangquote von 95 % der als Bedrohung eingestuften Flugkörper erreicht habe. Ebenfalls 2023 wurde eine Version mit der Bezeichnung C-Dome für die Marine eingeführt. Der erste erfolgreiche Einsatz einer solchen C-Dome erfolgte im April 2024 durch eine Korvette der Sa’ar-6-Klasse.
Für die Abwehr von leistungsfähigeren Bedrohungen, wie ballistischen Raketen, Marschflugkörpern, Flugzeugen und Drohnen, steht das 2017 in Betrieb genommene und stationäre Raketenabwehrsystem David’s Sling in Verwendung, welches eine Reichweite zwischen 40 und 300 km, sowie eine Abfanghöhe von 15 km erreichen soll. Berichten zufolge belaufen sich die Kosten für die Abwehrraketen auf schätzungsweise eine Million US-Dollar pro Stück. Der erste erfolgreiche operative Einsatz des Systems erfolgte im Mai 2023.
Im Jahr 2000 kam es zur Einführung des Luftabwehrsystems Arrow 2, einer Hyperschallwaffe zur Abwehr von beispielsweise Interkontinentalraketen bis in Höhen der Exosphäre. 2017 wurde das weiterentwickelte und leistungsgesteigerte System Arrow 3 ergänzend in Betrieb genommen, welches über eine Reichweite von 2.400 Kilometern und eine Flughöhe von 160 Kilometern verfügen soll. Diese Systeme wurden unter anderem erfolgreich bei der Abwehr von ballistischen Raketen der iranischen Angriffe vom 13. April 2024 und 1. Oktober 2024 eingesetzt. Der erste erfolgreiche Einsatz von Arrow 3, der Abschuss einer vom Jemen aus gestarteten Rakete, erfolgte im November 2023 über dem Roten Meer.
Im Mai 2024 gaben die IDF bekannt, ihre 1990 erworbenen Patriot-Luftabwehrsysteme, in Israel unter der Bezeichnung Yahalom geführt, nach mehr als 30 Jahren im Einsatz auszumustern.
Im Oktober 2024 wurde eine Batterie des US-amerikanischen Luftabwehrsystems THAAD in Israel stationiert, die im Dezember gleichen Jahres eine aus dem Jemen gestartete Rakete abfangen konnte. Das von US-Personal bediente THAAD könne laut Berichten Ziele in einer Entfernung von bis zu 200 Kilometern bekämpfen und solle laut einem Sprecher des Pentagons dazu beitragen, Israels Luftabwehr nach den iranischen Raketenangriffen auf Israel zu stärken. Im April 2025 erfolgte die Stationierung einer zweiten THAAD-Batterie in Israel.
Seit 2014 arbeitet Israel an dem Hochenergie-Laserabfangsystem Iron Beam, welches mittels Laser feindliche Flugkörper bis auf mehrere Kilometer Entfernung bekämpfen soll. Das System sei als Ergänzung für Iron Dome gedacht, um den Bestand teurer Abfangraketen zu schonen und damit die Wirtschaftlichkeit der Raketenabwehr revolutionieren. Der Hersteller Rafael Advanced Defense Systems gab im März 2025 bekannt, dass das System kurz vor der Markteinführung stehe.
Am 16. Juni 2025 teilten die Israelischen Verteidigungsstreitkräfte mit, erstmals das maritime Luftabwehrraketensystem „Barak Magen“ (deutsch: Blitzschild), eine Version der Barak MX, von Bord einer Korvette der Sa’ar-6-Klasse aus, gegen anfliegende iranische Drohnen eingesetzt zu haben. Das System nutzt verschiedene Raketentypen für kurze, mittlere und lange Reichweiten.

#### Scharfschützen

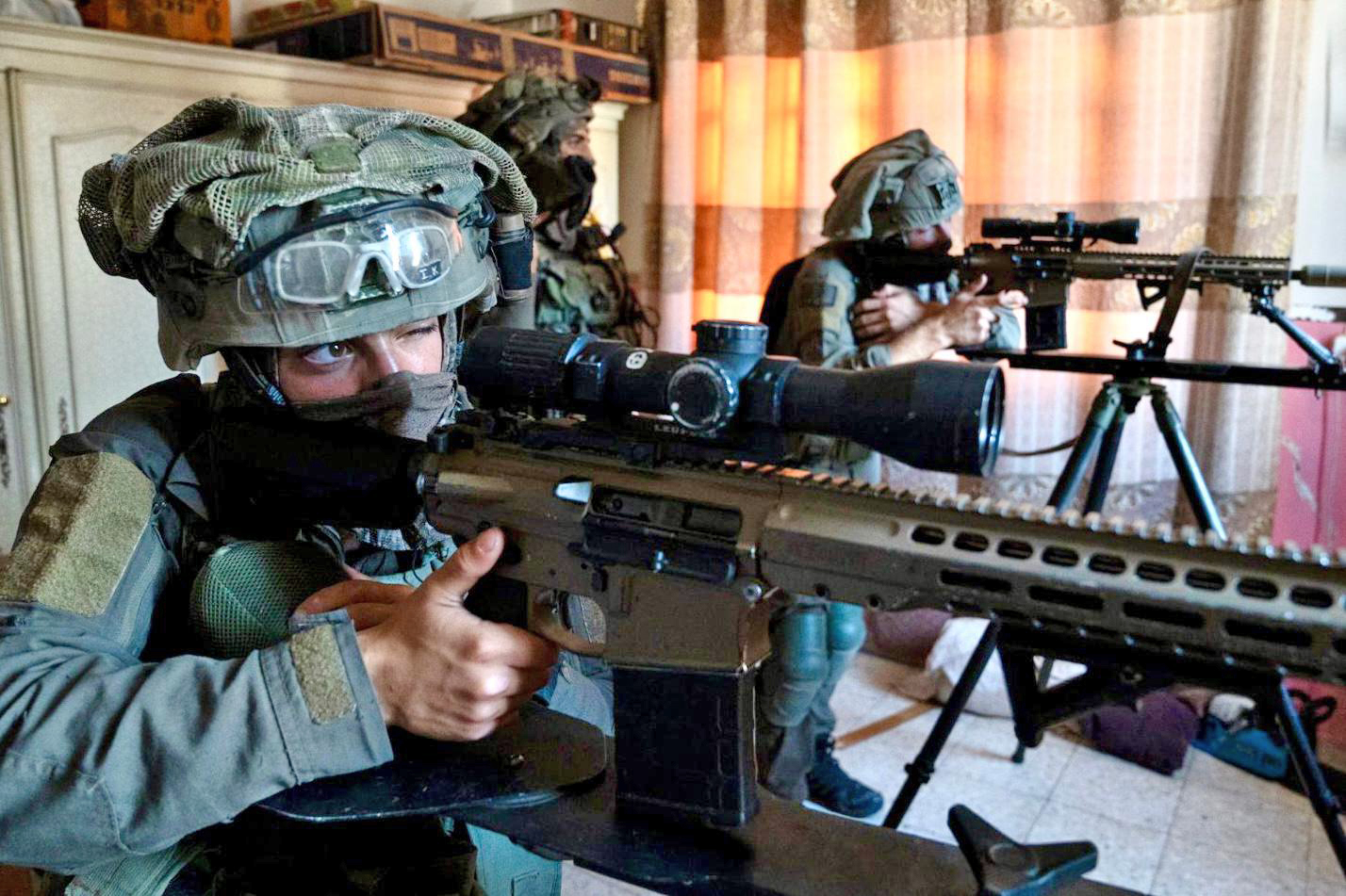
Zwei Scharfschützen mit Gewehren des Typs Barrett REC10 auf TSB-Plattformen

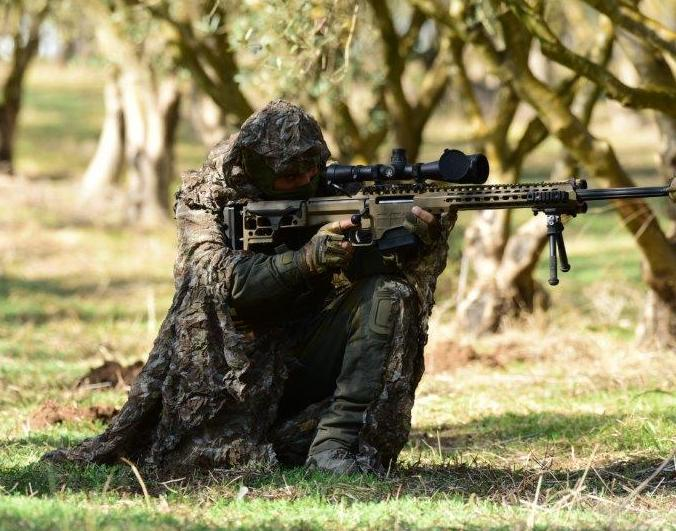
Scharfschütze mit Gewehr Barret MRAD und Tarnnetz in Schießposition kniend frei

Die Hauptaufgaben von Scharfschützen bestehen darin, Ziele aus der Ferne präzise zu treffen und Truppen Deckung zu geben. Die Israelischen Verteidigungskräfte (Zahal) setzen ihre Scharfschützen in den Einsatzbereichen Infanterie, Aufklärung und Terrorismusbekämpfung ein. Der Infanteriescharfschütze operiert als Teil einer Infanteriekompanie oder eines Infanteriezuges, übernimmt Wach- und Sicherungsaufgaben innerhalb der Formation und deckt die Truppe beispielsweise gegen Störfeuer aus Entfernungen, die von den regulären Handfeuerwaffen der Infanterie nicht abgedeckt werden können. In der Rolle der Aufklärung obliegt dem Scharfschützen die Zielerkennung und Identifizierung, sowie Informationsbeschaffung- und weitergabe, auch hinter feindlichen Linien. Der Schwerpunkt liegt dabei auf den Tarnfähigkeiten. Die Anti-Terror-Scharfschützen der IDF werden als Teil von Interventionsteams eingesetzt, deren Aufgabe darin besteht, auf einen Terroranschlag oder eine vergleichbare sicherheitsrelevante Situation zu reagieren und anschließend ein betroffenes Gebiet abzuriegeln. Diese Scharfschützen erhalten eine spezielle Ausbildung für den Einsatz in urbanem Umfeld und müssen in der Lage sein, hochpräzise Schüsse gegen eingebettete Feinde oder zur Geiselbefreiung durchzuführen.
Die Aus- und Fortbildung, sowie die fortlaufende Überprüfung des Erhalts der Fähigkeiten der IDF-Scharfschützen erfolgt in der Scharfschützenabteilung der Spezialausbildungseinrichtung Mitkan Adam (Camp Adam) bei Modiʿin, wobei jährlich rund 600 Soldaten der Infanterie die Grundausbildung durchlaufen, welche auch Waffenmechanik, Mathematik und Physik umfasst. Für die Aufnahme müssen Soldaten herausragende Schießergebnisse mit Standartinfanteriewaffen vorweisen können. Der Scharfschützen-Grundkurs dauert sieben Wochen, die Ausbildung zum Scharfschützen in einer Antiterroreinheit weitere drei Wochen. Zudem kann eine Ausbildung zum Scharfschützenkommandanten, der ein dreiköpfiges Scharfschützenteam befehligt und ohne Anweisungen von der höheren Kommandoebene Entscheidungen treffen muss, absolviert werden. Die Qualifikation zum Scharfschützenausbilder erfolgt nach positiver Absolvierung eines zweieinhalbmonatigen Kurses. Alle Scharfschützenausbilder sind selbst aktive Scharfschützen, welche bei Bedarf Kampfeinsätze durchführen. Ein Scharfschützenkurs umfasst 12–21 Soldaten, der von einem Team aus in der Regel 2–6 Ausbildern betreut wird. Mit September 2024 dienten etwa 20 Frauen als Scharfschützen in den Bataillonen des Grenzschutzkorps und wurden auch im Gazakrieg eingesetzt.
Israelische Scharfschützen verfügen unter anderem über Infrarot-Tarnung und Vorrichtungen zur Auflösung optischer Konturen, Laserpointer, Infrarotlaser und -scheinwerfer, sowie Nachtsicht- und Wärmebildgeräte, Entfernungsmesser und Ballistikrechner. Die als TSB bezeichnete Scharfschützenplattform ermöglicht darüber hinaus ein geländeunabhängiges Schießen im Sitzen und Stehen. Durch taktische Geräte ist eine Kopplung und Kalibrierung der vom Spotter verwendeten Geräte bzw. Daten und damit eine Vereinfachung und Verkürzung der Zielerfassungszeit des Scharfschützenteams möglich. Ein israelisches Rüstungsunternehmen hat in Zusammenarbeit mit der Scharfschützenabteilung ein tragbares und dynamisch bewegliches Ziel für Trainingszwecke entwickelt; die verwendete Zieldrohne kann sich über unterschiedliches Gelände sowie mit unterschiedlichen Geschwindigkeiten und Richtungswechseln bewegen.

### Militärischer Nachrichtendienst

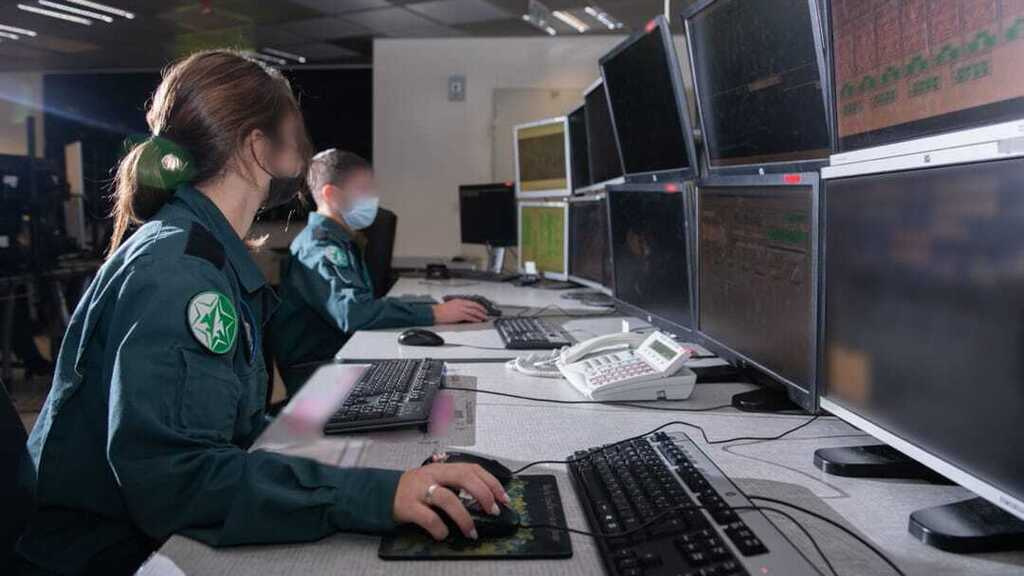
Einsatzraum der Einheit 9900 im Januar 2022 während der COVID-19-Pandemie

Dem Direktorat des Militärgeheimdienstes Aman obliegen als Hauptaufgaben das Sammeln und Bereitstellen von Informationen für die Regierung und die Streitkräfte, die Verfolgung militärischer und terroristischer Aktivitäten, sowie die Durchführung grenzüberschreitender Aufklärungsoperationen. Die Direktion besteht aus den drei Haupteinheiten 8200, 9900 und 504. Die größte davon, Einheit 8200, ist die Haupteinheit der Direktion für die Informationsbeschaffung. Ihre Soldaten sind für die Entwicklung und Nutzung von Informationsbeschaffungsinstrumenten sowie für die Analyse, Verarbeitung und Weitergabe der gesammelten Informationen an die zuständigen Stellen verantwortlich. Die Einheit ist in allen Zonen operativ tätig und arbeitet im Kriegsfall mit den Hauptquartieren der Kampfgebiete zusammen.
Die Einheit 9900 besteht zu rund 58 Prozent aus Frauen und ist für die Erfassung visueller Informationen, einschließlich geografischer Daten von Satelliten und Luftfahrzeugen, sowie für die Kartierung und Interpretation dieser Informationen für Truppen und Entscheidungsträger verantwortlich. Dazu gehört die Erstellung von 3D-Karten, welche es den Streitkräften vor einem Einmarsch ermöglichen soll, einen vollständigen Überblick über ein feindliches Gebiet zu erlangen. Eine Besonderheit stellt dabei im Rahmen des Projekts „Spectrum of Talent“ der Einsatz von Menschen mit Autismus zur Luftbildanalyse dar.
Die Einheit 504 wird als militärisches Gegenstück zum Auslandsgeheimdienst Mossad und Inlandsgeheimdienst Schin Bet geführt, wobei sich ihre Ziele eher auf laufende Militäroperationen beziehen. Ihre Offiziere, die fließend Arabisch sprechen, sind in erster Linie für die Rekrutierung und Führung von Geheimagenten in den Nachbarländern Israels verantwortlich, um Operationen der IDF zu unterstützen. Zur Erlangung operativer Erkenntnisse verfügt die Einheit über Vernehmungs- und Verhörspezialisten, welche oftmals als erste mit gefangenen Terroristen oder sympathisierenden Zivilisten sprechen. In Kriegs- und Krisengebieten übernehmen sie oftmals eine Verbindungsrolle zwischen Militär und Zivilbevölkerung bzw. unterstützen Evakuierungsmaßnahmen in betroffenen Gebieten. Bekanntheit erlangte die Einheit durch veröffentlichte Verhöre von Terroristen, welche am Terroranschlag der Hamas auf Israel im Oktober 2023 beteiligt waren.

### Kampfunterstützung
Die C4i-Direktion, eine technologische Eliteeinheit der IDF, hat die Hauptaufgabe, Kommandeure im Feld mit der Kommunikationstechnologie auszustatten, die sie benötigen, um eine Kampfsituation optimal zu bewältigen. Sie ist daher für die Kommunikation auf dem Schlachtfeld und die gesamte Cyberabwehr verantwortlich, wobei regelmäßig Hackathons veranstaltet werden, um die Direktion herauszufordern bzw. ihre Fähigkeiten zu verbessern. Die Direktion muss in der Lage sein, ohne Zugang zu Standardkommunikationstechnologien zu operieren oder nach einem Kommunikationsausfall die Verbindung zu den Feldtruppen kontinuierlich, sicher und verschlüsselt wiederherzustellen. Dazu werden laufend bis zu mehrwöchige Übungen durchgeführt. Im Juli 2024 gaben die IDF bekannt, dass das Cloud-Computing-Netzwerk der IDF seit Oktober 2023 über drei Milliarden Cyberangriffen ausgesetzt war, welche jedoch keine Computersysteme kompromittiert hätten.

### Sanitätskorps

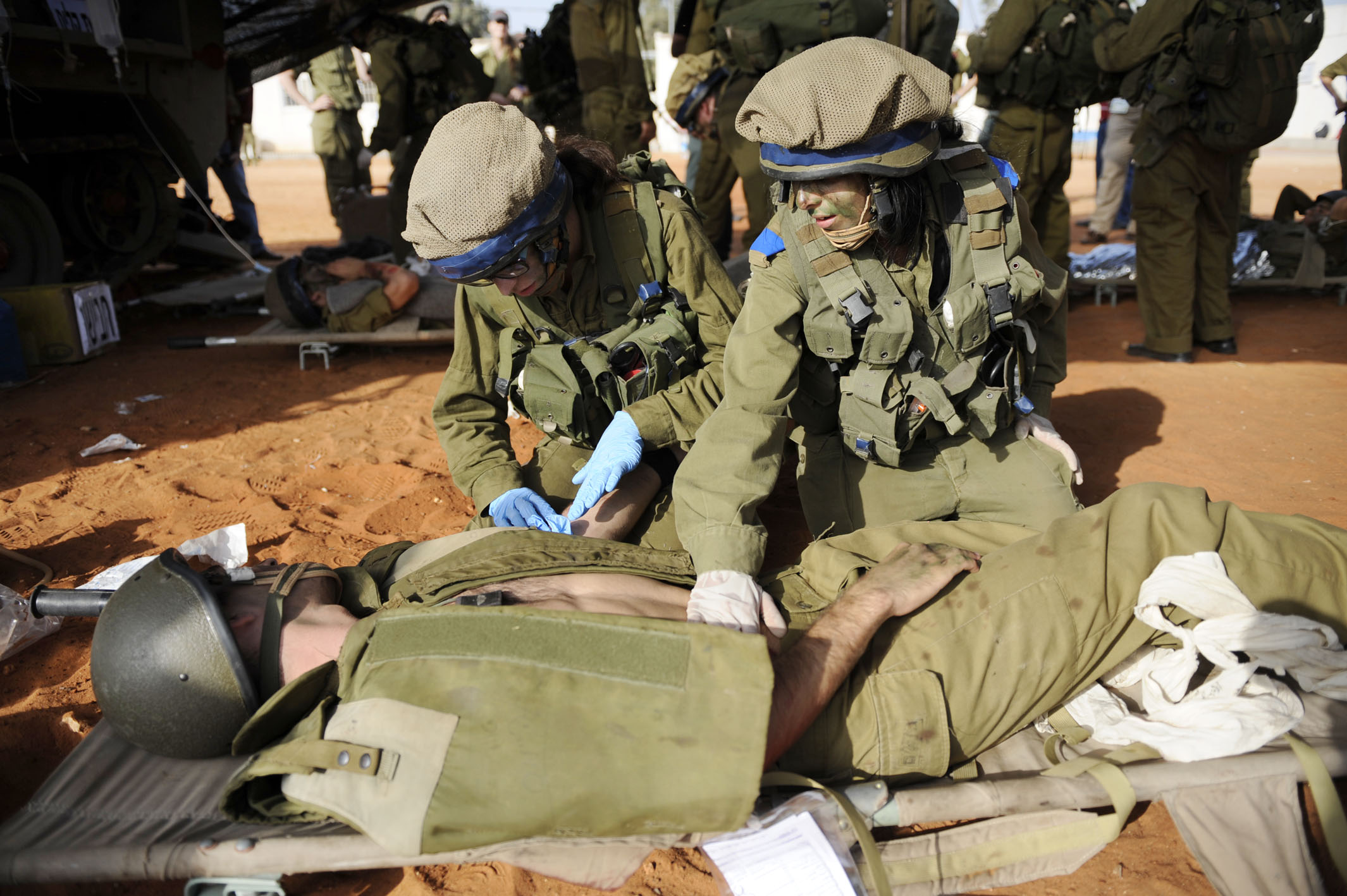
Feldärzte des Sanitätskorps bei einer Übung

Das Sanitätskorps der IDF, das der Direktion für Technologie und Logistik untersteht, ist für die medizinische Unterstützung und Versorgung der Truppen im In- und Ausland verantwortlich. Den Angehörigen obliegt die Versorgung und Begleitung verletzter, erkrankter und verwundeter Soldaten vom Moment des Eintretens der Voraussetzungen über die Krankenhausversorgung bis hin zur Genesung und Rehabilitation. Zum Aufgabengebiet gehört auch die Betreuung der Truppen durch Psychotherapeuten inner- und außerhalb Israels. Da Israel über keine separaten Militärkrankenhäuser verfügt, werden betroffene Soldaten in zivilen Krankenanstalten behandelt, wobei in allen größeren Krankenhäusern sogenannte RAM-2-Einheiten bestehen, die sich um Soldaten und ihre Angehörigen kümmern. Dort arbeitet medizinisches Personal der Streitkräfte (rund 500 im Mai 2025) mit dem medizinischen zivilen Personal der Krankenhäuser zusammen.
Laut Eigendarstellung der IDF vom Mai 2025 erfolgt die Erstversorgung von im Kampf verwundeten Soldaten durchschnittlich innerhalb von vier Minuten. Die Verbringung eines Verwundeten aus jedem Gebiet des Gazastreifens in ein Krankenhaus in Israel kann auf dem Boden- und Luftweg innerhalb einer Stunde gewährleistet werden, aus dem Libanon in weniger als zwei Stunden. Zum Erhalt dieser Fähigkeiten setzt das Sanitätskorps auf eine ausreichend hohe Anzahl an medizinischem Personal bei der kämpfenden Truppe – ein Sanitäter pro Kompanie sowie ein Arzt pro Bataillon – und eine enge Zusammenarbeit mit dem Rest der Streitkräfte, vor allem der Luftwaffe mit der Rettungs- und Evakuierungseinheit 669. Ein weiterer Faktor ist der Einsatz von Vollbluttransfusionen noch im Kampfgebiet, was die IDF weltweit zur einzigen Armee macht, welche dieses Verfahren anwendet. Der Transport und Abwurf von Blutkonserven über dem Einsatzgebiet wird teilweise von Multicoptern übernommen. Nach Angaben der IDF vom Mai 2024 konnte durch diese Praktiken die Zahl der an ihren Verwundungen verstorbenen Soldaten von 14,9 Prozent (Libanonkrieg 2006) auf 9,4 Prozent (Gazakrieg 2014) und schließlich 7 Prozent (Gazakrieg 2023 und Offensive im Südlibanon 2024) reduziert werden. Laut Yoram Klein, dem Leiter der Trauma-Abteilung am Sheba Medical Center, dem größten Krankenhaus in Israel, dem laut IDF eine Schlüsselrolle für die Streitkräfte zukommt, sei die größte Leistung des Sanitätskorps zweifellos die Geschwindigkeit der Evakuierungen. Das Sheba Medical Center wird seit 2016 von Yitshak Kreiss geführt (Stand: Mai 2025), der seine Karriere im Sanitätskorps verbrachte und dieses auch als Brigadegeneral leitete.

### Militärjustizsystem

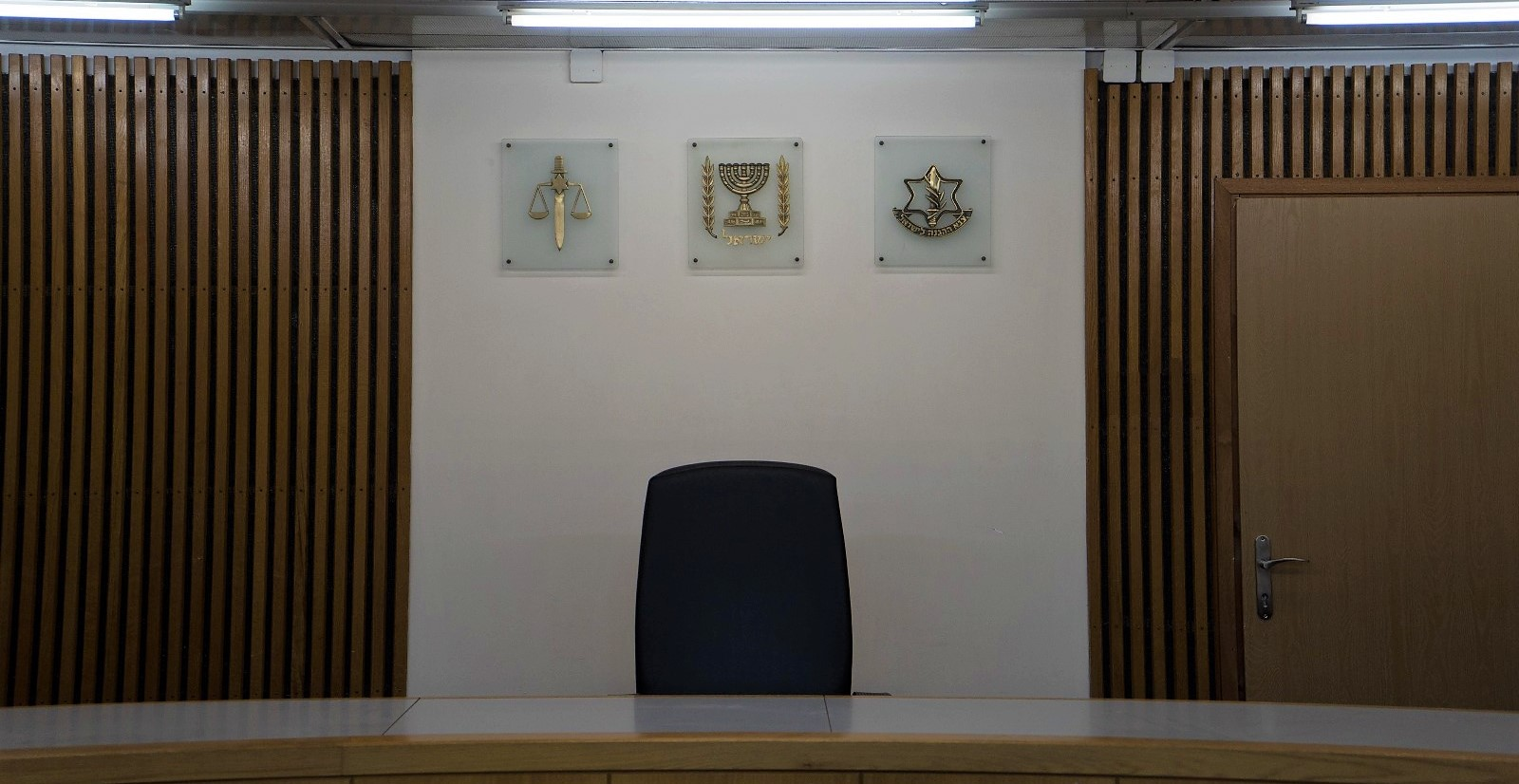
Richterplatz eines Militärgerichts

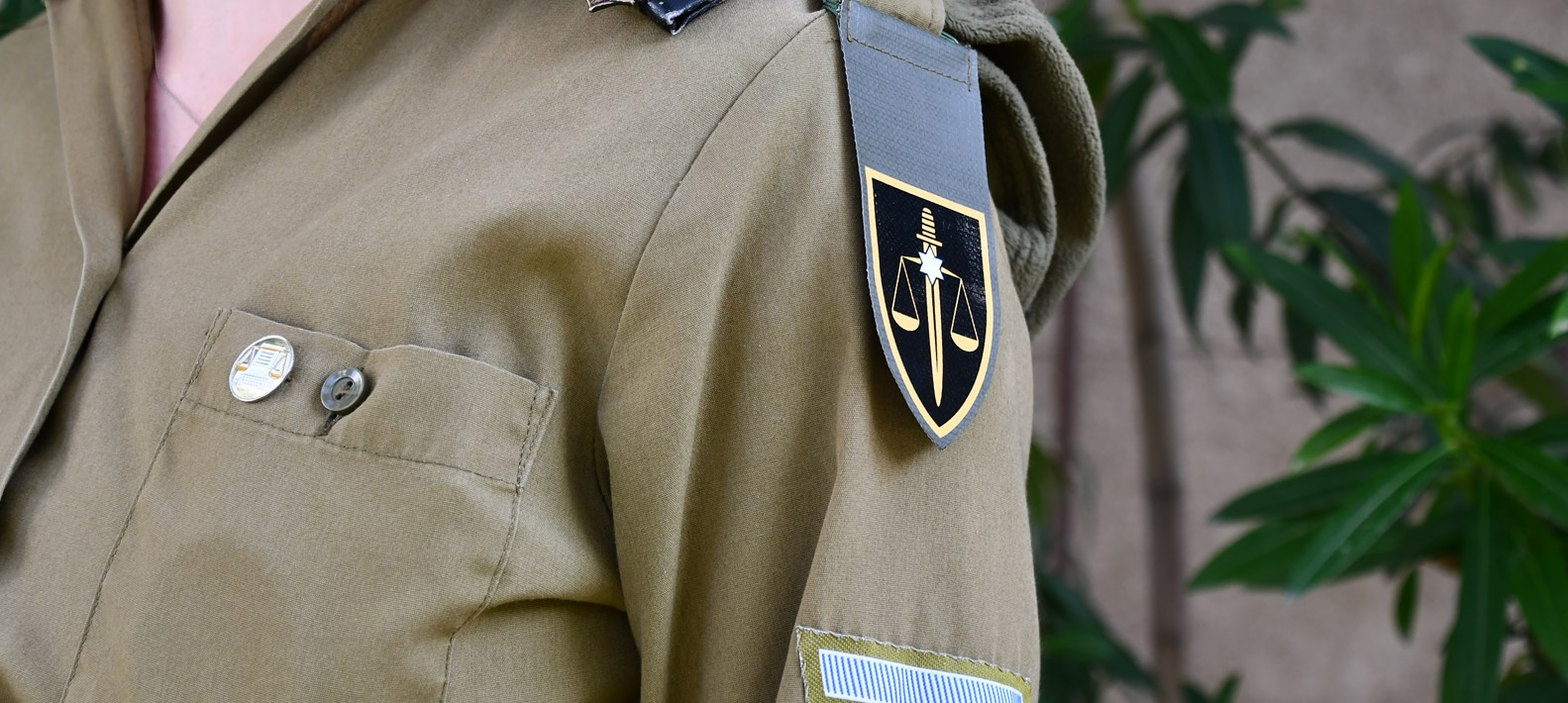
Abzeichen der Militärgerichtseinheit

Der Militärgerichtsbarkeit unterliegen militärische Straftaten und Verstöße gegen die Gesetze des Staates Israel von Personen, die diese Handlungen im Zusammenhang mit dem Militärdienst begangen haben. Darunter fallen Personen im aktiven Dienst oder Reservedienst, sowie bei bestimmten Straftaten auch Zivilangestellte des Militärs und Zivilisten, die sich innerhalb einer Militäreinrichtung befinden oder von der Armee bewaffnet wurden (z. B. Sicherheitsteams im grenznahen Bereich). Da Wehrpflichtige ab dem Termin ihrer Einberufung als Angehörige der Streitkräfte gelten, sind Militärgerichte auch für Fälle der Wehrdienstverweigerung zuständig. Handelt es sich um eine nichtmilitärische Straftat und ist der Generalstaatsanwalt der Ansicht, dass diese nicht innerhalb des Militärs oder aufgrund der Zugehörigkeit des Angeklagten zum Militär begangen wurde, kann er die Verlegung der Rechtsverhandlung an ein Zivilgericht anordnen. Im Falle einer Festnahme muss ein Verdächtiger innerhalb von 48 Stunden einem Militärrichter zur Haftprüfung vorgeführt werden. Jeder Verdächtige oder Angeklagte, der vor einem Militärgericht steht, hat das Recht auf einen Rechtsbeistand und Akteneinsicht. Verhandlungen vor dem Militärgericht finden öffentlich statt, es sei denn, es liegt ein im Militärgerichtsbarkeitsgesetz aufgeführter Grund für eine Verhandlung unter Ausschluss der Öffentlichkeit vor (z. B. Bekanntwerden sicherheitsrelevanter Informationen, Sexualdelikte usw.). Der Öffentlichkeit, darunter Medien, ist es mit Zustimmung des Militärgerichts gestattet, den Namen eines Verdächtigen zu veröffentlichen. Verhandlungen werden von einem Einzelrichter oder bei schwereren Straftaten von einem 3-Richter-Senat geführt. Das Militärgericht ist im Falle einer Verurteilung befugt, Gefängnisstrafen, Bewährungsstrafen, Militärarbeit und Geldstrafen zu verhängen, sowie eine Degradierung und den Ausschluss aus der Armee auszusprechen. Der Angeklagte und die Militärstaatsanwaltschaft haben das Recht, innerhalb von 15 Tagen nach Abschluss des Verfahrens gegen das Urteil und/oder das Strafmaß Berufung beim Militärberufungsgericht einzulegen. Bei außergewöhnlichen bzw. neuartigen Rechtsfragen besteht die Möglichkeit, die Zulassung zur Berufung gegen das Urteil vor dem Obersten Gerichtshof zu beantragen. Die Verurteilung vor einem Militärgericht führt im Allgemeinen zu einem Eintrag im von der Polizei geführten Strafregister, ausgenommen davon sind Verurteilungen wegen einer der im zweiten Anhang des Militärjustizgesetzes aufgeführten Taten (z. B. unangemessenes Verhalten, Ruhestörung usw.).
Das Generalanwaltskorps ist für die Durchsetzung des Rechts in der gesamten IDF und für die Rechtsberatung aller Militärbehörden verantwortlich. Die Militärstaatsanwaltschaft umfasst dabei auch eine spezialisierte Abteilung – das Büro des Militäranwalts für operative Angelegenheiten –, die alle Ermittlungen und Strafverfolgungsmaßnahmen bei mutmaßlichem Fehlverhalten von IDF-Soldaten im Rahmen operativer Aktivitäten leitet, bis hin zu Verstößen gegen das Kriegsvölkerrecht. Zum Generalanwaltskorps gehört auch die Militärverteidigung, die Soldaten, die sich in einem strafrechtlichen Verfahren befinden oder vor dem Militärgericht stehen, auf Anfrage und kostenlos Rechtsberatung und -vertretung bietet. Die Militärverteidigung genießt dabei volle Unabhängigkeit vom Militärgeneralanwalt. Verkehrsdelikte werden vor Militärverkehrsgerichten verhandelt, wobei diese auch den Entzug der zivilen Lenkberechtigung verhängen können.
Das besetzte Westjordanland steht seit 1967 unter israelischem Militärrecht, welches auf erlassenen Militärverordnungen beruht. Während jedoch seit einer Entscheidung der Generalstaatsanwaltschaft Anfang der 1980er Jahre israelische Siedler im Westjordanland dem israelischen nationalen Recht unterliegen und vor den zivilen Strafgerichten angeklagt werden, unterliegen die palästinensischen Einwohner weiterhin dem Militärrecht und werden vor Militärgerichten angeklagt. Der Militärbefehl 1651 („MO 1651“), der seit seiner Einführung 1970 mehrfach geändert und neu gefasst wurde, dient de facto als Strafgesetzbuch für Palästinenser im Westjordanland. Zusätzlich zu den Militärbefehlen können Palästinenser auch wegen Verstößen gegen die britischen Notstandsverordnungen von 1945 vor Militärgerichten angeklagt werden, die laut israelischer Behauptung zum Zeitpunkt der Besetzung 1967 noch in Kraft waren. Anklagen vor den Militärgerichten werden auf der Grundlage einer breiten Palette von Straftaten erhoben, die sich von Verkehrsdelikten, klassischen Straftaten, dem illegalen Aufenthalt in Israel, über Störung der öffentlichen Ordnung und des Friedens hin bis zu terroristischen Aktivitäten erstrecken.
1989 kam es zur Einrichtung eines Militärberufungsgerichts und erst 2009 zur Einrichtung eines Jugendgerichts für das Westjordanland; zuvor wurden Minderjährige vor dem regulären Militärgericht für Erwachsene angeklagt. Zwischen dem 7. Oktober 2023 und dem 28. Mai 2024 wurden im Westjordanland fast 9000 Palästinenser festgenommen.

#### Weitere
- Technologie- und Logistikabteilung
  - Logistik-Korps (Nachschub und Instandsetzung)
  - Ordonnanz-Korps (Zeugamt)
- Personalabteilung
  - Adjutanten-Korps
  - Militärpolizei
  - Militärrabbinat
- Militärschulen und Militärakademie

## Uniformen
Die Uniformen der israelischen Streitkräfte werden seit den 1960er Jahren fast unverändert getragen. Der Farbton der Uniform ist dabei ebenfalls gleich geblieben, da sich auf die Art in den modernen Kampfszenarien eine effektivere Freund-Feind-Erkennung ergeben hat.

### Dienstgrade
Im Gegensatz zu vielen anderen Staaten verwendet Israel für alle Teilstreitkräfte dieselben Dienstgrade. Zur Vergleichbarkeit sind in der folgenden Übersicht unter der hebräischen Bezeichnung entsprechende NATO-Rangcodes angegeben. Die Dienstgradabzeichen in der dargestellten Form wurden 2002 eingeführt. Bei der Marine sind die Rangabzeichen in den bei Seestreitkräften üblichen Farben gehalten, beispielsweise bei der großen Uniform in Gold auf Dunkelblau.
Laut eines militärischen Protokolls aus dem Jahr 1992 erfolgen Beförderungen ab dem Dienstgrad Oberst nur nach Ernennung durch den Generalstabschef und Genehmigung durch den Verteidigungsminister.
|  |  |  |  |  |  |  |  |  |

|  |  |  |  |  |  |

|  |  |  |  | kein Abzeichen |

Anmerkungen
1. ↑  Formal kennt die militärische Dienstgradstruktur Israels keinen Rang General (OF-9), da aber der Generalstabschef als einziger den Rang Generalleutnant (Rav-Aluf) bekleidet und Kommandeur der Streitkräfte ist, ist sein Rang aufgrund seiner Dienststellung zumindest international mit dem eines Generals (OF-9) vergleichbar.
2. ↑  Das blattförmige Symbol auf den Schulterstücken der höheren Offiziere wird von den Mannschaften umgangssprachlich als Falafel bezeichnet.
3. ↑  Seit einiger Zeit erfolgt die erste Beförderung in der Mannschaftslaufbahn gleich zum Rav-Turaʾi, der Rang Turaʾi Rischon wird nicht mehr vergeben.

### Barettfarben
- Luftwaffe: grau
- Golani-Brigade: braun

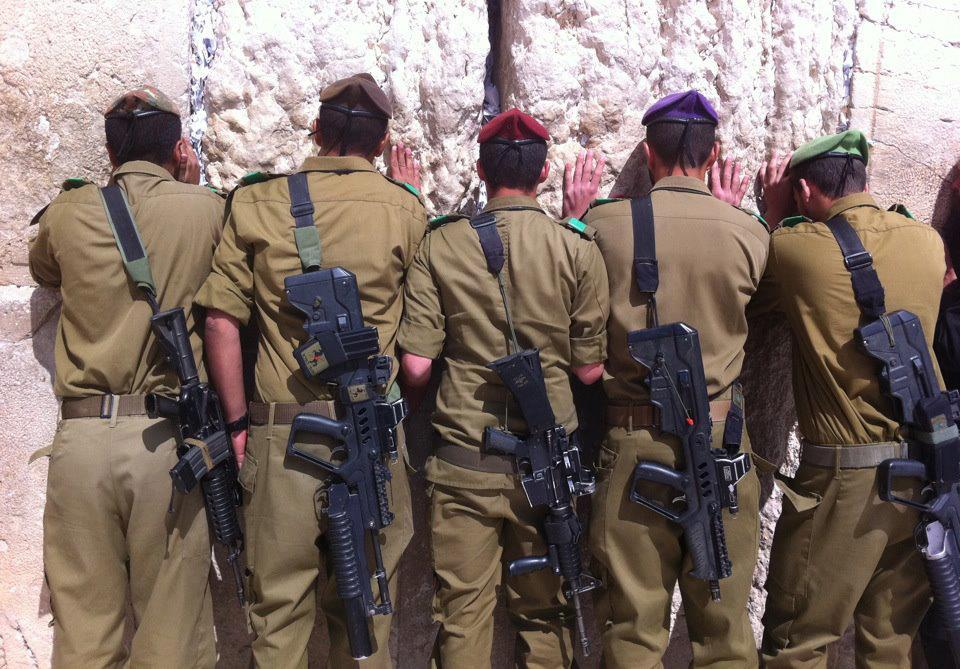
IDF-Soldaten mit unterschiedlichen Barettfarben an der Klagemauer; von links nach rechts handelt es sich um Angehörige der Brigaden Kfir, Golani, Fallschirmjäger, Givʿati und Nachal

- Fallschirmjäger-Brigade und Spezialkräfte: rot
- Nachal-Brigade: hellgrün
- Givʿati-Brigade: violett
- Kfir-Brigade: Tarnmuster
- Panzertruppe: schwarz
- Artillerie: türkis
- Pioniere: grau
- Aman: grün
- Militärpolizei: kobaltblau
- Grenzpolizei: dunkelgrün
- Heimatfront-Kommando: orange
- Allgemeiner Militärdienst: khaki
- Marine: marineblau

## Rüstungsimporte und internationale Zusammenarbeit
Die ersten Waffenkäufe wurden 1948 in der Tschechoslowakei getätigt. Sie umfassten Sturm- und Maschinengewehre sowie 25 Avia S-199-Jagdflugzeuge, die zahlreiche Teile der Messerschmitt Bf 109 enthielten. Weitere Waffen stammten zu dieser Zeit aus Großbritannien und Frankreich, das in den 1950er-Jahren zum bedeutendsten Waffenlieferanten Israels wurde.
Ausgestattet mit der französischen 75-mm-Kanone CN-75-50 des AMX-13, einem angepassten Turm und einem stärkeren Dieselmotor statt des originalen Benzinmotors wurde aus dem amerikanischen M4 Sherman aus dem Zweiten Weltkrieg ab 1955 der israelische M-50 Isherman weiterentwickelt. Vom M-50 wurden die ersten zwei Dutzend schon in der Sueskrise von 1956 eingesetzt. Anfang der 1960er-Jahre stellten die knapp 300 M-50 die Masse der israelischen Panzerverbände. Weitere 180 Sherman-Panzer wurden mit einer verkürzten französischen 105-mm-L/44-Kanone CN-105-57 des AMX-30 zum M-51 Super Sherman weiterentwickelt, der im Sechstagekrieg von 1967 mit Erfolg eingesetzt wurde.
Der französische Präsident Charles de Gaulle verhängte am 2. Juni 1967, unmittelbar vor dem Ausbruch des Sechstagekrieges, ein Waffenembargo gegen Israel. Nach dem Ende des Sechstagekrieges versorgte die Sowjetunion die Streitkräfte Ägyptens und Syriens mit Waffen, während die USA zum bedeutendsten Waffenlieferanten Israels wurden.
Mit Stand vom Anfang des 21. Jahrhunderts stammt ein Großteil der israelischen Armeeausrüstung aus amerikanischer Produktion; aber auch aus anderen NATO-Ländern inklusive Deutschland, des Weiteren werden aus Russland sowie Indien Waffen importiert. Die staatlichen Rüstungskonzerne Israel Military Industries und Israel Aerospace Industries führen aber auch eigene Weiter- und Neuentwicklungen durch, so etwa bei Luft-Luft-Raketen oder dem Merkava-Panzer.
Die Stückzahlen israelischer Ausrüstung lagen 2007 bei 1230 Fluggeräten, 14.200 Kampfpanzern und gepanzerten Fahrzeugen, 2783 Artilleriegeschützen, 3153 ballistischen Raketen und 18 See-Einheiten.
In der Vergangenheit führte dies teils zu diplomatischen Verwicklungen mit den USA. So entwickelte Israel mit Indien Anfang der 2000er-Jahre das Barak-Luftabwehrsystem, das NATO-Flugabwehrsystemen überlegen war, und stellte damit seine eigene weitreichende Verfügung über amerikanische Systeme in Frage. Hinzu kam im Jahr 2004 ein Konflikt, bei dem Israel an China eine Weiterentwicklung für US-Waffensysteme weiterverkaufte, die der Volksrepublik in den 1990er-Jahren geliefert worden waren, ohne – wie vereinbart – die Genehmigung der USA dazu einzuholen.

### Deutschland
Laut dem Bundestag wurden im Jahr 2023 deutsche Rüstungsexporte mit einem Volumen von über 326,5 Millionen Euro an Israel genehmigt, womit das Land auf Platz 7 der Bestimmungsländer mit den höchsten Genehmigungswerten für deutsche Rüstungsgüter lag. Dies stellte eine nahezu Verzehnfachung des Volumens gegenüber dem Jahr 2022 dar (32,3 Millionen Euro), bedingt durch den Terrorangriff der Hamas auf Israel im Oktober 2023. Ein Großteil davon, rund 306,4 Millionen Euro, entfielen auf sogenannte „Sonstige Rüstungsgüter“ wie Geländefahrzeuge mit ballistischem Schutz und Teile für gepanzerte Fahrzeuge, sowie umfangreiche elektronische bzw. technische Komponenten und Ausrüstung, beispielsweise für die Marine und Luftabwehr. 20,1 Millionen Euro des Volumens entfielen auf die als Kriegswaffen deklarierten Güter; Munition und Munitionsbestandteile, sowie tragbare Panzerabwehrwaffen. Die israelische Marine verfügt über sechs einsatzbereite U-Boote (Dolphin-Klasse) aus deutscher Produktion, wobei die Taufe des sechsten Bootes am 12. November 2024 in Kiel erfolgte. Im Januar 2022 wurde bekanntgegeben, dass Israel drei weitere U-Boote (Dakar-Klasse) in Deutschland in Auftrag gegeben hat, welche nach ihrer geplanten Auslieferung in den 2030er Jahren nach und nach ältere Modelle ersetzen sollen. Darüber hinaus verfügt Israels Marine über vier in Deutschland produzierte Korvetten der Sa’ar-6-Klasse, welche bis August 2021 ausgeliefert und im April 2023 für einsatzbereit erklärt wurden.
Am 8. August 2025 erklärte Bundeskanzler Friedrich Merz, dass die deutsche Bundesregierung bis auf Weiteres keine Exporte von Rüstungsgütern mehr nach Israel genehmigen werde, die im Gazastreifen eingesetzt werden könnten und äußerte seine tiefe Besorgnis über das Leid der Zivilbevölkerung im Gazastreifen. Die Entscheidung erfolgte kurz nach Bekanntgabe der israelischen Regierung, trotz der humanitären Lage in Gaza, ihre Militäroperationen dort auszuweiten. Als Reaktion auf diese Entscheidung kündigte Israels Ministerpräsident Benjamin Netanjahu einen möglichen Exportstopp der Arrow-Flugabwehrraketen an, deren Erwerb von Deutschland im September 2023 im bislang größten israelischen Rüstungsverkauf aller Zeiten für umgerechnet fast 4 Milliarden Euro vereinbart worden war.

### Vereinigte Staaten von Amerika
Die Vereinigten Staaten und Israel haben mehrere bilaterale Abkommen zur Verteidigungskooperation, dazu gehören das Abkommen über gegenseitige Verteidigungshilfe (1952), das Abkommen über allgemeine Informationssicherheit (1982), das Abkommen über gegenseitige Logistikunterstützung (1991) und das Abkommen über den Truppenstatus (1994). Israel ist Major non-NATO ally, also Wichtiger Nicht-NATO-Verbündeter nach US-amerikanischem Recht. Dieser Status bietet ausländischen Partnern bestimmte Vorteile in den Bereichen Rüstungshandel und Sicherheitszusammenarbeit und ist ein starkes Symbol ihrer engen Beziehung zu den Vereinigten Staaten. Im Einklang mit den gesetzlichen Bestimmungen ist es die Politik der Vereinigten Staaten, Israel dabei zu unterstützen, seine Fähigkeit, jeder konventionellen militärischen Bedrohung durch einen Staat, eine Staatenkoalition oder durch nichtstaatliche Akteure entgegenzutreten und sie abzuwehren. Neben Sicherheitshilfe und Waffenverkäufen beteiligen sich die Vereinigten Staaten an einer Reihe von Austauschen mit Israel, darunter Militärübungen wie Juniper Oak und Juniper Falcon, sowie gemeinsame Forschung und Waffenentwicklung.
Laut Darstellung des US-Außenministeriums vom Januar 2025 ist Israel der weltweit größte Empfänger von US-Sicherheitshilfe gemäß dem Foreign Military Financing (FMF)-Programm. Dies wurde durch ein Memorandum of Understanding (MOU) mit einer Laufzeit von zehn Jahren (2019–2028) formalisiert. In Übereinstimmung mit dem MOU stellen die Vereinigten Staaten jährlich 3,3 Milliarden US-Dollar an FMF und 500 Millionen US-Dollar für Kooperationsprogramme zur Raketenabwehr bereit. Seit dem Haushaltsjahr 2009 haben die Vereinigten Staaten Israel 3,4 Milliarden US-Dollar an Finanzmitteln für die Raketenabwehr bereitgestellt, darunter 1,3 Milliarden US-Dollar für die Unterstützung von Iron Dome ab dem Haushaltsjahr 2011. Über FMF gewähren die Vereinigten Staaten Israel Zugang zu einigen der modernsten Militärausrüstungen der Welt. Israel hat Anspruch auf Cashflow-Finanzierung und ist befugt, seine jährliche FMF-Zuteilung zu verwenden, um Verteidigungsgüter, -dienstleistungen und -ausbildung über das Foreign Military Sales (FMS)-System, Direct Commercial Contracts – bei denen es sich um FMF-finanzierte direkte kommerzielle Verkaufsbeschaffungen handelt – und über Off Shore Procurement (OSP) zu beschaffen. Über das OSP erlaubt das aktuelle MOU Israel, einen Teil seiner FMF für Verteidigungsgüter israelischer statt amerikanischer Herkunft auszugeben. Im Oktober 2023 gab es in den Vereinigten Staaten 599 aktive Fälle von Auslandsverkäufen militärischer Güter an Israel im Wert von 23,8 Milliarden US-Dollar, vorwiegend zur Aufrechterhaltung und Versorgung der israelischen Luftwaffe. Vom Haushaltsjahr 2018 bis zum Haushaltsjahr 2022 genehmigten die USA zudem den dauerhaften Export von Verteidigungsgütern im Wert von über 12,2 Milliarden US-Dollar nach Israel über das Direct Commercial Sales (DCS)-Verfahren.
Im Mai 2024 hatte das Kabinett Biden eine Lieferung schwerer Fliegerbomben nach Israel ausgesetzt, nachdem es befürchtete, Israel könne diese während der Rafah-Offensive im von Flüchtlingen überfüllten Stadtgebiet einsetzen. Aus ähnlichen Bedenken hatte die Regierung im November 2024 auch einen Verkauf von Planierraupen vom Typ Caterpillar D9 verzögert, nachdem die israelischen Streitkräfte diese zur Zerstörung von Wohnhäusern in Gaza eingesetzt hatten. Die US-Regierung wollte weitere Lieferungen von Angriffswaffen von einer Verbesserung der humanitären Situation in Gaza durch Israel abhängig machen; diese Beschränkungen wurden von der Nachfolgeregierung Kabinett Trump II aufgehoben und die zurückgehaltenen rund 1800 schweren Bomben im Februar 2025 nach Israel geliefert. Am 28. Februar 2025 teilte das US-Außenministerium dem Kongress mit, dass es plant, Waffen im Wert von fast 3 Milliarden US-Dollar an Israel zu verkaufen, darunter über 40.000 Fliegerbomben und tausende dazugehörige Penetrationsgefechtsköpfe und Leitsätze, sowie gepanzerte D9-Planierraupen. Die Auslieferungen würden im Jahr 2026 beginnen, wobei die Möglichkeit bestünde, einen Teil dieser Beschaffung aus US-Beständen und damit sofort verfügbar zu machen. Nach israelischen Angaben sind seit Beginn des Terrorangriffs der Hamas auf Israel von Oktober 2023 bis Februar 2025 über 76.000 Tonnen Militärausrüstung auf 678 Transportflugzeugen und 129 Schiffen in Israel eingetroffen, der überwiegende Teil davon aus den USA.

### Humanitäre Hilfe

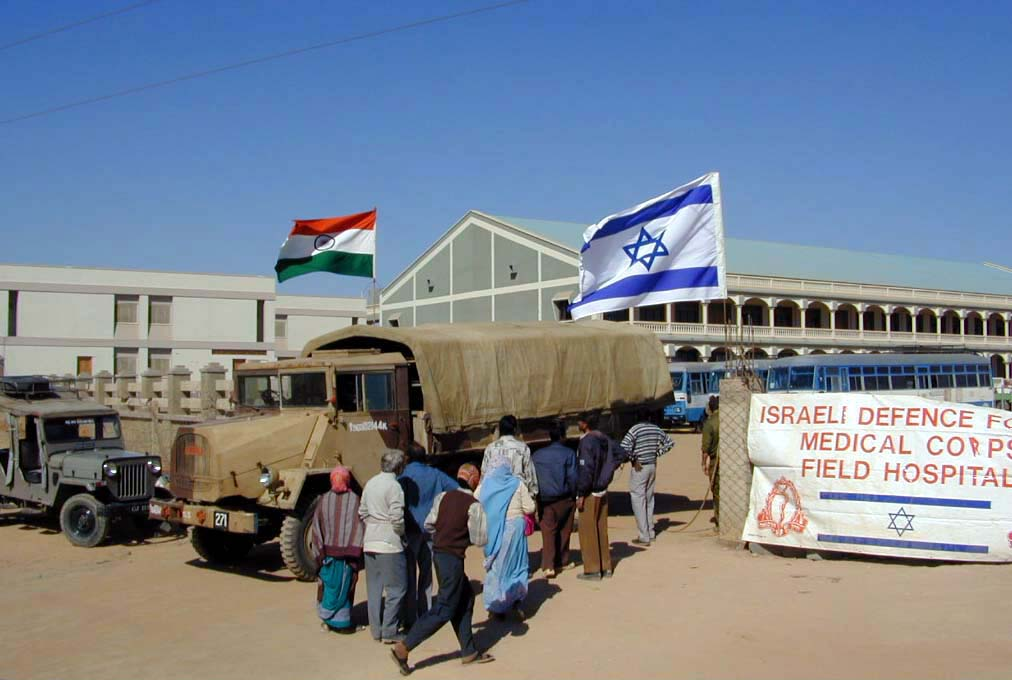
Israelisches Feldhospital nach dem Erdbeben von Gujarat 2001 in Indien

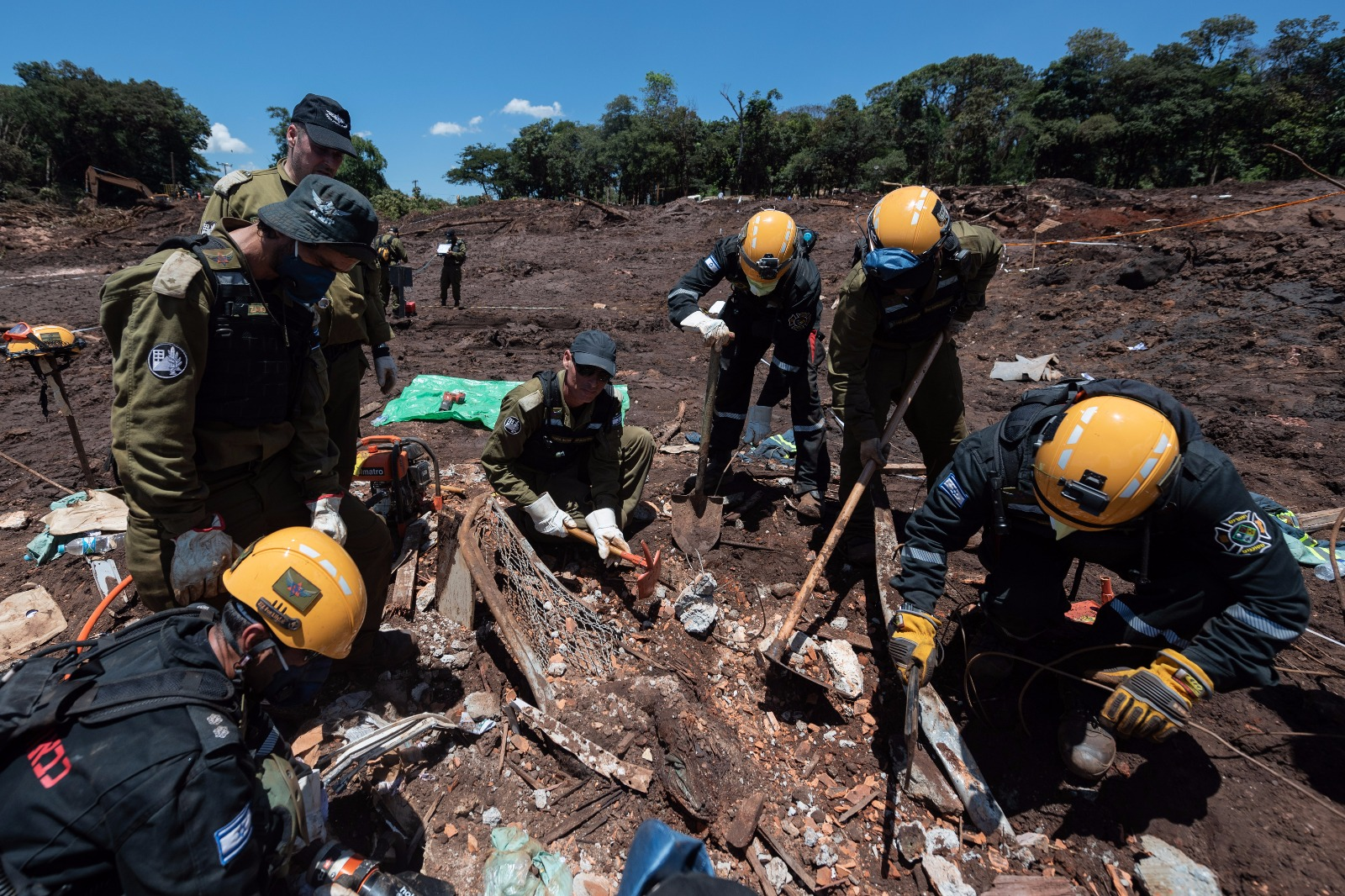
Israelische Such- und Rettungskräfte nach dem Dammbruch von Brumadinho 2019 in Brasilien

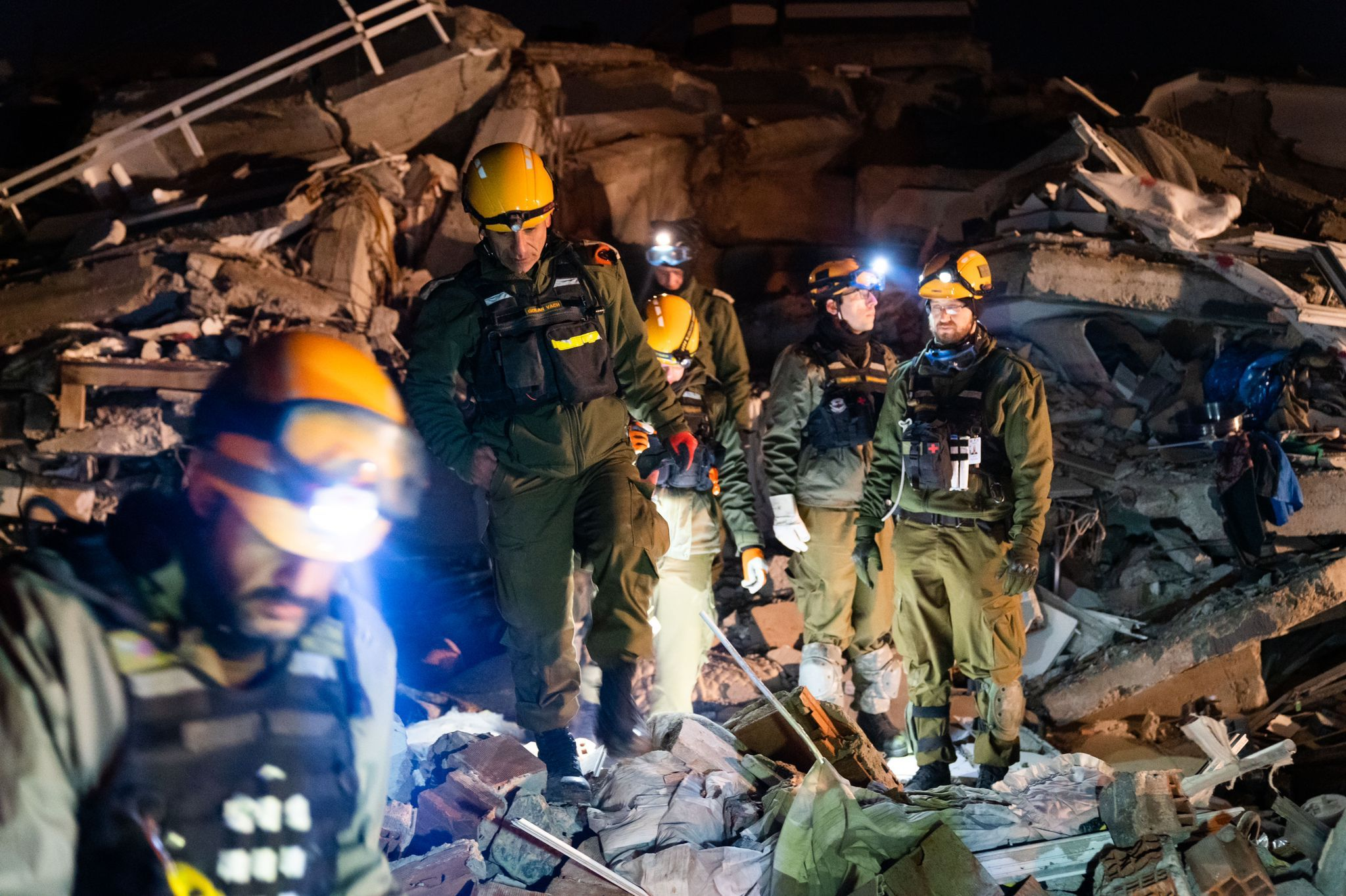
Israelische Such- und Rettungskräfte nach dem Erdbeben in der Türkei 2023

Israels Streitkräfte führten im Laufe ihres Bestehens zahlreiche humanitäre Hilfseinsätze auf der ganzen Welt durch und leisteten unter anderem medizinische Hilfe und Lebensmittelversorgung, Such- und Rettungsdienste, Evakuierungen von Zivilisten und Hilfskräften aus Kriegs- und Krisengebieten, sowie Begutachtung und Reparatur von Bauschäden nach Naturereignissen. Ihre Einsatzgebiete umfassten bisher unter anderem;
- Erdbeben auf Kefalonia und Zakynthos 1953, Griechenland
- Kambodschanisch-Vietnamesischer Krieg 1975, Kambodscha
- Erdbeben von Mexiko-Stadt 1985, Mexiko
- Erdbeben von Spitak 1988, Armenien
- Rumänische Revolution 1989
- Bosnienkrieg 1992, Kroatien
- Anschlag von Buenos Aires 1994, Argentinien
- Völkermord in Ruanda 1994
- Anschlag auf die US-Botschaft in Nairobi 1998, Kenia
- Kosovokrieg 1999, Mazedonien
- Erdbeben von Gölcük 1999, Türkei
- Erdbeben von Athen 1999, Griechenland
- Erdbeben in Gujarat 2001, Indien
- Erdbeben im Indischen Ozean 2004, Sri Lanka
- Hurrikan Katrina 2005, USA
- Erdbeben in Haiti 2010
- Überschwemmungen in Kolumbien 2010
- Tōhoku-Erdbeben 2011, Japan
- Erdbeben in Van 2011, Türkei
- Taifun Haiyan 2013, Philippinen
- Erdbeben in Nepal 2015
- Syrischer Bürgerkrieg, Israelisch-syrisches Grenzgebiet
- Erdbeben in Mexiko 2017
- Dammbruch von Brumadinho 2019, Brasilien
- Erdbeben in Albanien 2019
- Hurrikans in Honduras 2020
- Gebäudeeinsturz in Surfside 2021, USA
- Erdbeben in der Türkei 2023
- Krieg in Gaza seit 2023, Gazastreifen[202]

### Kernwaffen

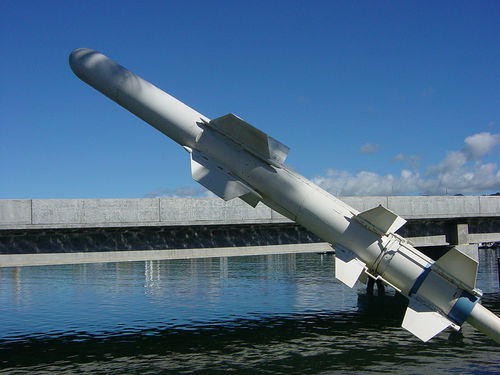
Harpoon-Flugkörper

Israel ist nicht Vertragspartner des Atomwaffensperrvertrages. Es wird weithin vermutet, dass es über Kernwaffen verfügt.
Heute geht man davon aus, dass Israel über rund 200 Kernsprengköpfe verfügt. Der israelische Atomtechniker Mordechai Vanunu veröffentlichte etliche Einblicke in das israelische Kernwaffenprogramm, wofür er angeklagt und verurteilt wurde. In den 1970er-Jahren habe es eine geheime gemeinsame Atomwaffenforschung mit Südafrika gegeben.
Die offizielle Politik der Regierung ist, diese Frage nicht zu kommentieren, also den Besitz weder zuzugeben noch ihn abzustreiten. Ein Interview im Dezember 2006, in dem Premierminister Ehud Olmert in einer Aufzählung von Atommächten neben Frankreich, den USA und Russland auch Israel nannte, wurde von der internationalen Presse als indirektes Eingeständnis für einen israelischen Atomwaffenbesitz und gleichzeitig als Drohung und Replik in Richtung Iran gewertet.
Die militärische Fachwelt geht davon aus, dass Israel sowohl über Bomben- als auch Raketensprengköpfe verfügt. Besonders interessant dabei sind die möglichen Kernwaffenträger an Bord der sechs in Deutschland gebauten Dolphin-Klasse-U-Boote, die sowohl die israelischen Marschflugkörper Popeye Turbo als auch AGM-84 Harpoon-Raketen und Raketen mittlerer Reichweite russischer Bauart abfeuern können.

### Chemische und biologische Waffen
Israel hat die Chemiewaffenkonvention nicht ratifiziert. Auch die Biowaffenkonvention hat Israel nicht ratifiziert. Als Forschungseinrichtung im biologischen und chemischen Bereich dient das Israel Institute for Biological Research, das 1952 gegründet wurde. Sie ging aus der 1948 gebildeten Einheit „Hemed Beit“ für biologische Kriegsführung mit Sitz in Jaffa hervor.
Beim Absturz des Frachtfluges El-Al-Flug 1862 in Amsterdam am 4. Oktober 1992 befanden sich auch 240 Kilogramm der Chemikalie Dimethylmethylphosphonat für das Israel Institute for Biological Research an Bord, die unter anderem als Ausgangsstoff für das Nervengift Sarin verwendet werden kann.
Bill Richardson, Staatssekretär des US-Verteidigungsministeriums unter Reagan und Bush, erklärte 1998, dass er keine Zweifel an israelischen Entwicklungen von chemischen und biologischen Waffen habe: „I have no doubt that Israel has worked on both chemical and biological offensive things for a long time. (…) There’s no doubt they’ve had stuff for years, but getting anybody to say anything publicly about it is going to be pretty hard.“
Wissenschaftler der Swedish Defence Research Agency kamen im Dezember 2005 zu der Feststellung, dass es nicht möglich sei, zu sagen, ob die in der Vergangenheit entwickelten Kapazitäten für chemische und biologische Waffenprogramme noch aktiv sind. „Israel has developed offensive chemical and biological warfare (CBW) capabilities in the past, but it has not been possible to conclude if these offensive programs still remain active.“

### Handwaffen

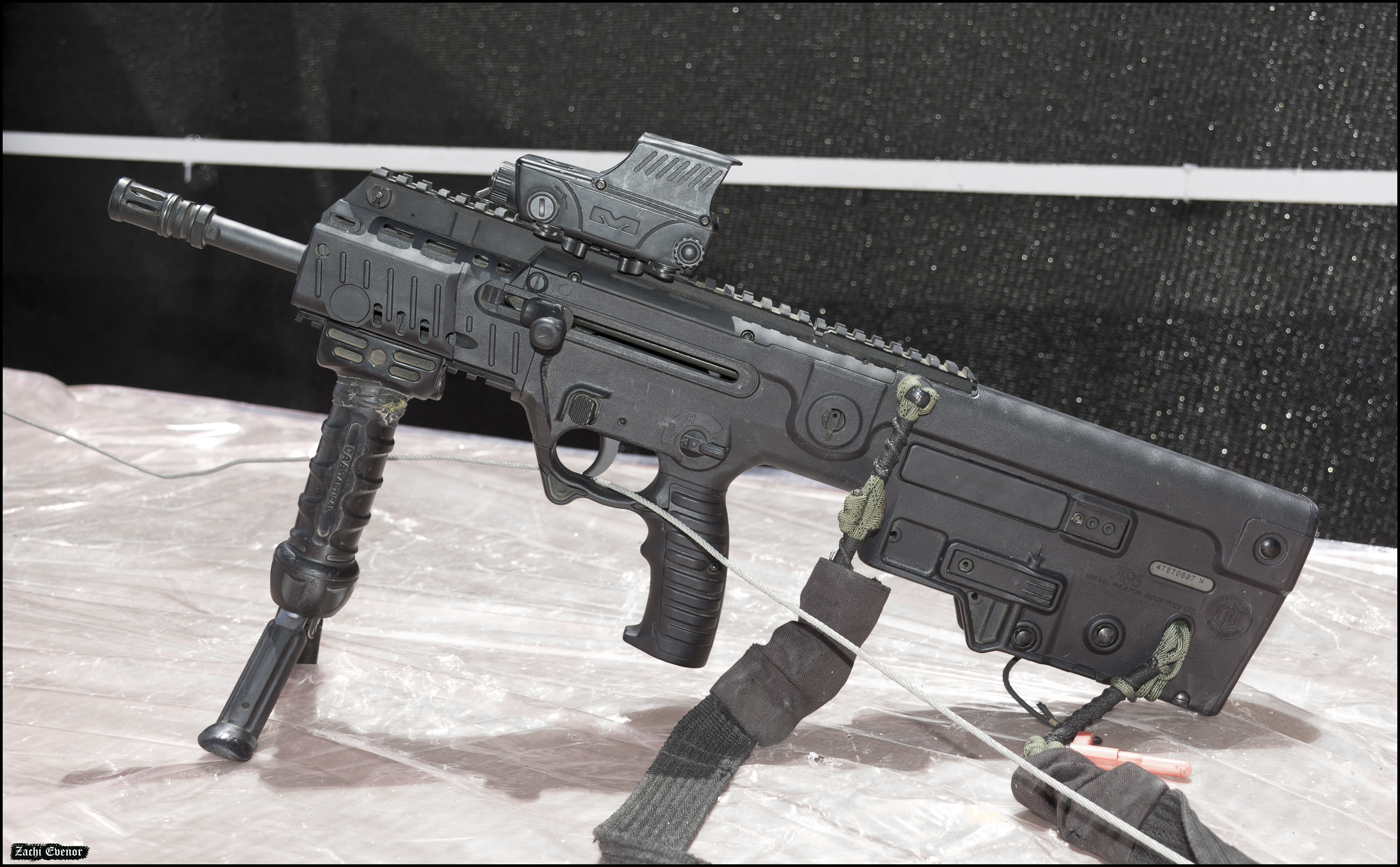
Tavor X95 (Micro Tavor)

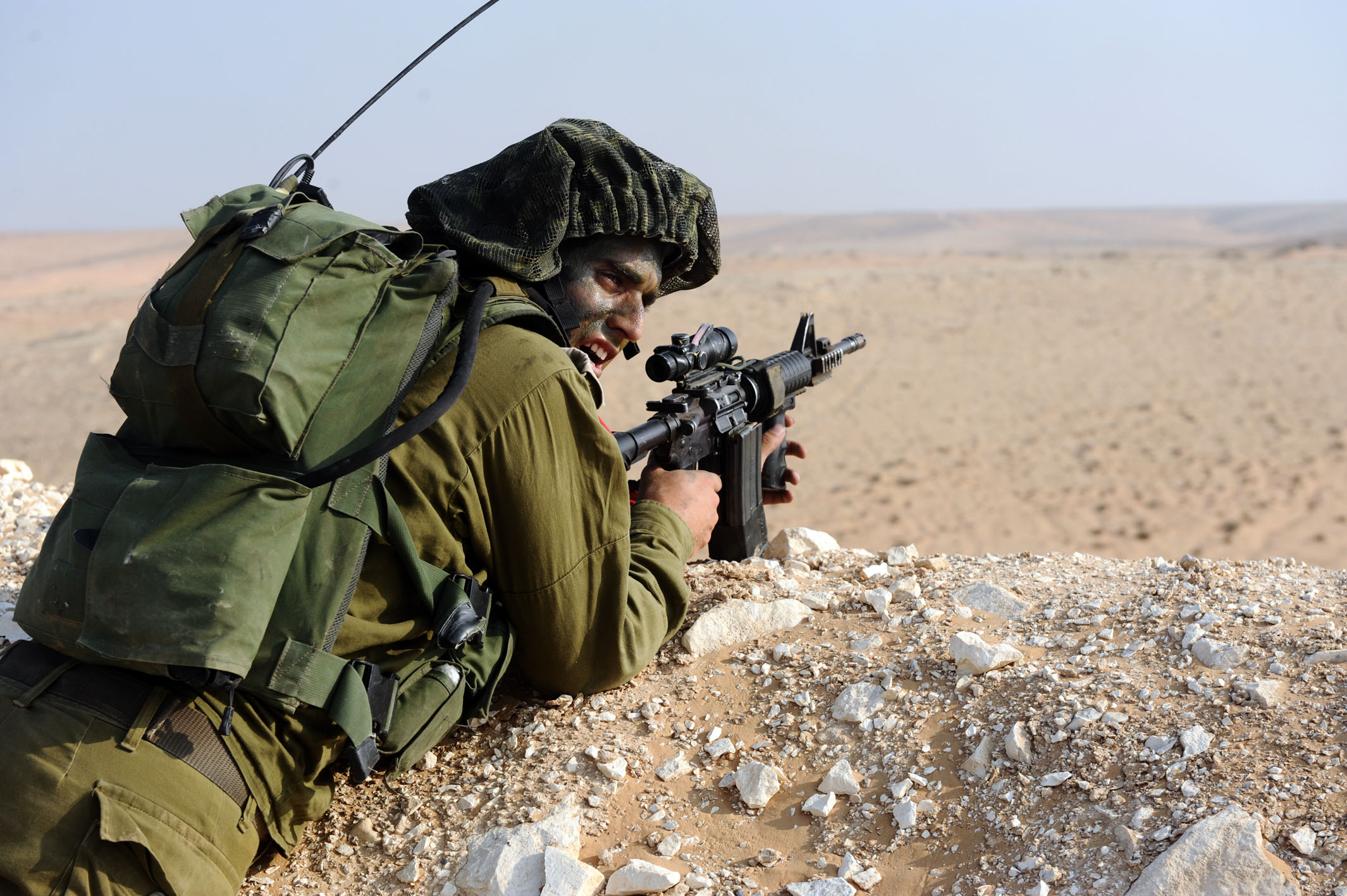
Soldat mit M4

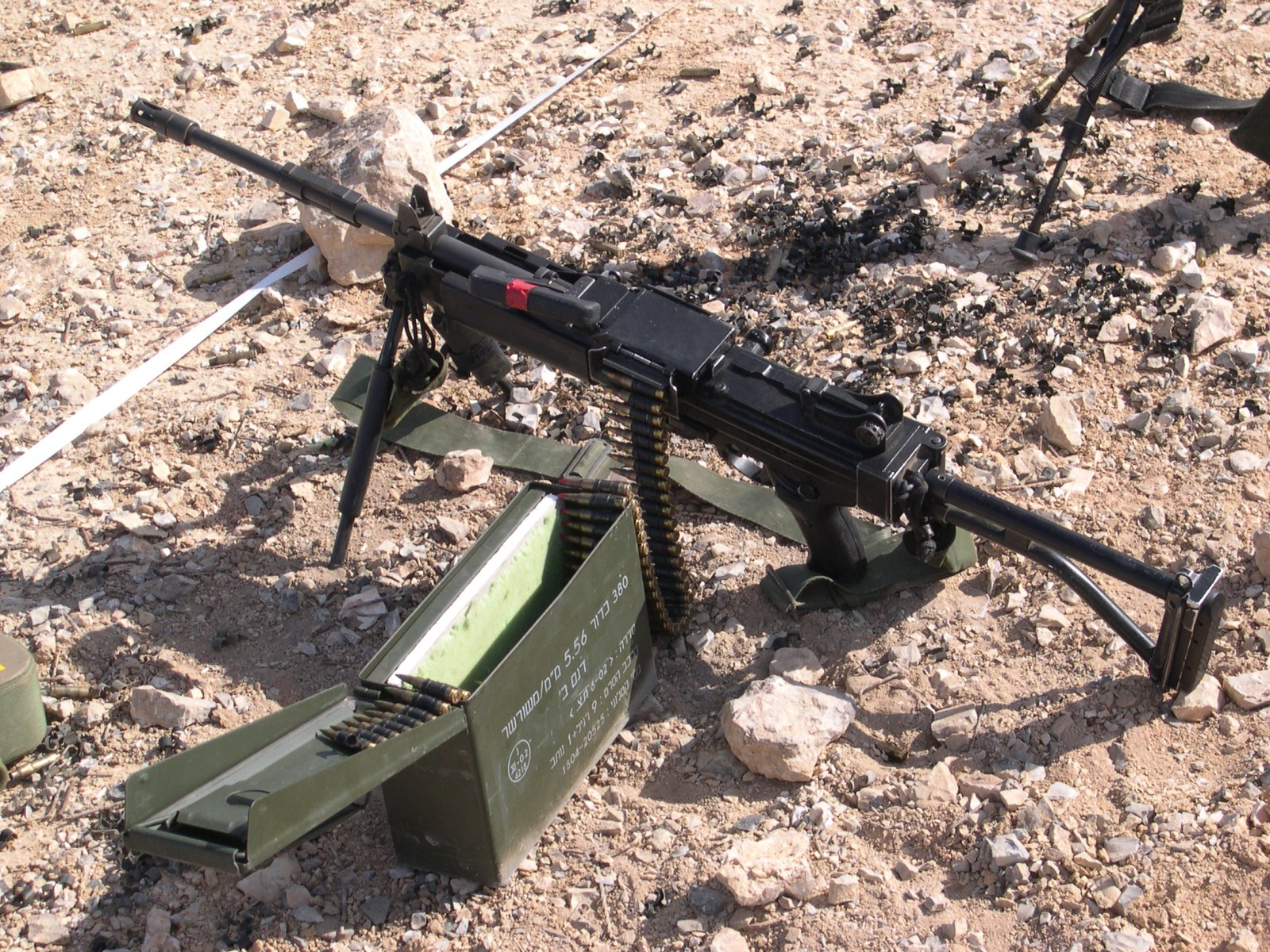
Handwaffe mit Munition

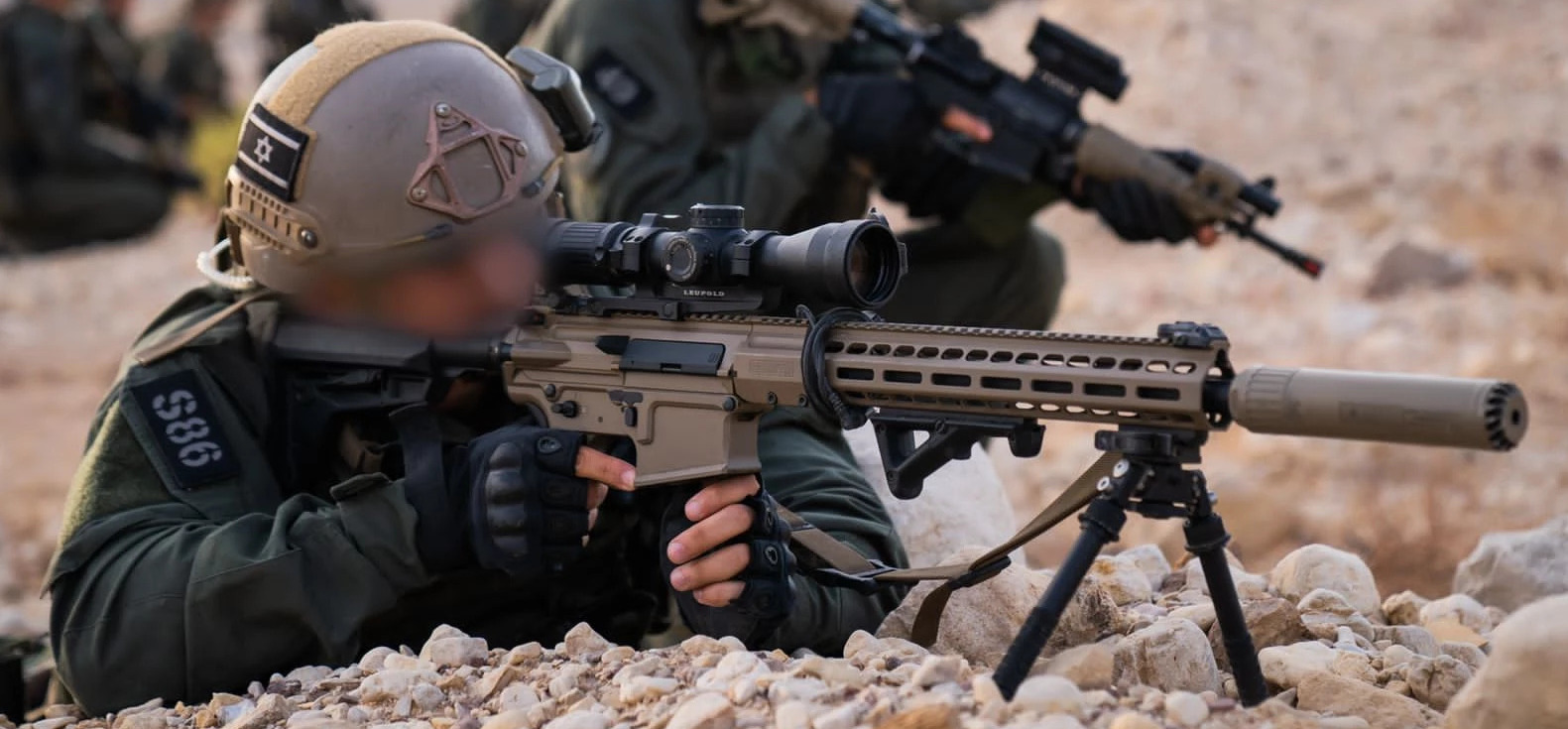
Scharfschütze mit Gewehr Barrett REC10 (mit Schalldämpfer)

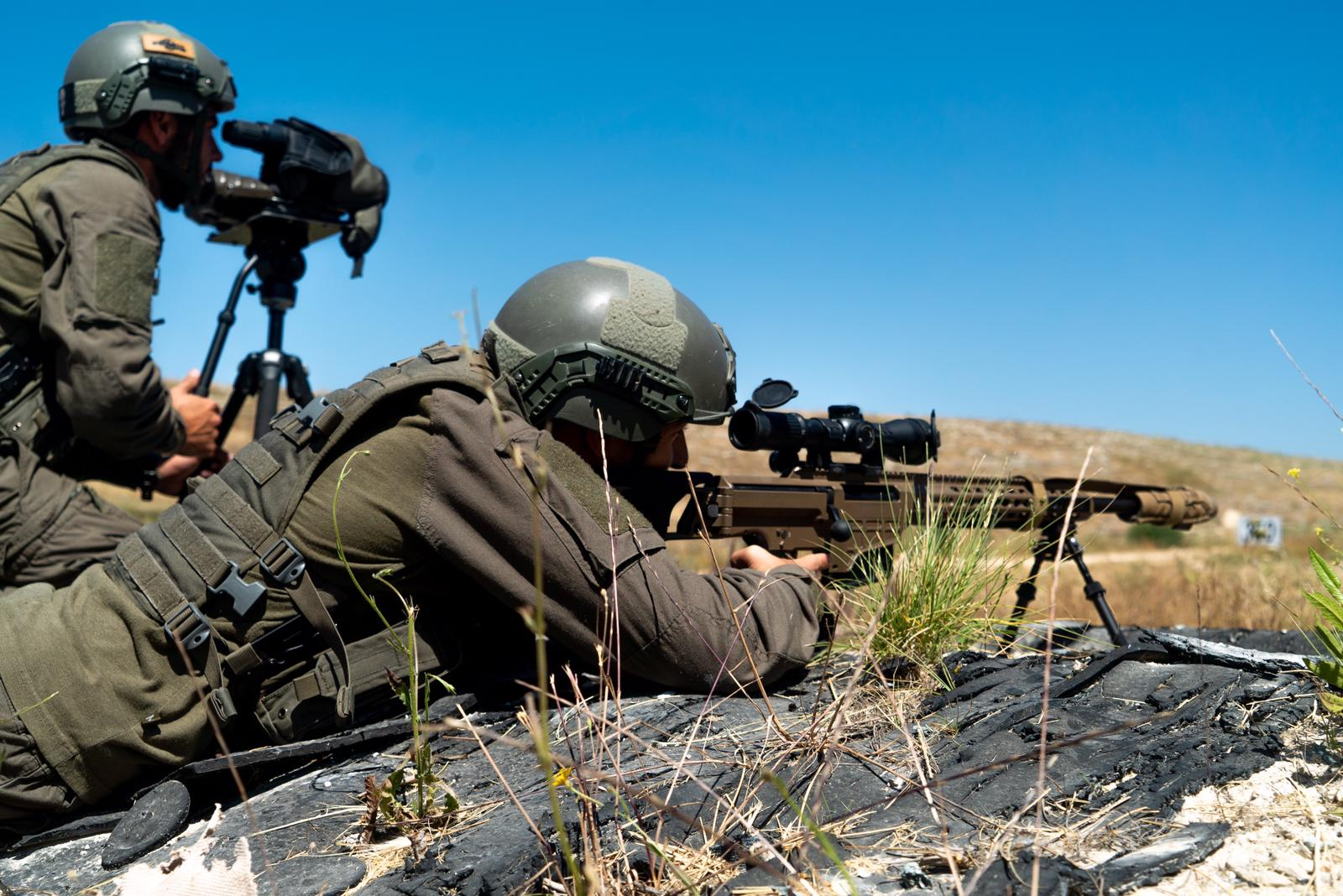
Scharfschütze mit Gewehr Barrett MRAD (mit Schalldämpfer)

Als eine der Standardinfanteriewaffen wird das Sturmgewehr TAVOR in den Varianten TAR-21 und X95 verwendet, welches von Israel Weapon Industries (IWI) zusammen mit dem Verteidigungsministerium entwickelt wurde und die IDF von Waffenimporten aus dem Ausland unabhängig machen sollte. Die Waffe wurde ab Anfang der 2000er Jahre bei regulären Infanterietruppen in Dienst gestellt und im Laufe des Jahrzehnts schrittweise in immer mehr Truppenverbänden integriert, ab 2012 auch bei den Reserveeinheiten. Zusätzlich zur TAVOR verwenden die IDF auch in großer Stückzahl Sturmgewehre des US-amerikanischen Typs M4 bzw. AR-15 unterschiedlicher Hersteller und teilweisen Umbauten aus M16-Gewehren. M4-Nachbauten werden in Israel von IWI unter der Bezeichnung ARAD und von EMTAN Karmiel unter der Bezeichnung MZ-4 produziert.
Im August 2024 veröffentlichte das israelische Verteidigungsministerium eine Ausschreibung für die Lieferung von optional 20.000 in Israel hergestellten M4-Sturmgewehren an die IDF, welche schrittweise die TAVOR-Gewehre ersetzen sollten. Die neue Ausschreibung war Teil einer umfassenderen Politik, die darauf abzielt, Israels Abhängigkeit von Waffen- und Rüstungsimporten zu verringern und eine teilweise Produktionsunabhängigkeit des Landes zu gewährleisten. Nachdem anfangs der wenig bekannte Hersteller ARI Arms den historischen Zuschlag mit einem Auftragsvolumen von rund 100 Millionen Schekel (etwa 26 Millionen US-Dollar) erhalten hatte, gab das Verteidigungsministerium im Februar 2025 bekannt, dass die Ausschreibung aufgrund von Unregelmäßigkeiten im Bieterverfahren zurückgezogen werden musste.
Als Standardmaschinengewehr werden von den IDF Modelle der Negev-Reihe (Negev 5, Negev 7, Negev Ultra) verwendet. Mit dem Negev Arbel wurde 2024 ein computergesteuertes Schusswaffensystem vorgestellt, welches mittels komplexer Algorithmen und eines elektronischen Abzugs, vergleichbar eines integrierten Feuerleitsystems, funktioniert. Diese Technik soll in Zukunft auch in anderen Waffensystemen zum Einsatz kommen.
Die legendären Uzi-Maschinenpistolen wurden ab Beginn der 1980er Jahre nach und nach aus dem Frontdienst genommen und 2003 auch bei den letzten Reserveverbänden ausgemustert.
Scharfschützengewehre des US-Herstellers Barrett kamen erstmals Anfang der 1990er Jahre in Israel zum Einsatz, als die IDF einige M82A1-Modelle beschafften. Wenige Jahre später, Mitte der 1990er Jahre, wurde die Waffe als Anti-Material-Gewehr massenhaft an reguläre und Spezialeinheiten ausgegeben. Ab 1996 diente das US-amerikanische M24 als Standard-Scharfschützengewehr der israelischen Streitkräfte im weitverbreiteten NATO-Kaliber 7,62 × 51 mm. Anfang der 2000er Jahre kam es zur Einführung des US-amerikanischen KAC SR-25 als Kurz- und Mittelstreckengewehr (Designated Marksman Rifle), sowie 2008 zur Übernahme des US-amerikanischen HS Precision Pro Series 2000 im Kaliber .338 Lapua Magnum als erste Standard-Scharfschützenplattform mit großem Kaliber, wobei die meisten M82A1 außer Dienst gestellt wurden. Ab 2017 wurden bei den IDF die großkalibrigen Gewehre des Typs Barret MRAD eingeführt, welche die als nicht optimal für Militäreinsätze beurteilten HS Precision Pro Series 2000 und die in die Jahre gekommenen M24 ersetzten, darunter eine Variante mit integriertem Schalldämpfer. Die Waffe war zuvor ab 2013 bei der paramilitärischen Spezialeinheit JAMAM erprobt und eingesetzt worden. Ab 2020 wurde die Barrett REC10 als Ersatz für die KAC SR-25 im Kaliber 7,62 × 51 mm eingeführt. Für weniger kritische Missionen, wie den Einsatz gegen Randalierer im besetzten Westjordanland und zur Grenzsicherung, werden auch Kleinkalibergewehre des Typs Ruger 10/22 verwendet, um Personen angriffs- oder widerstandsunfähig zu machen.

## Rekrutierung und Ausbildung

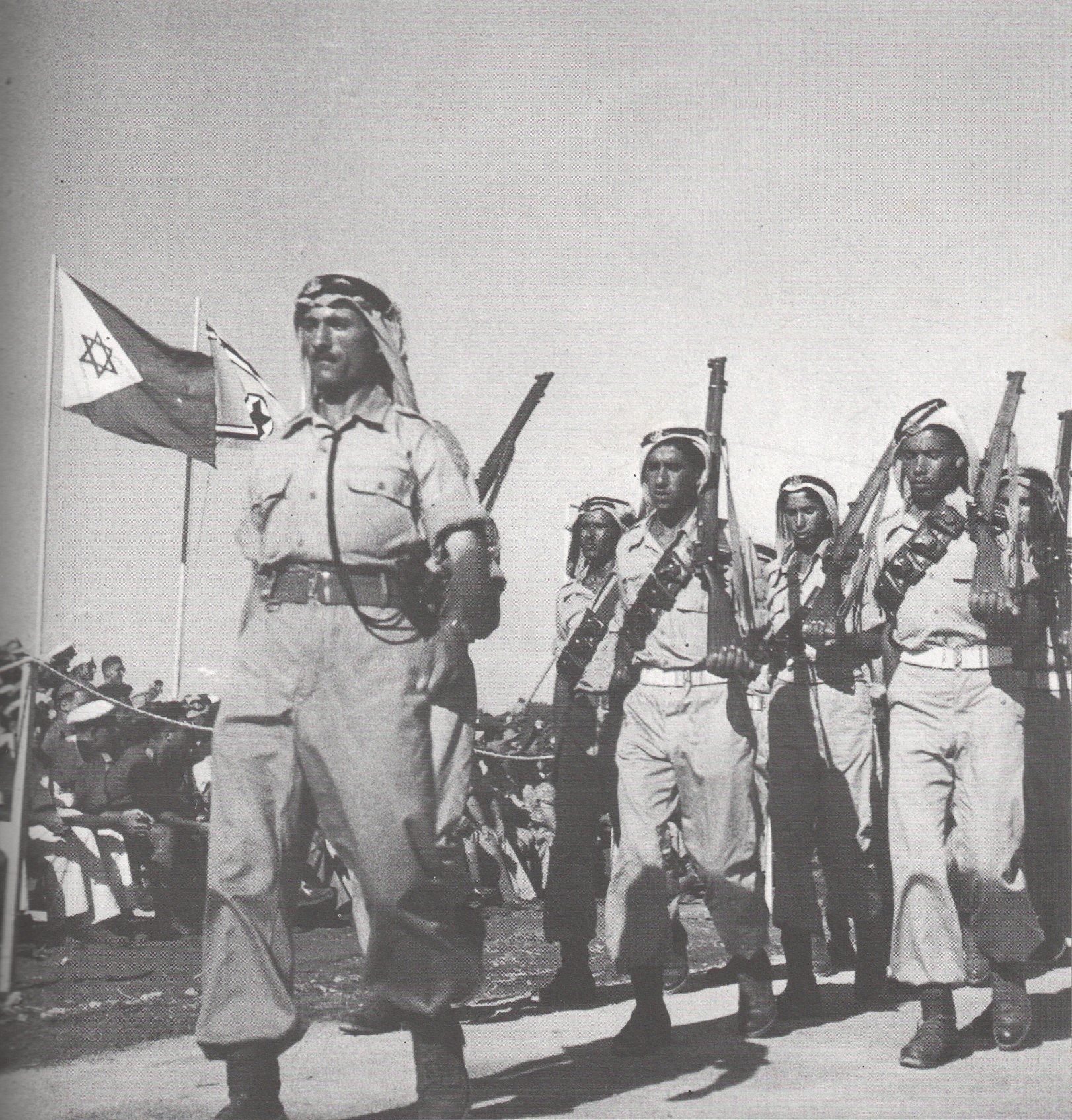
Beduinen als Soldaten der israelischen Streitkräfte

### Wehrpflicht
Für als tauglich befundene israelische Staatsbürger und Staatsbürgerinnen gilt eine allgemeine Wehrpflicht ab dem vollendeten 18. Lebensjahr mit einer Länge von 36 Monaten für Männer und 24 Monaten für Frauen. Befreiungen vom Wehrdienst sind für israelische Araber, Verheiratete, Mütter, Schwangere und religiöse Frauen, die vom israelischen Rabbinat anerkannt werden, möglich. Rechtlich ist es möglich, den Kriegsdienst aus Gewissensgründen zu verweigern, wobei die Gründe vor einer Kommission dargelegt werden müssen. Für Juden, die religiöse Studien in einer entsprechenden Studieneinrichtung (Jeschiwa) mit dem Militärdienst kombinieren wollen, wurden kombinierte Programme namens Hesder eingerichtet. Die Befreiung ultraorthodoxer Juden (Haredim) von der Wehrpflicht ist seit Jahrzehnten ein Streitthema in der israelischen Gesellschaft.
Jedem, der Vollzeit an einer Jeschiwa studierte, war es möglich, den Militärdienst zu vermeiden. Diese Studenten wurden zwar in Rekrutierungszentren einberufen, erhielten dort aber einen jährlichen Dienstaufschub und wurden mit 26 Jahren vollständig vom Militärdienst befreit. Mit Auslaufen des Wehrdienstgesetzes Ende Juni 2023 und nach dem Urteil des Obersten Gerichtshofs vom 25. Juni 2024 gab es keine Rechtsgrundlage mehr, um bei der Einberufung zwischen Jeschiwa-Studenten und anderen jüdischen Israelis gleichen Alters zu unterscheiden.
2024 wurden rund 70.000 männliche Haredim als wehrpflichtig eingestuft. Zwischen Juli 2024 und März 2025 wurden in mehreren Wellen 10.000 Wehrdienstbefehle an Mitglieder der Haredim-Gemeinde versandt – nur 177 von ihnen meldeten sich zum Dienst.
Aufgrund des Gleichstellungszusatzes zum Wehrdienstgesetz ist das Recht der Frauen, in jeder Funktion in der israelischen Armee zu dienen, dem Recht der Männer gleichgestellt. Tatsächlich gibt es in den höchsten Positionen in der Armee keine weiblichen Soldaten. 
Bei militärischen Vereidigungszeremonien können Soldaten einen Eid auf den Tanach, die Bibel oder den Koran ablegen.

#### Dauer des Wehrdienstes
Die Wehrpflicht für Männer wurde 2015 von 36 auf 32 Monate verkürzt, während für Frauen weiterhin eine Dienstpflicht von 24 Monaten galt, ausgenommen bei freiwilliger Meldung zu einer Einheit, die eine längere Dienstzeit erfordert. Die Wehrpflichtdauer von 36 Monaten für Männer hatte seit 1995 gegolten. Ebenfalls 2015 einigten sich Verteidigungsminister und Finanzministerium auf einen Fünfjahresplan, der die Wehrpflicht für Männer auf 30 Monate weiter verkürzen sollte. Dies hätte Einsparungen im Verteidigungshaushalt und einen früheren Berufseinstieg der Soldaten ermöglicht, was laut Finanzministerium die Wirtschaft unterstützen würde. Die Armee lehnte das Vorhaben mit der Begründung ab, eine weitere Verkürzung der Dienstzeit würde die militärische Stärke der Soldaten in den Feldeinheiten, die Qualität der Ausbildung und vor allem die Einsatzfähigkeit der Streitkräfte insgesamt schädigen. Im März 2022 stimmte die Knesset für die Verschiebung des im Juli 2021 eingeführten Vorhabens auf Juli 2024 und begründete dies mit Personalmangel beim Militär, der die Fähigkeiten der Einheiten zur Erfüllung ihrer Aufgaben und Einsatzbereitschaft beeinträchtigen würde.
Aufgrund der hohen Kriegsbelastung in Gaza und dem Südlibanon verabschiedete die Knesset im Juli 2024 einen bis 30. Juni 2029 befristeten Gesetzesentwurf, der eine Verlängerung der Wehrpflicht für Männer auf erneut 36 Monate vorsah.

### Reservedienst

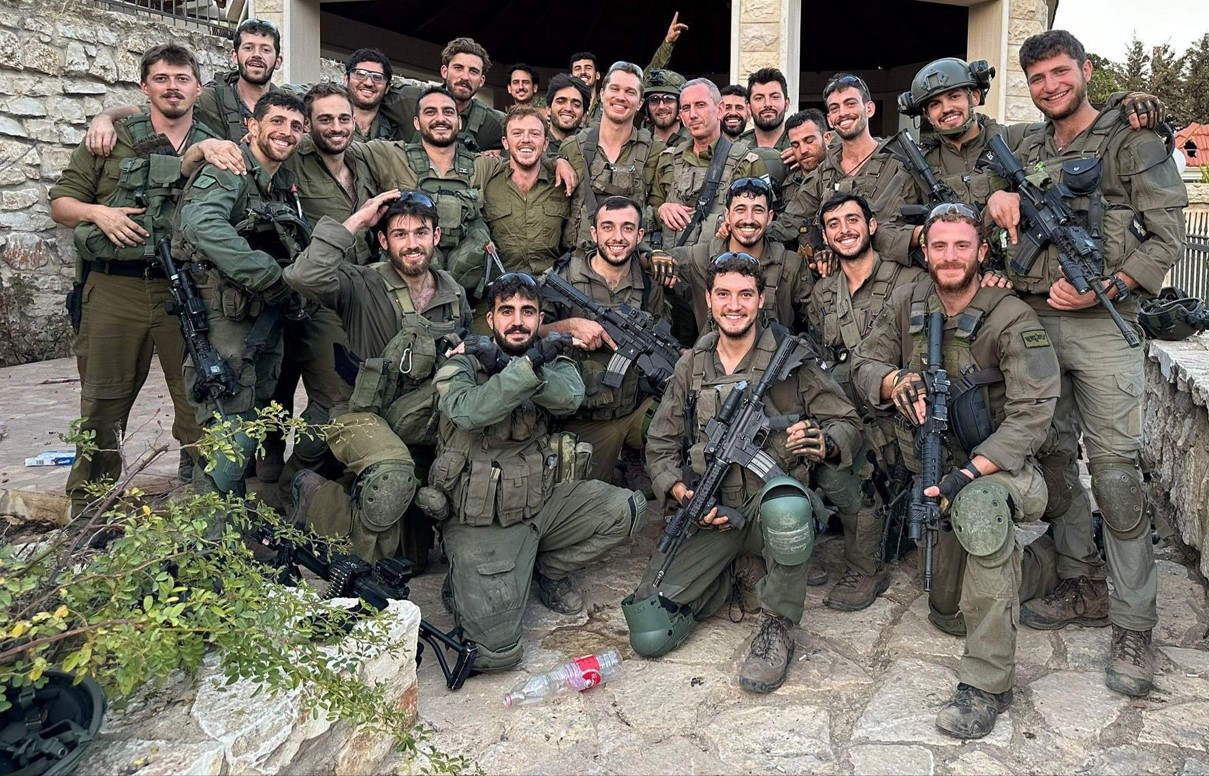
Reservisten der 228. Infanteriebrigade „Alon“ (2024)

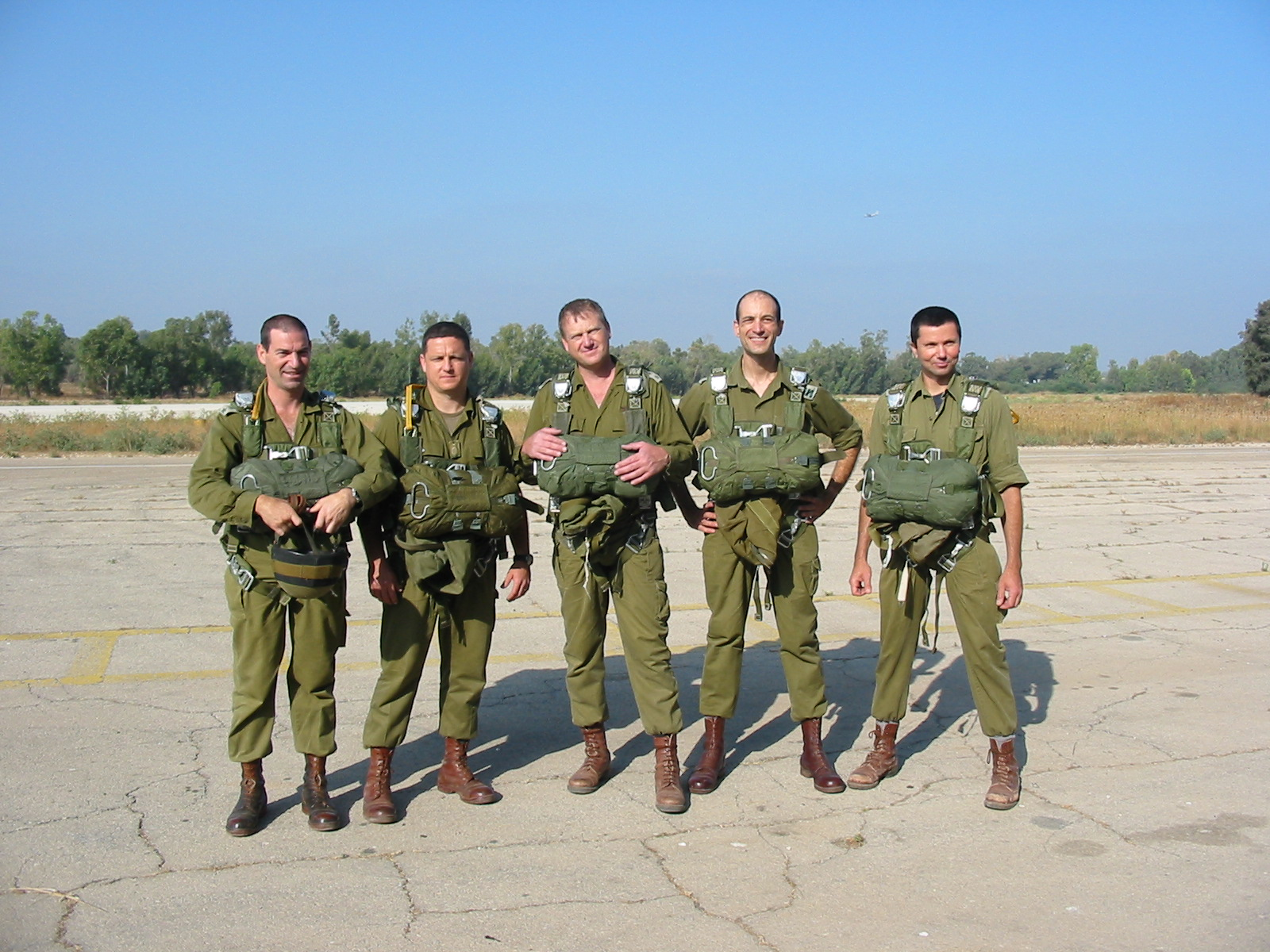
Reserveoffiziere bei einer Fallschirmübung

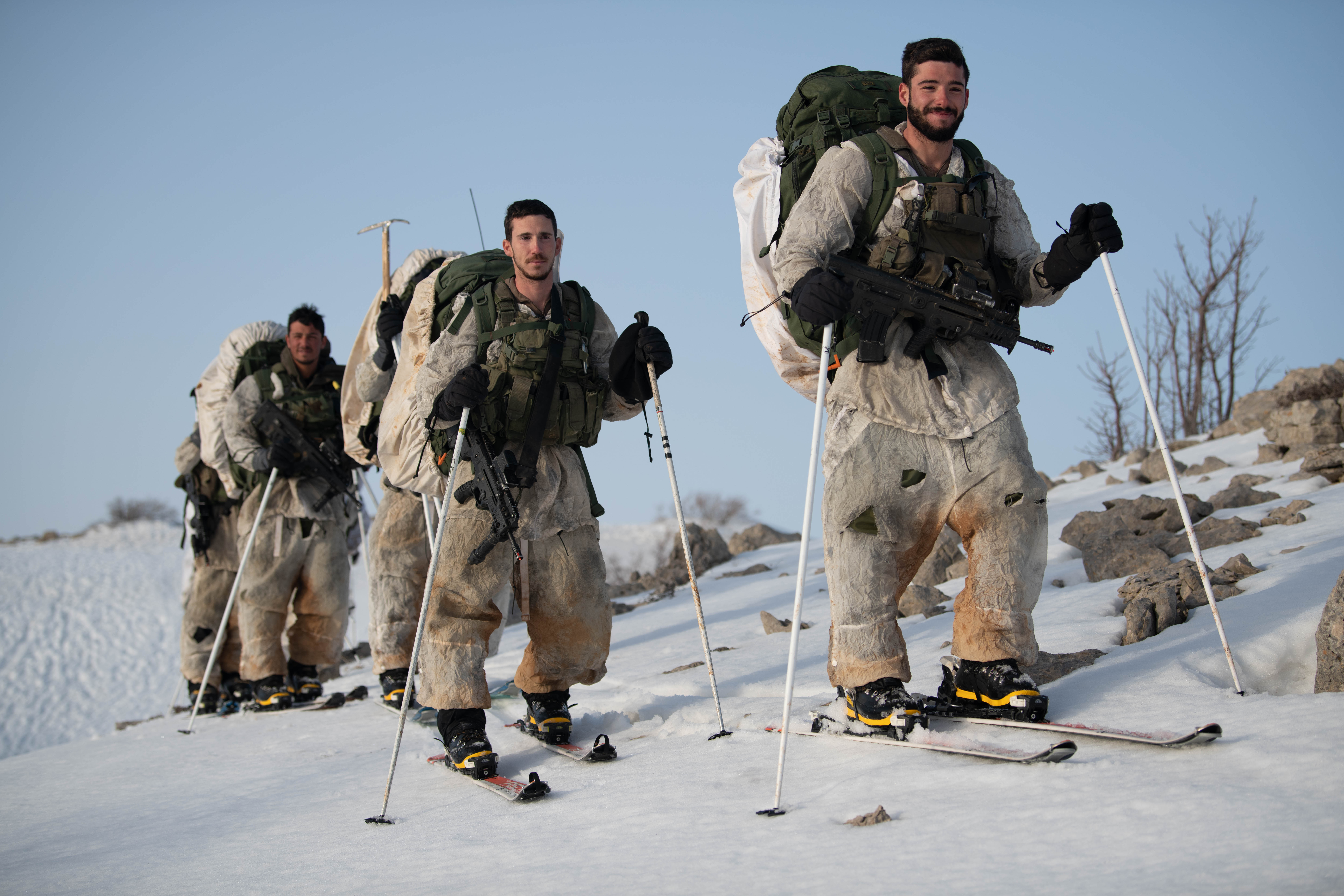
Reservesoldaten der Alpinisteneinheit

Israel verfügt über eine relativ kleine stehende Armee. Diese operiert mit der Maßgabe, dass die Regierung im Kriegsfall Reserven zur Verstärkung der Streitkräfte mobilisiert, was in bislang jedem militärischen Konflikt Israels der Fall war. Laut Statistiken aus dem Jahr 2016 machten Reservisten etwa 71 Prozent der gesamten Truppenstärke der israelischen Streitkräfte aus; nach Eigendarstellung der IDF bilden die Reservetruppen daher die zentrale Säule der Streitkräfte und damit des Staates.
Israelis, die ihren Wehrdienst abgeleistet haben, werden der militärischen Reserve (Scherut Milu’im) zugeteilt, um im Einsatzfall die regulären Truppen zu verstärken oder zu entlasten. Einige Reservisten werden denselben Einheiten zugeteilt, in denen sie während ihres regulären Militärdienstes gedient haben, andere werden speziellen Reserveeinheiten zugewiesen. Zum Erhalt ihrer Fähigkeiten und Fertigkeiten werden Reservisten jährlich zu Übungs- und Ausbildungszwecken einberufen, wobei unter Berücksichtigung ihrer persönlichen und wirtschaftlichen Situation freiwillige Meldungen für bestimmte oder längere als die gesetzlichen Dienstzeiten, aber auch befristete und dauerhafte Befreiungen möglich sind. 
Nachdem die Dienstdauer von Reservisten nach dem Wehrdienstgesetz festgelegt wurde und im Laufe der Jahre Änderungen unterworfen war, wurde 2008 durch die Knesset erstmals ein Reservedienstgesetz verabschiedet, das die Dienstdauer auf der Grundlage von Dreijahresberechnungen festlegte; einfache Soldaten leisten bis zur Vollendung des 40. Lebensjahres alle drei Jahre bis zu 54 Tage Reservedienst, was 18 Tagen im Jahr entspricht. Bei Soldaten in Kommandofunktionen, die keine Offiziere sind, erhöhen sich die dreijährig abzuleistenden Diensttage auf 70, während Offiziere alle drei Jahre bis zu 84 Tage einberufen und erst mit dem Erreichen des 45. Lebensjahres von weiteren Einberufungen befreit werden. Es obliegt den IDF, festzulegen, wie die Diensttage auf drei Jahre verteilt werden. Reservisten dürfen nicht mehr als 25 Tage durchgehend im Einsatz sein und nicht mehr als einmal innerhalb von drei Jahren zu Einsätzen herangezogen werden, es sei denn, der Verteidigungsminister erlässt per Dekret, dass mehr als eine Einberufung erforderlich ist. Darüber hinaus ist der Verteidigungsminister befugt, Berufe und Funktionen festzulegen, die eine längere Reservedienstzeit erfordern, beispielsweise wenn die Tätigkeit eine längere Ausbildung nötig macht. Der Verteidigungsminister hat die Befugnis, das Ausschlussalter für bestimmte Funktionen und Berufe auf 49 Jahre festzusetzen. Unabhängig davon dürfen Reservisten innerhalb von drei Jahren nicht mehr als 108 Tage Dienst leisten. 
Nachdem sich die Bedrohung Israels von großen Armeen benachbarter Staaten hin zu kleineren nichtstaatlichen Akteuren verlagert hatten, reduzierten die IDF 2016 ihre Reservestreitkräfte um 20 Prozent und legten größeren Wert auf die Ausbildung ihrer verbleibenden Reservisten. Männer stellten zu diesem Zeitpunkt mit etwa 84 % den Großteil der Reserve.
2017 leisteten Reservisten insgesamt 2.078.660 Tage Dienst, das Durchschnittsalter der Soldaten lag bei etwa 32 Jahren. Als „aktiver“ Reservesoldat gilt, wer in den vorangegangenen drei Jahren insgesamt 20 Tage Reservedienst oder mehr geleistet hat. Im Mai 2023 wurde die Zahl der „aktiv“ in der Reserve dienenden Soldaten mit 130.000 angegeben. Die israelischen Streitkräfte sind durch die Regierung ermächtigt, im Bedarfsfall bis zu 450.000 Reservisten einzuziehen. Diese Zahl sollte ab August 2025 auf 430.000 gesenkt werden.
Im Zuge des Terrorangriffs der Hamas auf Israel am 7. Oktober 2023 kam es zur größten Einberufungswelle von Reservisten in der Geschichte des Staates Israel – insgesamt fast 300.000 – wobei einige Einheiten ihre Sollstärken um bis zu 50 Prozent überschritten, da viele Reservisten freiwillig zum Dienst erschienen, ohne einen Einberufungsbefehl erhalten zu haben. Aufgrund des anhaltenden Krieges in Gaza und der ab Ende September 2024 einsetzenden israelischen Bodenoffensive im Südlibanon erschienen laut israelischem Verteidigungsministerium vom November 2024 bis zu 25 Prozent der einberufenen Soldaten der Reserve nicht oder nicht mehr zum Dienst; als Gründe wurden Überlastung, Trennung von den Familien sowie Verlust oder drohender Verlust des Arbeitsplatzes oder Rückschläge im Studiums genannt. Darüber hinaus war es zu einer allgemeinen Verärgerung darüber gekommen, dass es dem Staat nicht gelang, Soldaten aus der ultraorthodoxen jüdischen Bevölkerung zu rekrutieren, was dienende Reservesoldaten als Benachteiligung ihrerselbst empfanden.
Die Regierung versuchte mit weitreichenden Unterstützungen und Verbesserungen, dem Personalmangel entgegenzuwirken bzw. den Dienst in der Reserve attraktiver zu machen. Neben der Anrechnung des Dienstes auf Studienleistungen sollte es Vergünstigungen und Absicherungen für Reservesoldaten und deren Angehörige, etwa die Entlastung von kommunalen Grundsteuern und Stromtarifen, finanzielle Entlastung von Elternteilen, Verlängerung der Elternzeit, verstärkter Kündigungsschutz beim zivilen Arbeitgeber sowie finanzielle Zuwendungen und Belohnung für gewisse Verpflichtungszeiträume und Einsätze in Kampfeinheiten, darunter Urlaubsgutscheine und Zuschüsse zum Grunderwerb. Der Gesetzesentwurf sah zudem eine bevorzugte Behandlung von Reservisten beim Grunderwerb, der Zulassung zum Studium und der Anstellung im öffentlichen Dienst vor. Ein im März 2025 vom Verteidigungs- und Finanzministerium vorgestellter Plan sieht auch die Einführung einer persönlichen digitalen Geldbörse vor, die auf Grundlage der Anzahl geleisteter Reservetage mit Steuergutschriften, Arbeitgeberzuschüssen und Sonderzuschüssen aufgeladen werden soll. Eine neu geschaffene Abteilung im Verteidigungsministerium soll mit Regierungsstellen zusammenarbeiten, um Gesetze, Regierungsentscheidungen und Partnerschaften mit lokalen Behörden und dem privaten Sektor voranzutreiben, mit dem Ziel, die Rechte und Leistungen der Reservisten weiter zu verbessern.
Für die Zeit ab Dezember 2023 beschloss die Regierung aufgrund des Personalmangels als Übergangslösung eine Verlängerung des Dienstbefreiungsalters für Reservisten um jeweils ein Jahr, im Gegenzug wurden die dreijährigen Verpflichtungstage von 54 auf 42 Tage (einfache Soldaten), von 70 auf 48 Tage (Kommandeure) und von 84 auf 55 Tage (Offiziere) reduziert. Damit verbunden war jedoch eine Erhöhung der Anzahl der Tage, die Reservisten ununterbrochen in „operativen Aktivitäten“ dienen, von 25 auf 40 Tage. Zudem kam es zur erneuten Einberufung von Reservisten, die zuvor aufgrund von Personalabbau vom Dienst freigestellt worden waren, aber noch nicht das Entlassungsalter erreicht hatten. Diese Maßnahme betraf etwa 15.000 Soldaten.

### Minderheiten

#### Drusen

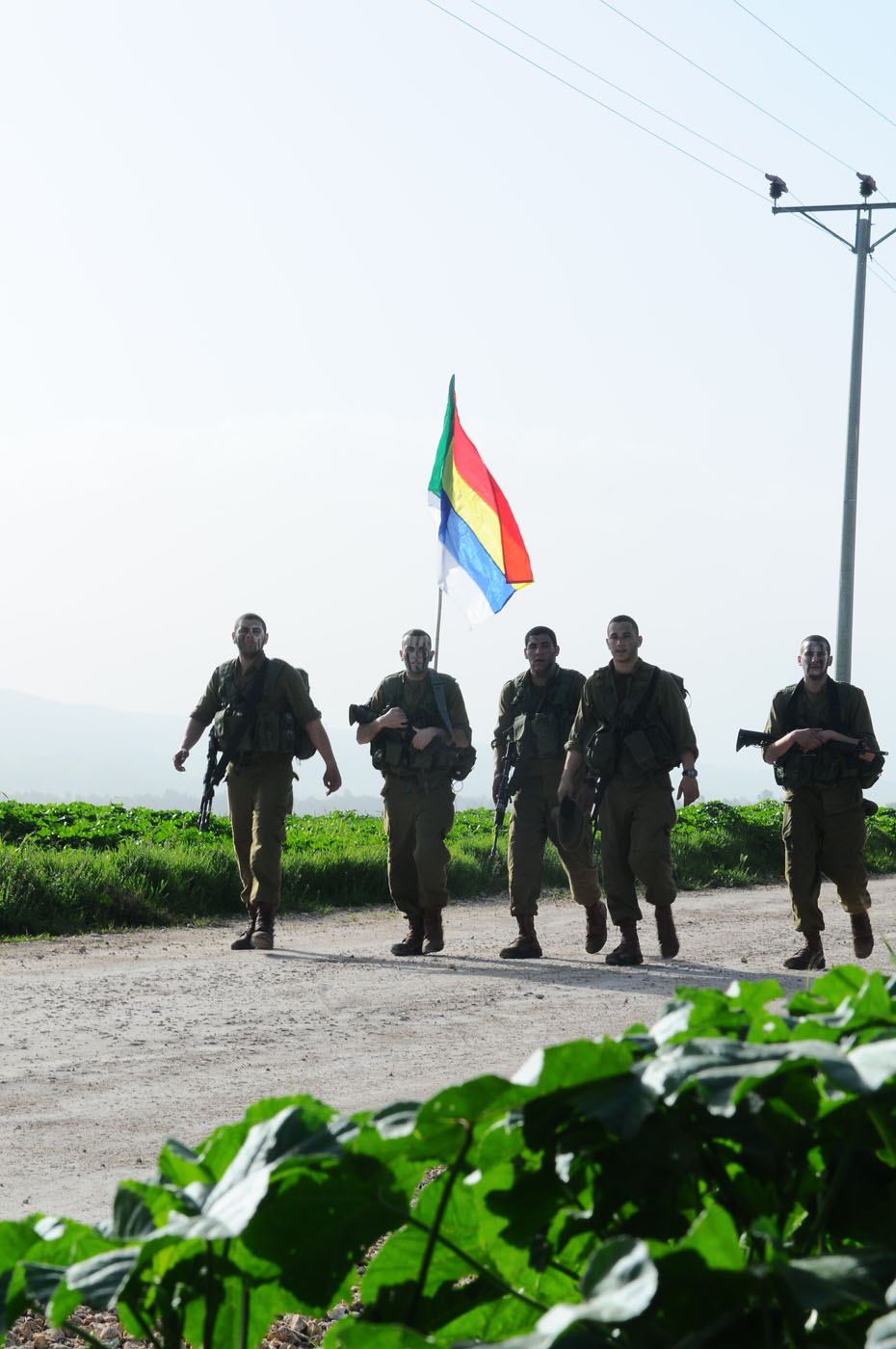
Drusische Soldaten der IDF mit der fünffärbigen drusischen Flagge

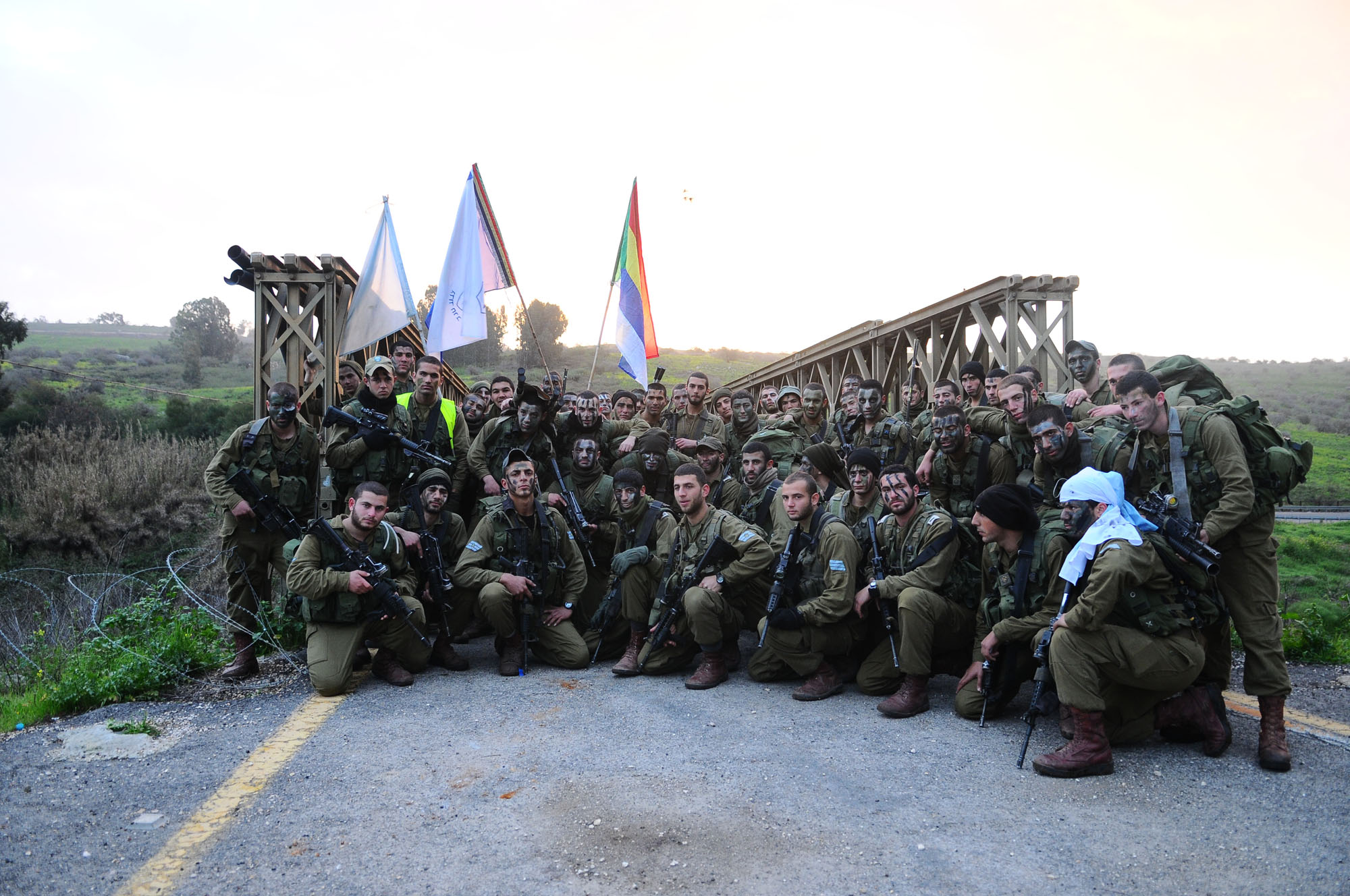
IDF-Soldaten des ehemaligen Herev-Bataillons, das größtenteils aus Drusen bestand

Im November 2023 lebten rund 150.000 Drusen in Israel, vorwiegend im Norden des Landes und machten laut Zahlen des Zentralen Statistikamts etwa 1,5 Prozent aller israelischen Haushalte aus. Die Drusen sind eine arabischsprachige Gemeinschaft mit eigener Religion, deren Bevölkerung auf mehrere Länder im Nahen Osten verteilt ist, darunter Syrien, Libanon und Jordanien. Sie leben vorwiegend in Nordisrael, in eigenen Dörfern bzw. solchen, die mehrheitlich von Drusen bevölkert sind. Schon während der britischen Mandatszeit begann die drusische Gemeinschaft, die unter der Verfolgung durch palästinensisch-arabische Nationalisten litt, Verbindungen zur jüdischen Gemeinschaft aufzubauen und unterstützte mit Freiwilligen den israelischen Unabhängigkeitskrieg. Auch danach meldeten sich zahlreiche Angehörige der israelischen Drusengemeinschaft freiwillig zum Militärdienst, ehe das israelische Parlament im Jahr 1956 ein Gesetz verabschiedete, das die Wehrpflicht in der israelischen Armee auf alle drusischen Männer mit israelischer Staatsbürgerschaft ausweitete. Das Gesetz ging auf die Initiative drusischer Führer zurück, die dadurch das Ansehen der drusischen Gemeinschaft, sowie ihre wirtschaftliche und soziale Lage verbessern wollten. Das Band zwischen jüdischen und drusischen Soldaten in der israelischen Armee wird gemeinhin als „Blutsbund“ (Brit Damim) bezeichnet. Der 1. März, der Tag, an dem die Regierung die Einführung der Wehrpflicht für Drusen beschloss, wurde 2018 zum Feiertag erhoben, um die Verdienste und Leistungen der drusischen Gemeinschaft in Israel zu würdigen.
Ursprünglich wurden drusische Israelis, die in einer Kampfposition dienen wollten, in eine mehrheitlich aus Drusen bestehende Einheit eingezogen, die schließlich den Namen Herev-Bataillon (Schwert-Bataillon) erhielt. Im Jahr 2015 wurde dieses Bataillon aufgelöst, da die meisten drusischen Wehrpflichtigen, auch aus Gründen der Integration, in regulären Militäreinheiten dienen wollten. Einer Parlamentserklärung aus dem Jahr 2018 zu Folge ist der Anteil der Drusen, die zur israelischen Armee eingezogen werden (86 %), höher als der Anteil der eingezogenen jüdischen Männer, wobei Drusen etwa drei Prozent aller Berufssoldaten stellten. Auch drusische Frauen, die von der Wehrpflicht befreit sind, leisten oftmals einen Beitrag für die israelischen Streitkräfte; so arbeiteten im November 2023 rund 600 drusische Frauen für Armeebetriebe im Norden Israels, darunter allein 250 in einer Fabrik zur Herstellung von Uniformteilen in Beit Jann.
Einige Drusen erreichten hohe Positionen im Militär; so wurde Imad Fares 2001 zum Kommandeur der Givʿati-Brigade und damit als erster Druse zum Leiter einer der vier großen Brigaden der IDF ernannt. Der Druse Ghassan Alian übernahm 2013 als erster Nichtjude das Kommando über die geschichtsträchtige Golani-Brigade und stieg 2021 zum Koordinator der Regierungsaktivitäten in den (besetzten) Gebieten (COGAT) auf, wofür er zum Generalmajor und damit in den Generalsrang erhoben wurde. Er war damit der dritte drusische Generalmajor nach Abu Rukun und Yousef Mishleb. Diese hatten zuvor ebenfalls das COGAT geleitet. Weiters war Alian für die Ausarbeitung eines Pilotprogramms verantwortlich, das es syrischen Drusen ermöglichen sollte, in israelischen Städten auf den Golanhöhen zu arbeiten.
Im Zuge des Gazakrieges von Oktober 2023 bis Oktober 2024 starben elf drusische Soldaten im Kampf, darunter als ranghöchster Soldat Oberst Ehsan Daqsa, Kommandeur der 401. Panzerbrigade.

Die israelische Regierung betonte im März 2025 die Stärke der Verbundenheit mit der drusischen Gemeinschaft, welche „Seite an Seite, Schulter an Schulter mit uns“ kämpfen würden; dabei verwiesen Ministerpräsident Benjamin Netanjahu und Finanzminister Bezalel Smotrich auf den „Blutsbund“, als sie den Fünfjahresplan im Wert von rund 3,9 Milliarden Schekel (1,1 Milliarden US-Dollar) für die drusischen (und tscherkessischen) Gemeinschaften im Norden Israels verkündeten.
Ebenfalls im März 2025 wiesen Netanjahu und Verteidigungsminister Israel Katz die israelischen Streitkräfte öffentlich an, sich auf die Verteidigung der mehrheitlich von Drusen bewohnten Stadt Dscharamana am Stadtrand von Damaskus in Syrien vorzubereiten, nachdem es dort zu Gefechten zwischen syrischen Truppen des neuen Regimes und drusischen Kämpfern gekommen war. Katz begründete dies mit der „Verpflichtung gegenüber unseren drusischen Brüdern in Israel, alles zu tun, um Schaden von ihren drusischen Brüdern in Syrien abzuwenden.“ Im Juli 2025 griff die israelische Luftwaffe auf Seiten der Drusen in die Kämpfe in as-Suwaida ein.

#### Tscherkessen
Die Tscherkessen sind eine überwiegend muslimische Volksgruppe aus dem nordwestlichen Kaukasus, deren Anteil an der Weltbevölkerung in die Millionen geht; in Israel zählt die Gemeinde etwa 5000 Mitglieder, die sich auf zwei Städte in Untergaliläa – Kfar Kama und Rehaniya bei Safed – im Norden Israels konzentrieren. Während des Kaukasuskrieges und des Völkermordes wurden geflüchtete Tscherkessen unter anderem vom Osmanischen Reich aufgenommen, das ihnen die Ansiedlung in Galiläa erlaubte. Dort sorgten sie für die Aufrechterhaltung der Ordnung und ebneten jüdischen Neuankömmlingen mit gemeinsamer Sprache und Kultur den Weg, die größtenteils auch von russischer Verfolgung betroffen waren; es kam zu einer Zusammenarbeit in den Bereichen Landwirtschaft und Sicherheit, sowie zur Gründung jüdischer Gemeinden in Galiläa. Nach Beginn des britischen Mandats in Palästina wurden Tscherkessen zur Mandatspolizei eingezogen. Im Jahr 1948 entschieden sich die Tscherkessen, für den entstehenden jüdischen Staat zu kämpfen. Seit 1958 werden, wiederum auf Ersuchen ihrer Führung, alle tscherkessischen Männer zum israelischen Militär eingezogen. Die männlichen Tscherkessen sind daher neben den Angehörigen der drusischen Gemeinschaft die einzige israelische Minderheit, die in die israelischen Streitkräfte eingezogen wird.

#### Beduinen

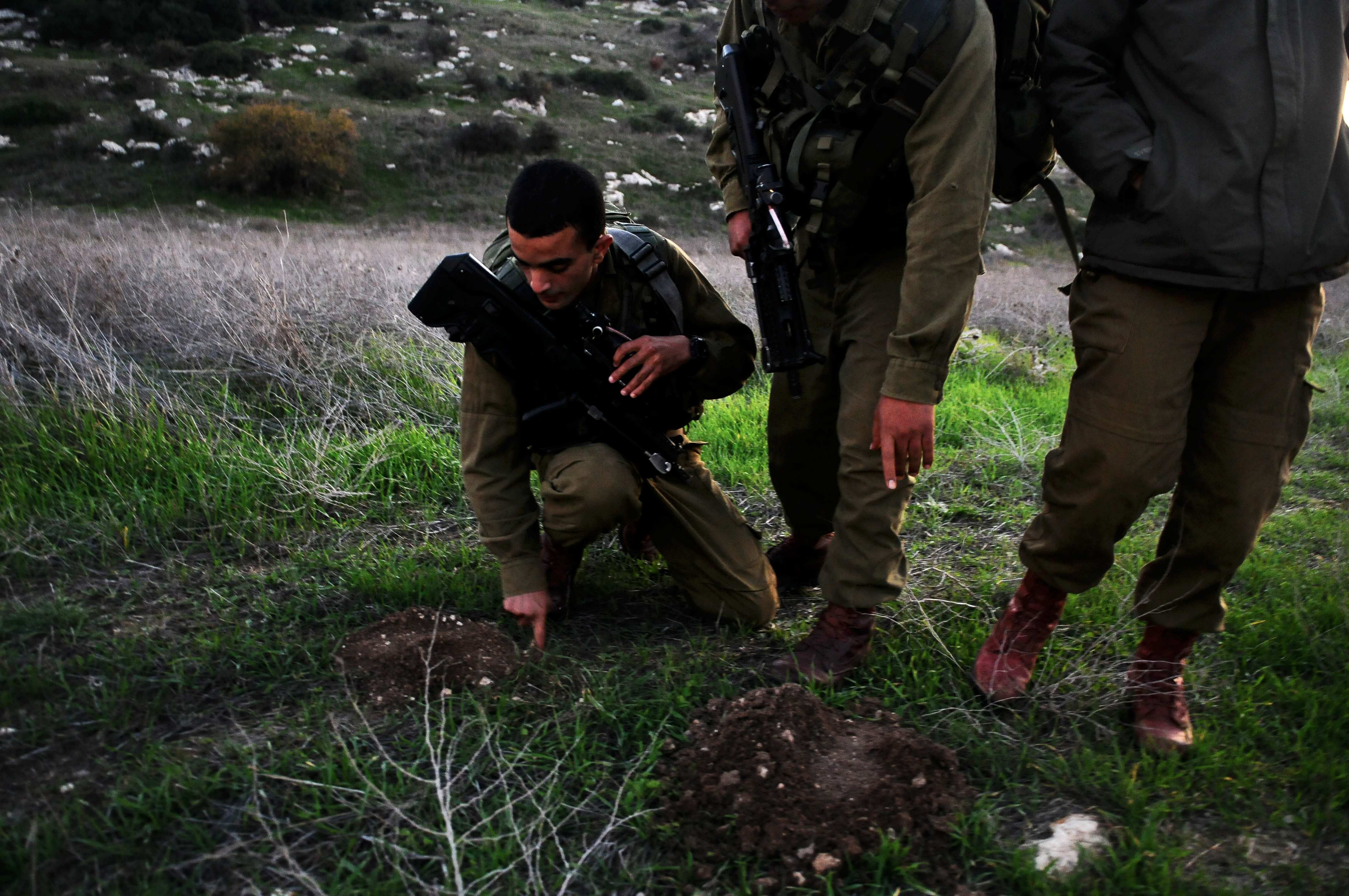
Beduinische IDF-Soldaten bei der Ausbildung im Fährtenlesen

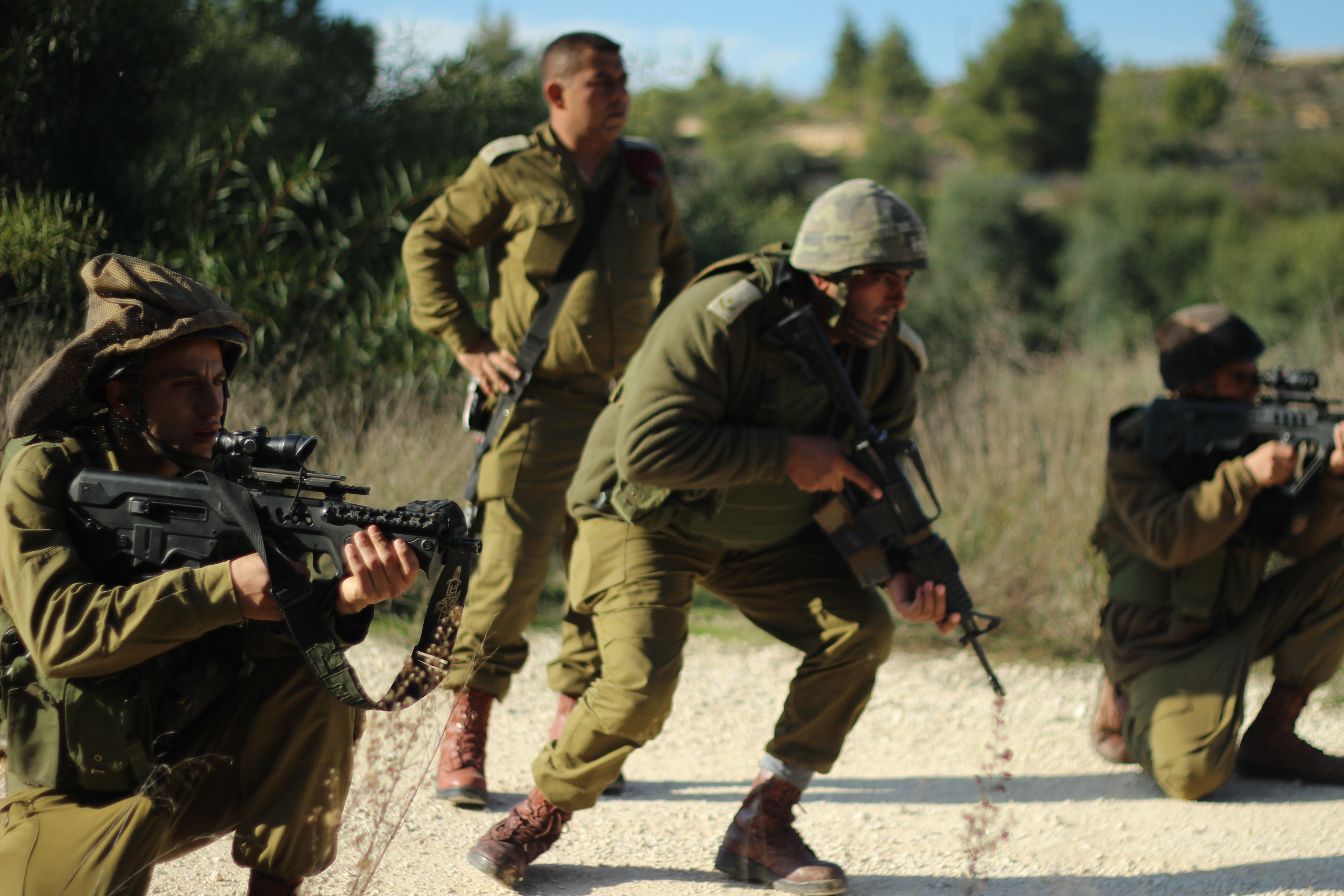
Beduinische IDF-Soldaten in der Ausbildung

Die Beduinen sind ein bis zu 400.000 Menschen (Stand: 2024) umfassendes, muslimisch-arabisches Volk, das hauptsächlich in der Negev-Wüste im Süden Israels lebt, etwa ein Viertel davon in nicht anerkannten Dörfern, die weder an das Stromnetz noch an die Wasserversorgung oder Kanalisation angeschlossen sind und wo es weder befestigte Straßen noch Schulinfrastruktur gibt. Die Beduinen begannen erst in den letzten Jahrzehnten der osmanischen Herrschaft, sich niederzulassen und wurden von jüdischen Siedlern für Aufgaben wie den Schutz ihrer Gemeinden in Palästina eingesetzt. Während des israelischen Unabhängigkeitskrieges dienten Beduinen in den israelischen, aber auch arabischen Streitkräften. In den 1950er Jahren wurden die Beduinen als israelische Staatsbürger anerkannt, was der Gemeinschaft die Errichtung von Siedlungen im Negev ermöglichte. Beduinen unterstützten weiterhin die israelischen Streitkräfte, beispielsweise als Fährtenleser bei der Verfolgung feindlicher Einheiten. Im Jahr 1970 stellte das IDF-Südkommando eine eigene Beduinen-Aufklärungseinheit auf, gefolgt von einer Beduinen-Wüstenaufklärungseinheit 1986 in der Nähe des Gazastreifens. Im Jahr 1993 wurde auf einem Hügel in Galiläa ein Denkmal für die 154 Beduinensoldaten eingeweiht, die im Dienst für Israel starben. Im Jahr 2003 wurden von der israelischen Armee spezielle Such- und Rettungseinheiten für die Grenzregionen aufgestellt, die hauptsächlich aus Beduinen bestehen. Beduinen sind nicht verpflichtet, in der israelischen Armee zu dienen, können dies jedoch freiwillig tun, was meist bei den Spezialeinheiten in der Negev-Wüste geschieht. Beduinen, die dem Militär beitreten, erhalten vom Staat Unterstützung unter anderem in Form von geförderten Schulabschlüssen, Hebräischkursen und Reisekosten. Nach dem Dienst wird mit Stipendien und Mentorenprogrammen ihr Übergang ins Zivilleben unterstützt. Der Leiter der Beduinenabteilung im Verteidigungsministerium, Pini Ganon, teilte im Oktober 2019 mit, dass jedes Jahr 450 bis 500 Beduinen der Armee beitreten.
Bekannteste Einheit ist das Beduinen-Aufklärungsbataillon „Gadsar 585“ mit Sitz in Kerem Schalom, die im Wüstengebiet Südisraels operiert und dem auch eine kleinere Zahl jüdischer, arabisch-israelischer und christlicher Soldaten angehört. Eine Besonderheit bilden die beduinischen Fährtenleser, welche täglich an Israels Grenzen zu Jordanien, Ägypten, Gaza, Syrien, dem Libanon und Teilen der Palästinensischen Autonomiebehörde patrouillieren. Sie untersuchen Einbrüche entlang der Grenzzäune, interpretieren die Hintergründe der Infiltration und treffen als Erste am Tatort terroristischer Verbrechen ein, um die Kette der Ereignisse zu untersuchen. Die Ausbildung erfolgt dabei durch „Chef-Fährtenleser“ in den regionalen Kommanden der IDF. Mit Stand Februar 2017 dienten rund 1500 Beduinen in den IDF und im gleichen Jahr wurde Hassan Abu Salb als erster Beduine in den Rang eines Oberst befördert. Im März 2025 wurde der beduinische Fährtenleser Ibrahim Kharuba posthum für seine Rolle bei der Verteidigung des IDF-Stützpunktes Nahal Oz während des Hamas-Angriffs 2023 von den IDF für die Verleihung der höchsten israelischen Tapferkeitsauszeichnung vorgeschlagen, die letztmals 2007 verliehen worden war.

#### Weitere Freiwillige
Arabisch-muslimische und christliche Israelis sind von der Wehrpflicht befreit, können sich jedoch, mit israelischer Staatsbürgerschaft oder unbefristeter Aufenthaltserlaubnis, freiwillig zum Dienst in den IDF melden. 2017 traten 221 christliche Israelis in die IDF ein, im Vergleich zu 84 Soldaten im Jahr 2014. 2019 erfolgte die Beförderung eines Soldaten griechisch-orthodoxen Glaubens zum Oberstleutnant, womit erstmals ein Soldat der christlichen Glaubensrichtung diesen Rang erreichte. Die erste arabische Christin, die den IDF-Offiziersstatus erreichte, war 1998 Caroline Kharman.
2020 traten 606 arabische Muslime freiwillig der israelischen Armee bei, im Vergleich zu 436 im Jahr 2018. 2008 absolvierte Hisham Abu Raya als erster nicht-beduinischer Muslim die IDF-Offiziersausbildung, schied 2018 im Rang eines Majors aus der Armee aus und wurde 2022 zum Oberstleutnant der Reserve befördert. Ella Waweya wurde 2021 als erste arabische Muslimin in den Dienstgrad der Majorin befördert und erreichte den Posten der stellvertretenden Sprecherin für die arabische Bevölkerung und Leiterin der arabischen Kommunikationsabteilung.
Auch Freiwillige aus den Einwanderungswellen (Alija) erreichen mitunter hohe Positionen in den IDF; der in Äthiopien geborene und 1994 nach Israel ausgewanderte Avraham Yitzhak wurde 2016 zum Chefarzt des IDF-Südkommandos ernannt. Der in der Weißrussischen SSR geborene und 1990 nach Israel ausgewanderte Roman Gofman erreichte den Rang eines Leiters der IDF-Planungsdirektion des Generalstabs und wurde danach von Ministerpräsident Benjamin Netanjahu zu dessen Militärsekretär bestellt. Für diese Funktion wurde er im Mai 2024 zum Generalmajor befördert.

### Freiwilliger Dienst

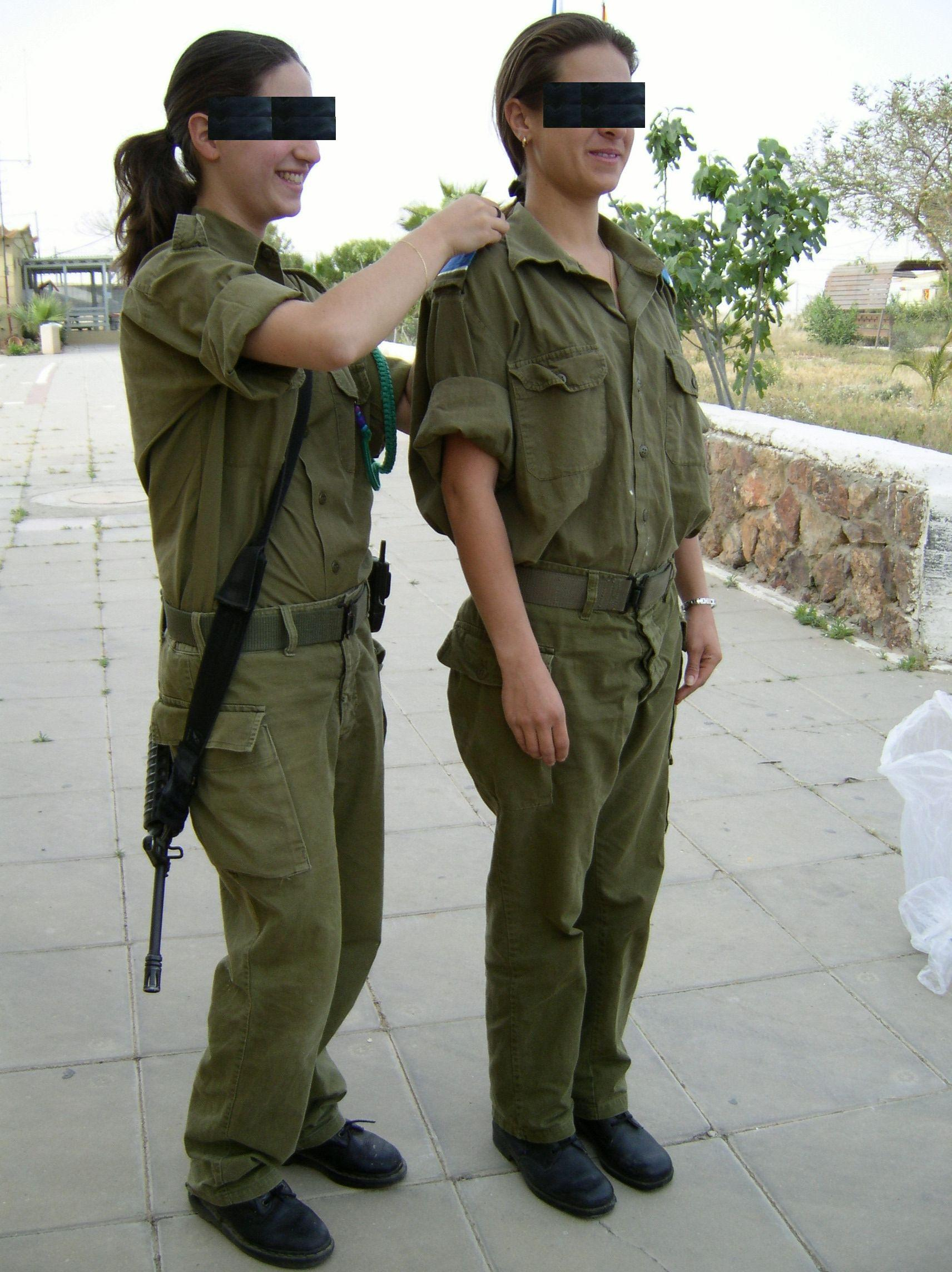
Eine israelische Soldatin verleiht einer Sar-El-Freiwilligen die Schulterklappen (Negev, April 2005)

Die Israelischen Verteidigungsstreitkräfte sind eine klassische Wehrpflichtigenarmee. Trotzdem kann man sich auch über den Grundwehrdienst hinaus dort verpflichten. Zahlreiche Reservisten leisten auch über die Altersgrenze für den verpflichtenden Reservedienst hinaus freiwillig Reservedienst. Für Juden bzw. Nachkommen jüdischer Eltern bis 24 Jahren bzw. Jüdinnen bis 21 Jahren ohne israelischer Staatsbürgerschaft nach dem Rückkehrgesetz, mit oder ohne Hebräisch-Kenntnisse, besteht daneben die Möglichkeit, freiwillig über das Machal-Programm den Streitkräften beizutreten. Je nach Voraussetzungen werden die Freiwilligen einem Hebräisch-Sprachprogramm (Ulpan) in Kombination mit einer Grundausbildung auf einem Militärstützpunkt unterzogen und erhalten dann ihre Zuweisung in eine militärische Rolle, wo eine Standarddienstzeit von 18 Monaten vorgesehen ist, mit Ausnahme für Sonderrollen wie Spezialeinheiten oder Offiziersfunktionen. Zum Kennenlernen der internen Abläufe der israelischen Streitkräfte kann von jungen Erwachsenen der Diaspora im Alter von 18 bis 25 Jahren das Armee-Simulationsprogramm Marva in der Dauer von sechs bis acht Wochen besucht werden.
Freiwillige aus dem Ausland können auch über das Sar-El-Programm für ein-, zwei- und drei-wöchige Programme, mit vorheriger Genehmigung auf bis zu sechs Wochen verlängert, Dienst ohne Waffe leisten. Freiwillige erhalten eine Uniform und unterstehen einem IDF-Teamleiter mit der Bezeichnung Madrich/a (Soldatenausbilder/in). Der Zweck von Sar-El besteht darin, Unterstützern aus aller Welt und aus dem Inland die Möglichkeit zu geben, zur Sicherheit des Staates Israel beizutragen, indem sie auf IDF-Stützpunkten logistische Unterstützung leisten. Freiwillige übernehmen dabei Aufgaben außerhalb des Kampfes, wie das Verpacken von medizinischem Material, die Überprüfung und Reparatur von Maschinen und Geräten, sowie die Reinigung und die Instandhaltung von Stützpunkten. 2013 dienten rund 3400 Menschen aus 57 Ländern in Sar-El, darunter 40 Prozent Nicht-Juden. 2019 entschied ein Schweizer Militärgericht in oberster Instanz, dass die Tätigkeit in Sar-El keinen Dienst in einer ausländischen Armee darstelle und sprach einen Schweizer Staatsbürger, der zu diesem Zeitpunkt dreimal als Freiwilliger in dem Programm gedient hatte, vom Vorwurf des Hochverrats frei; die Anklagen gegen zwei weitere Schweizer und Programmteilnehmer wurden daraufhin fallengelassen.
Mit dem Programm „Special in Uniform“ können junge Erwachsene mit Behinderungen, entsprechend ihren Talenten und Fähigkeiten, in die IDF integriert werden. 2023 waren dies 925 Personen in 50 Militärstandorten.

### Frauen

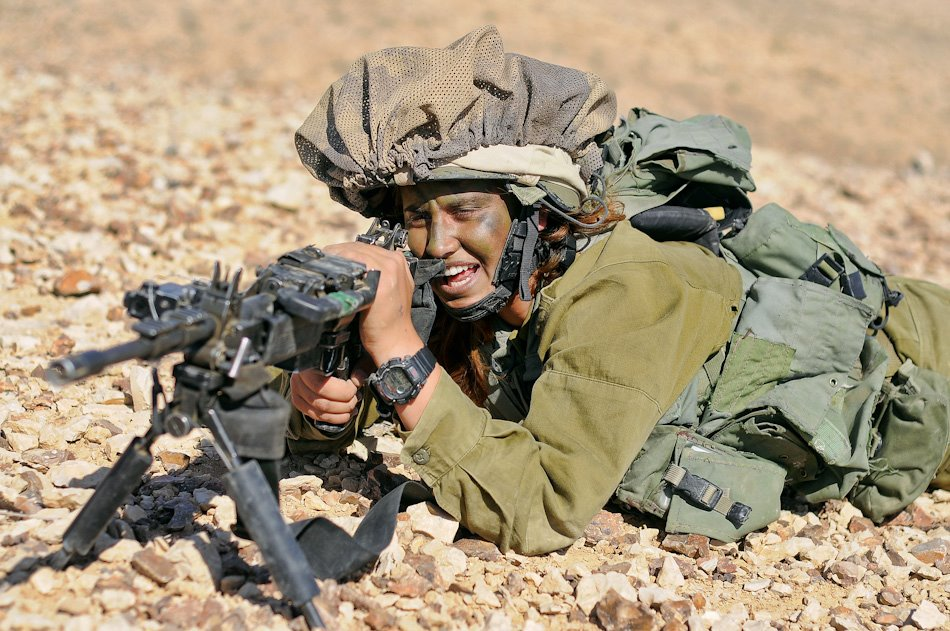
MG-Schützin der Infanterie

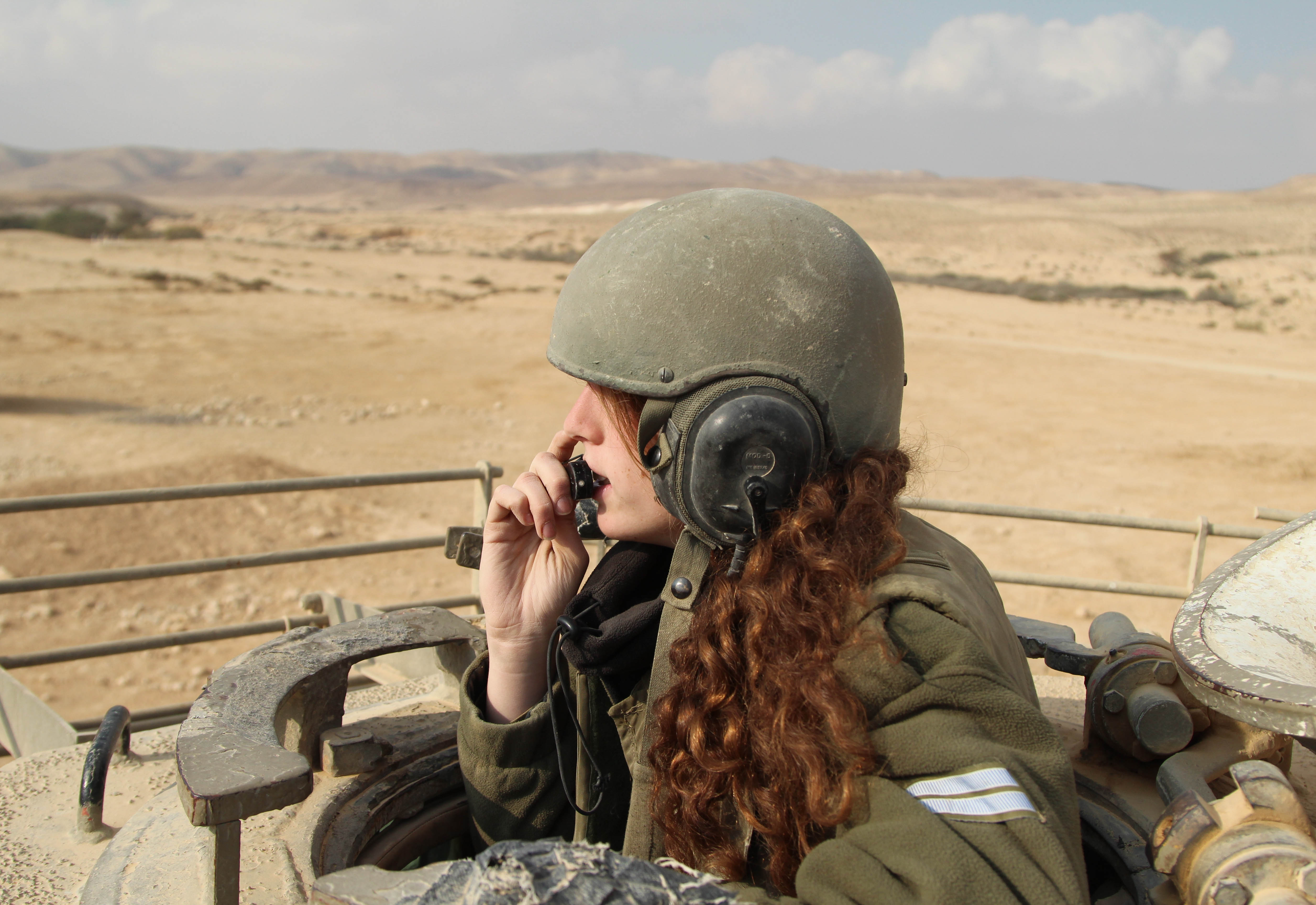
Soldatin der Panzertruppe

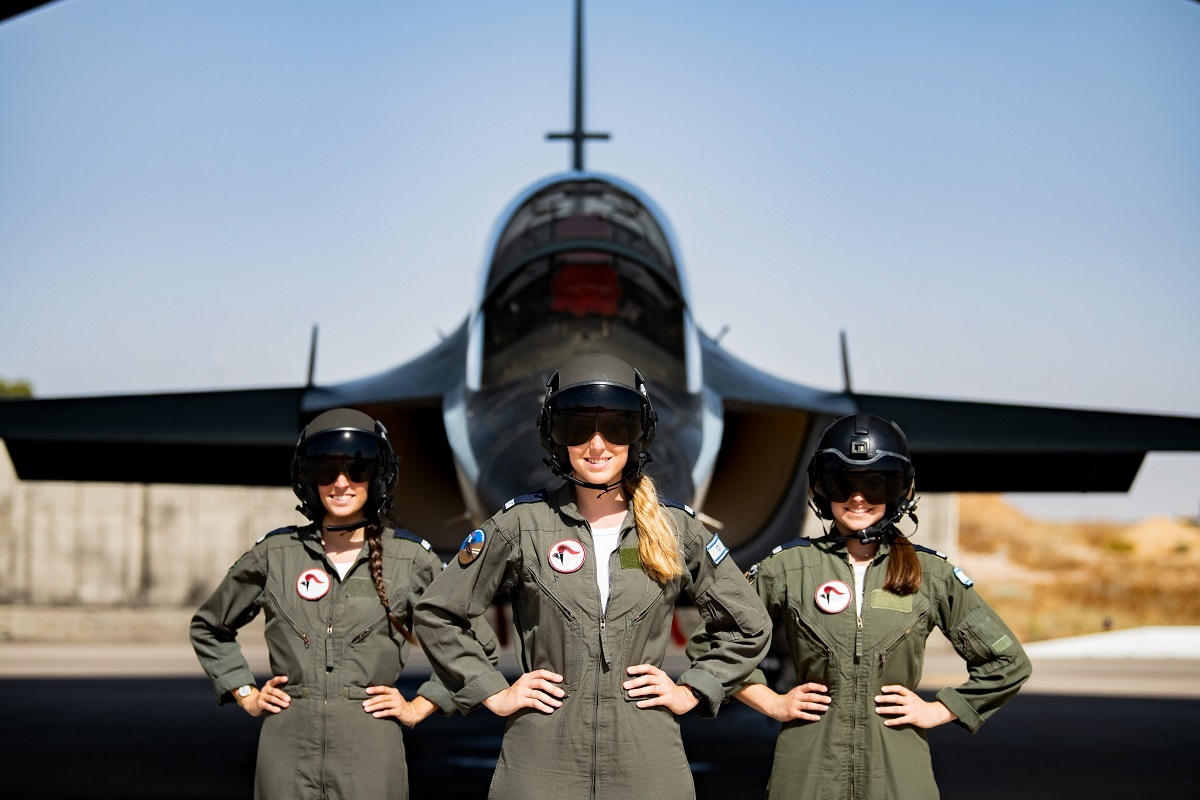
Pilotinnen der Luftwaffe

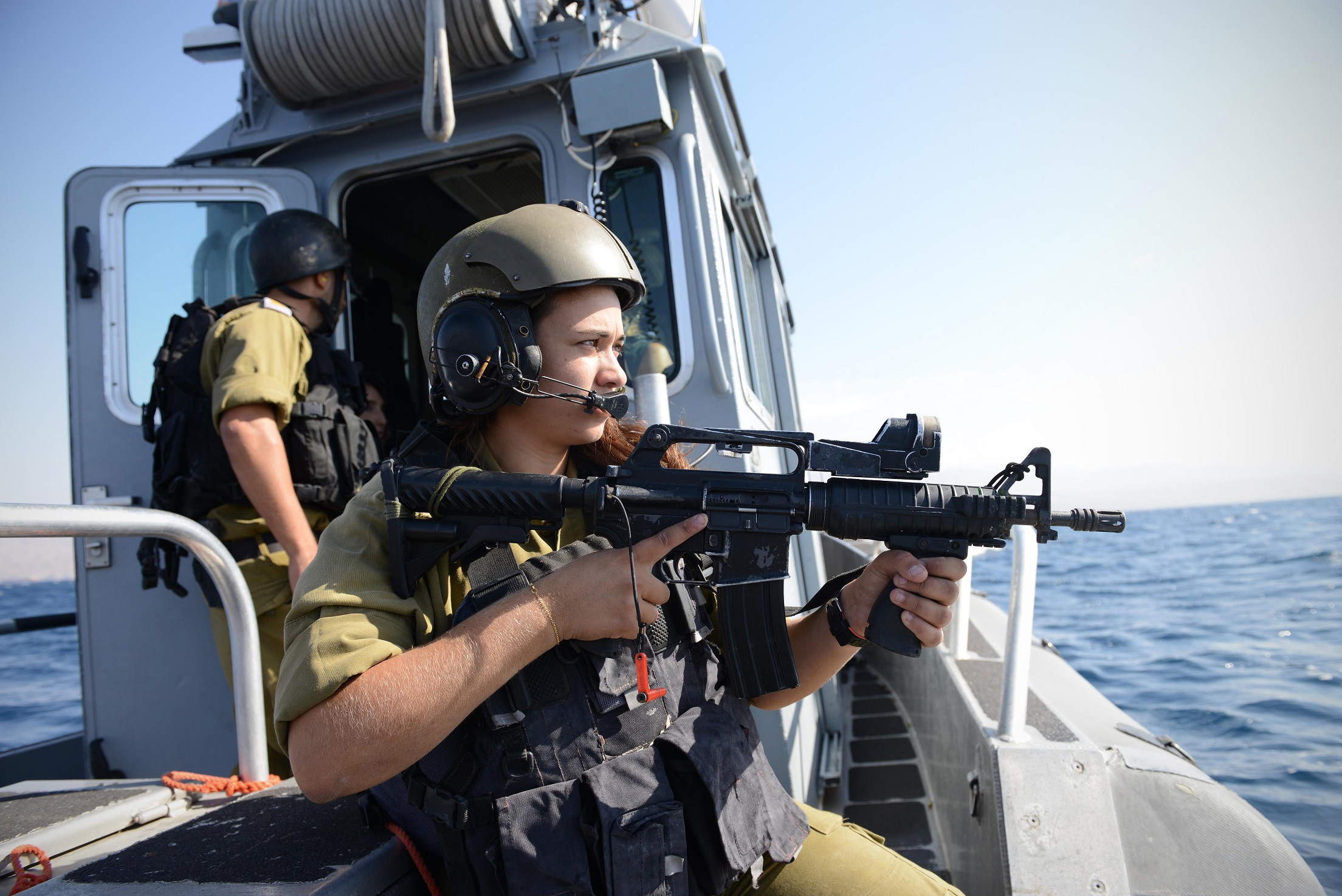
Soldatin der Marine

Israel ist eines der wenigen Länder weltweit mit Wehrpflicht für Frauen, welche bereits im Jahr der Staatsgründung 1948 eingeführt wurde und 24 Monate dauert. Taugliche Frauen ab dem vollendeten 18. Lebensjahr werden zum Wehrdienst einberufen, wobei verheiratete Frauen, Mütter, Schwangere, arabische Staatsbürgerinnen und religiöse Frauen, die eine Erklärung eines Rabbinats erhalten, vom Wehrdienst befreit sind. Eine Befreiung aus Gewissensgründen ist ebenfalls möglich, wobei die Beweggründe seit 2004 vor einer Kommission dargelegt werden müssen. Viele Frauen, die vom Militärdienst befreit sind, entscheiden sich für den einjährigen Nationaldienst Sherut Leumi, der beispielsweise in Schulen, Krankenhäusern oder Pflegeheimen abgeleistet werden kann.
Seit einem Urteil des Obersten Gerichtshofes 1995 und einer Novellierung des Wehrdienstgesetzes im Jahr 2000 steht Frauen theoretisch jede Position in den IDF offen, nachdem Frauen zuvor vorwiegend in Unterstützungseinheiten eingesetzt worden waren. 2022 waren bereits schätzungsweise 90 Prozent der Positionen und Funktionen in den IDF für Frauen geöffnet, darunter in Kampfeinheiten der Luftwaffe, Marine, der Luftverteidigung, im Grenzschutzkorps, im Artilleriekorps und bei der Militärpolizei. Ebenso kam es zu einem Anstieg der Offiziersfunktionen, wobei beispielsweise 2022 Brigadegeneralin Naama Rosen-Greenberg zur obersten Militärberaterin des Präsidenten, sowie Oberst Reut Rettig-Weiss zur ersten Brigadekommandeurin einer Kampfeinheit ernannt worden waren. Eine Besonderheit bilden die gemischtgeschlechtlichen Infanterieeinheiten der Paran-Brigade des Südkommandos mit einem Frauenanteil von bis zu 70 Prozent, welche in erster Linie die Grenzen Israels zu Jordanien und Ägypten absichern. Bislang kam es zur Aufstellung von vier gemischtgeschlechtlichen Einheiten in Bataillonsgröße; „Caracal“ (2004), „Lions of Jordan“ (2014), „Bardelas“ oder auch „Cheetah“ (2015) und „Lions of the Valley“ (2017). 2022 wurde im „Caracal“-Bataillon die erste, ausschließlich mit Frauen besetzte Panzerkompanie der IDF aufgestellt. Die mit Kampfpanzern des Typs Merkava 4 ausgestattete Einheit nahm an den Kämpfen gegen die Hamas am 7. Oktober 2023 teil, wobei es sich laut IDF um den ersten Kampfeinsatz weiblicher Panzerbesatzungen der Kriegsgeschichte gehandelt haben könnte. Erst nach Entscheidungen vor dem Obersten Gerichtshof konnten im März 2023 die ersten Frauen in die Kampfpioniereinheit Jahalom und im November 2023 die ersten Frauen in die elitäre Kampfsuch- und Rettungseinheit 669 eintreten, während im November 2024 die erste Frau das Auswahlverfahren zur Aufnahme in die Ausbildung für die Kommandoeinheit Sajeret Matkal bestand.
Die Frage des Frauendienstes in Kampfeinheiten ist seit Jahrzehnten im Gespräch und weist eine lange Geschichte von Gerichtsverfahren und militärischen Pilotprogrammen auf. Kritiker, darunter Mediziner, Beamte, Politiker, Rabbiner und laut Umfragen auch ein Teil der Bevölkerung lehnen den Einsatz von Frauen in Kampfpositionen ab. Als Begründungen dafür wurden in der Vergangenheit die hohen körperlichen und psychischen Anforderungen von Kampfeinsätzen, Aspekte der Hygiene und Sittsamkeit, sowie die Bedenken hinsichtlich einer sexuellen Misshandlung von Soldatinnen im Falle einer Gefangennahme angegeben; letzteres hatte bereits 1948 zum Abzug von Frauen aus Kampfpositionen geführt. Das Militär betonte, dass es noch nicht in der Lage sei, die professionellen, verantwortungsvollen und fundierten Schlussfolgerungen zu ziehen, die für Entscheidungen über den Einsatz von Frauen in Kampfrollen wie schweren Infanteriebrigaden erforderlich sind.
Ein 2022 veröffentlichter Bericht der staatlichen Rechnungsprüfung stellte fest, dass etwa ein Drittel der Soldatinnen, die im vergangenen Jahr ihren Pflichtdienst ableisteten, mindestens einmal sexuell belästigt wurden.

### LGBTQ+
1993 wurden – unterstützt von Ministerpräsident Rabin – Homosexuelle durch die Änderungen der Militärvorschrift K-31-11-01 grundsätzlich zum Dienst in allen Einheiten der Israelischen Verteidigungsstreitkräfte zugelassen. Im August 2013 wurde die erste Transfrau zum israelischen Militär eingezogen. Eine steigende Anzahl von Soldaten bekennt sich zu ihrer sexuellen Orientierung, und Repressalien sind gering, so dass das Palm Center in Kalifornien in einer Studie insgesamt keinen Rückgang der Kampfkraft feststellen konnte. Diese Thematik greift auch der Film Yossi & Jagger aus dem Jahr 2002 auf. Der Fortsetzungsfilm Yossi (2012) (mit demselben Schauspieler) zehn Jahre danach reflektiert die voranschreitende Liberalisierung im Umgang mit sexuellen Minderheiten in der israelischen Armee.
Hila Peer, Vorsitzende von Aguda – der Vereinigung für Gleichberechtigung der LGBTQ+ in Israel – und Leiterin der Gesetzgebungsbemühungen zur Gleichberechtigung der Community teilte im Januar 2024 mit, dass die israelischen Streitkräfte zweifellos zu den fortschrittlichsten Organisationen in Israel zählen würden, was die Akzeptanz von LGBTQ-Personen angeht. Kurz zuvor, im November 2023 hatte die Knesset (Parlament) mit einer Gesetzesänderung den hinterbliebenen Partnern gefallener IDF-Soldaten, einschließlich derer aus gleichgeschlechtlichen Beziehungen, das Recht auf finanzielle, soziale und psychologische Unterstützung eingeräumt; eine Leistung, die ihnen zuvor unter der seit den 1950er Jahren unveränderten Gesetzgebung verweigert worden war.

### Dienstalltag
Nach einer im internationalen Vergleich harten Grundausbildung werden den Soldaten mehr Freiheiten gelassen als in anderen Armeen. So gibt es eine Anzugordnung, die aber nicht immer zwingend eingehalten werden muss. Das Tragen privaten Schuhwerkes im Dienst ist zum Beispiel erlaubt, so lange es schwarz ist. Militärisches Grüßen ist eher unüblich, Vorgesetzte gehen mit auf Wache, viele der Offiziere sind Wehrpflichtige und bekommen nur geringfügig höheren Sold als die Mannschaften. Auf allen Militäreinrichtungen herrscht jedoch ein striktes Alkoholverbot.

### Gedenktag
Mit dem „Gedenktag für die Gefallenen der Feldzüge Israels und die Opfer der Akte des Hasses“ Jom haZikaron wurde ein eigener nationaler Feiertag eingerichtet. Er liegt einen Tag vor dem israelischen Unabhängigkeitstag. Seit der Gründung des Staates bis zum Feiertag 2002 sind 21.182 Israelis gefallen.

### Auszeichnungen
Es gibt neun Auszeichnungen für Soldaten, die in bestimmten bewaffneten Konflikten kämpften: Im
- Unabhängigkeitskrieg 1948/49
- Sinaifeldzug 1956
- Sechs-Tage-Krieg 1967
- Zermürbungskrieg 1967 bis 1970
- Jom-Kippur-Krieg 1973
- Ersten Libanonkrieg 1982
- Zweiten Libanonkrieg 2006
- Operation „Starker Fels“ im Gazastreifen 2014
- vom September 1982 bis Mai 2000 besetztem Südlibanon. Diese Auszeichnung kann auch an Angehörige der damaligen Südlibanesischen Armee verliehen werden.

## Geschichte
Zur Vorgeschichte der Israelischen Verteidigungsstreitkräfte siehe Geschichte der jüdischen Streitkräfte in Palästina

### Gründung
Die Israelischen Verteidigungsstreitkräfte wurden am 31. Mai 1948 gegründet und gingen aus Untergrundorganisationen im Jischuw, der jüdischen Gemeinschaft in Palästina vor der Gründung des Staates Israel, hervor. Die größten Gründungskontingente stammten insbesondere aus der Hagana und dem Palmach, die gegen die britische Mandatsmacht in Palästina kämpften. Auch die paramilitärischen Teile der mit der Hagana rivalisierenden Irgun und Lechi wurden in die Armee eingegliedert.
Die Gründung fand in den Wirren des seit 1947 schwelenden Arabisch-Israelischen Krieges statt, als die konkurrierenden jüdischen Organisationen die Notwendigkeit der Zusammenarbeit für das gemeinsame zionistische Anliegen erkannten. Zu diesem Zeitpunkt waren die auf dem Papier technisch und organisatorisch weit überlegenen Armeen Transjordaniens, des Irak, des Libanon, Ägyptens und Syriens als Reaktion auf die Staatsgründung Israels am 14. Mai 1948 eingefallen.
In der Gründungsphase hatte die israelische Armee folgende Stärke:
1. Golani-Brigade (4100 Mann)
2. Carmeli-Brigade (2300 Mann)
3. Alexandroni-Brigade (3600 Mann)
4. Kiryati-Brigade (2500 Mann)
5. Givʿati-Brigade (2300 Mann)
6. Etzioni-Brigade (3300 Mann)
7. Mechanisierte Brigade
8. Panzer-Brigade
9. Oded-Brigade
10. Yiftah-Brigade
11. Harel-Brigade
12. Hanegev-Brigade

Dem Hauptquartier waren Artillerie, Pioniere und Luftwaffe direkt unterstellt. Die 1. bis 6. Brigade zählten zum Hel Sadeh, einer Art Territorialheer aus Teilzeitsoldaten mit Kommandeuren aus den Reihen von Palmach. Die 7. bis 9. Brigade war unmittelbar aus Palmach hervorgegangen und bildeten die Kerntruppen, zählten zusammen 3100 Mann. Die Panzer-Brigade, von deren beiden Bataillonen das eine (das 82.) zwei Kompanien stark war, besaß als Anfangsbestand zwei gestohlene Cromwell-Panzer. Zu diesen rund 25.000 Mann kam noch einmal die gleiche Zahl an Angehörigen des Chel ha-Mischmar (hebräisch חֵיל הַמִּשְׁמָר Chejl ha-Mischmar, deutsch ‚Wachkorps‘), doch für alle standen zu Beginn des Krieges nur 10.000 Gewehre, 400 leichte und 180 mittlere Maschinengewehre sowie eine Handvoll Revolver und Maschinenpistolen zur Verfügung. An Artillerie konnte Israel neben 763 Granatwerfern nur zwei 65-mm-Kanonen aus dem 19. Jahrhundert mit wenig Munition ins Feld führen.

### Frühe Jahre
Mit Waffenlieferungen aus der Sowjetunion und insbesondere der Tschechoslowakei (Sturm- und Maschinengewehre, sowie 25 Avia S-199-Jagdflugzeuge) sowie jüdischen und nichtjüdischen Freiwilligen aus fast der ganzen Welt (wie David Marcus) gelang es den Israelischen Verteidigungsstreitkräften, den arabischen Armeen Einhalt zu gebieten und nach und nach zur Offensive überzugehen. Der Krieg endete zwar mit dem militärischen Sieg Israels, das fortan innerhalb der so genannten „Grünen Linie“ existierte. Statt eines Friedensvertrages wurden 1949 vier separate Waffenstillstandsabkommen geschlossen, weil die Kriegsgegner Israel die staatliche Anerkennung verweigerten.
Während der Sueskrise beteiligte sich Israel an dem britisch-französischen Versuch, die Kontrolle über den verstaatlichten Sueskanal zurückzuerlangen und den Sturz Gamal Abdel Nassers herbeizuführen. Zwar gelang es Israel, weite Teile der Sinai-Halbinsel unter seine Kontrolle zu bringen, es musste diese jedoch nach dem politischen Scheitern der anglo-französischen Intervention wieder räumen.
Auf einem Geheimtreffen vom Generaldirektor im Verteidigungsministerium Schimon Peres und dem bundesdeutschen Verteidigungsminister Franz Josef Strauß im Spätsommer 1957 in Bonn bekannte sich Strauß zur Verantwortung Deutschlands für das Überleben des von feindlichen Nachbarn in seiner Existenz bedrohten jüdischen Staates und stellte Rüstungshilfen samt Finanzierung in Höhe von 300 Millionen Deutsche Mark in Aussicht. Dies war acht Jahre vor der Aufnahme diplomatischer Beziehungen beider Staaten der Beginn einer Verteidigungskooperation, die bis heute fortbesteht. Israel wollte mit dem Rüstungsgeschäft unabhängiger von Frankreich werden.
Als Nasser 1967 die Straße von Tiran für die israelische Schifffahrt sperrte, den Abzug der UN-Truppen vom Sinai erzwang und mit 1000 Panzern und fast 100.000 Soldaten an den Grenzen Israels aufmarschierte, eröffnete dieses den Sechstagekrieg mit einem Präventivschlag der israelischen Luftstreitkräfte gegen ägyptische Luftwaffenbasen, der einem befürchteten Angriff der arabischen Staaten zuvorkommen sollte. Obwohl Jordanien und Syrien dennoch in die Kämpfe eingriffen, kontrollierte Israel bei Eintritt des Waffenstillstandes den Gazastreifen, die Sinai-Halbinsel, die Golanhöhen, das Westjordanland und Ostjerusalem.
Im Jom-Kippur-Krieg im Jahre 1973 konnten mit modernem sowjetischen Material ausgestattete ägyptische und syrische Truppen in einem Überraschungsangriff beachtliche Geländegewinne erzielen und brachten Israel so in eine existenzbedrohende Lage. Die israelischen Materialverluste wurden durch die USA in der Operation Nickel Grass weitgehend kompensiert. Eine Gegenoffensive unter dem Befehl Ariel Scharons führte schließlich zum Zusammenbruch des ägyptischen Angriffs.

### Jüngere Entwicklung
Im Norden kam es immer wieder zu bewaffneten Konflikten mit verschiedenen militanten Gruppen im Libanon, von denen die Hisbollah bis heute mit Israel einen Konflikt niedriger Intensität führt (siehe Operation Litani, Libanonkrieg 1982, Operation Verantwortlichkeit, Operation Früchte des Zorns und Libanonkrieg 2006).
In den besetzten Gebieten trat nach Erster und Zweiter Intifada zumindest im Westjordanland eine gewisse Beruhigung ein, während nach der Räumung des Gazastreifens 2005 dort regelmäßig die Konfliktspirale eskaliert (siehe Operation Gegossenes Blei, Operation Wolkensäule und Operation Protective Edge).
Dem israelischen Militär wird vorgeworfen, in den besetzten Gebieten für verschiedene Rechtsverletzungen verantwortlich zu sein, nachdem der als moderat geltende Generalstabschef Gadi Eizenkot in den Ruhestand verabschiedet worden war. Zunächst soll es die Vertreibung und Landnahme durch radikale israelische Siedler im Westjordanland seit dem Jahr 2019 ignoriert oder toleriert haben. Später dann beteiligten sich teilweise israelische Soldaten nach dem Terrorangriff der Hamas auf Israel 2023 an der Vertreibung von Palästinensern aus dem Westjordanland. Im Frühjahr 2024 verhängten die USA deswegen Sanktionen gegen das Netzah-Yehuda-Bataillon der Kfir-Brigade. Während des Kriegs in Israel und Gaza sollen sich die israelischen Streitkräfte teilweise der Desinformation bedient haben, um ihre Propaganda zu stützen.
Während des Gaza-Kriegs setzte das israelische Militär unter anderem palästinensische Gefangene als menschliche Schutzschilde ein. Zunächst berichtete Al Jazeera im Juni 2024 von einem Fall in Dschenin, anschließend die israelische Tageszeitung Haaretz über eine Reihe von Fällen im Gazastreifen. Im August berichteten zwei Militärkorrespondenten von Haaretz ausführlich über die Praxis der israelischen Truppen, gefangene palästinensische Zivilisten in israelische Uniformen zu kleiden, zu fesseln und in zerstörte Häuser und Tunnel vorauszuschicken, in denen sie Sprengfallen vermuten. Die israelische Armee gab nach wachsender internationaler Kritik an, das Vorgehen entspräche nicht den „Richtlinien der IDF und den Erwartungen an ihre Soldaten“. Die israelische Menschenrechtsorganisation B’Tselem berichtet seit vielen Jahren über diese Praxis.
Um einem Bevölkerungsschwund entgegenzuwirken, wurde nach Beginn des Krieges ein Gesetz erlassen, das es erlaubt, getöteten männlichen IDF-Soldaten auch dann Sperma zu entnehmen (um es anschließend zur künstlichen Befruchtung bzw. Reproduktion einzusetzen), wenn der Soldat vor seinem Tod nicht ausdrücklich einer posthumen Samenspende zustimmte und auch noch keine Empfängerin gefunden ist.

## Einsätze

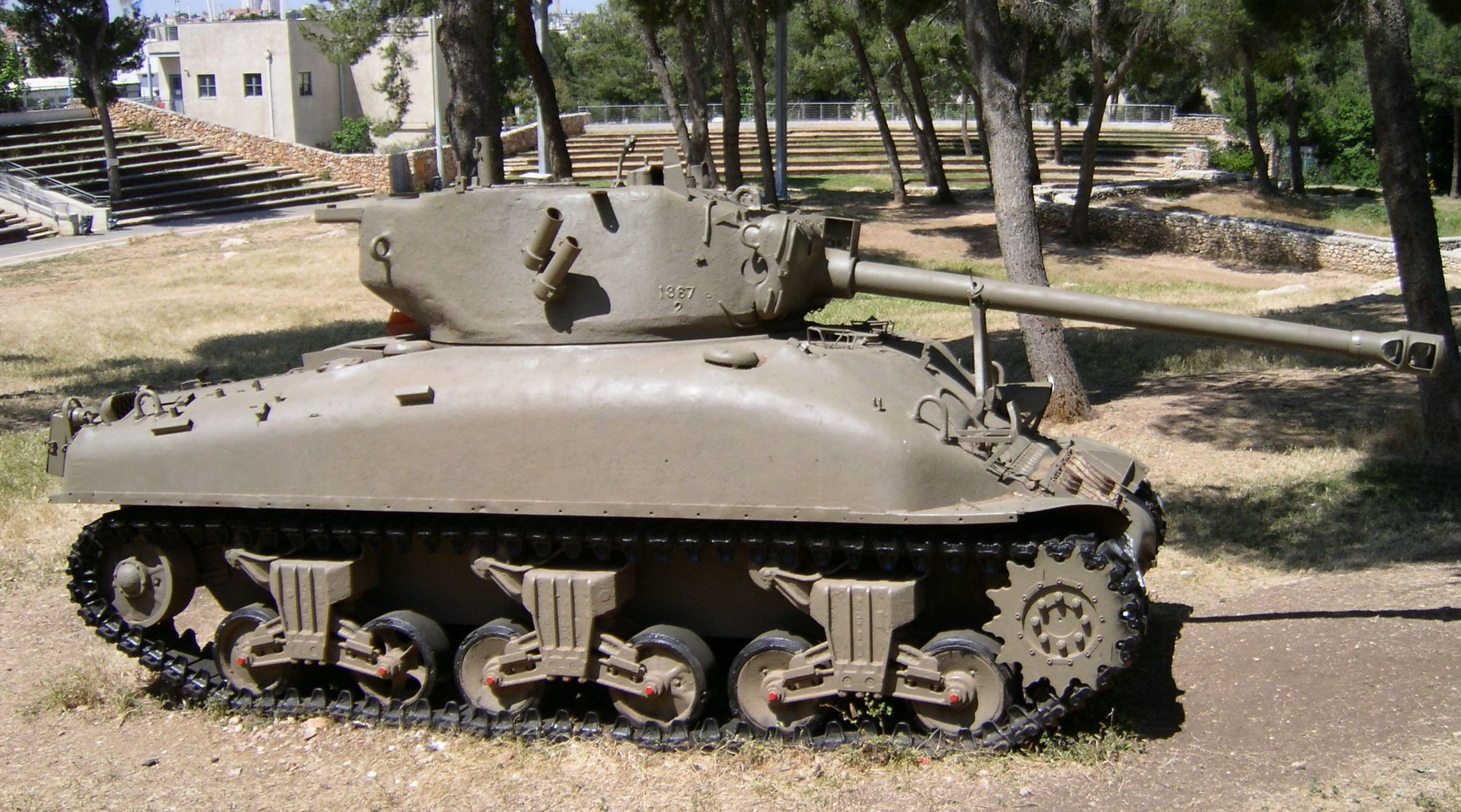
Sherman-Panzer auf der Gedenkstätte Ammunition Hill (jordanische Schlüsselstellung während der Kämpfe um Ost-Jerusalem 1967)

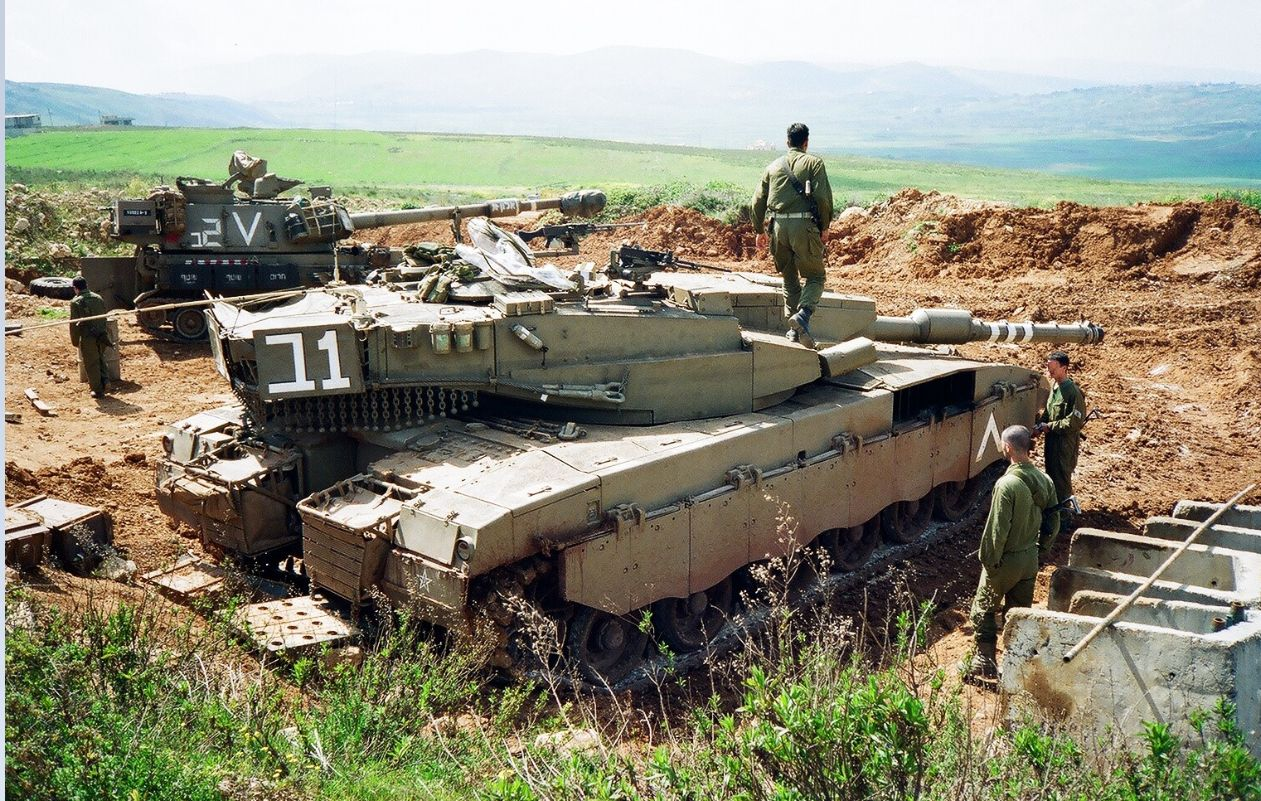
Ein Merkava-Panzer der israelischen Verteidigungsstreitkräfte während des Libanonkrieges 1982

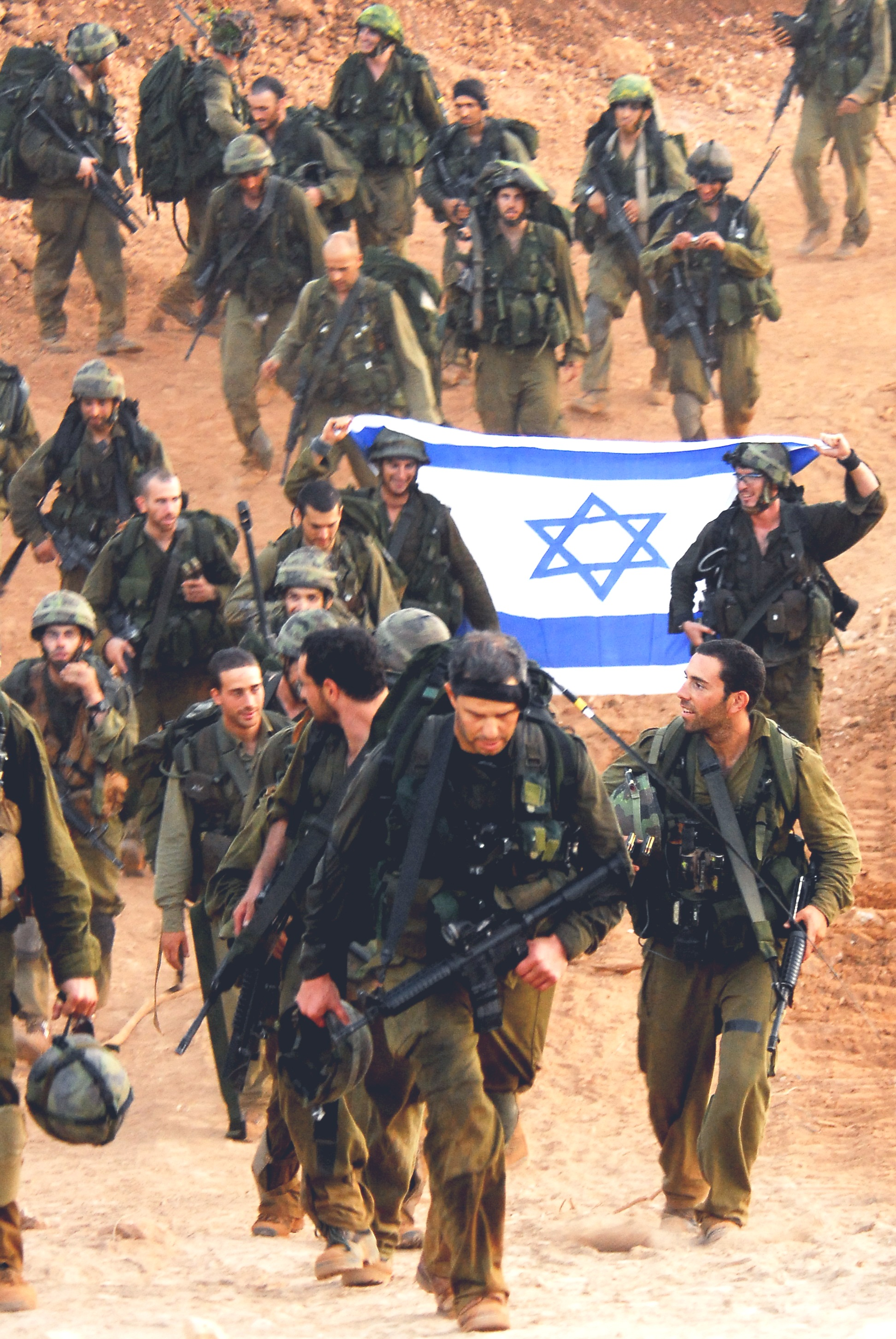
Israelische Soldaten kehren 2006 aus dem Einsatz im Libanon zurück

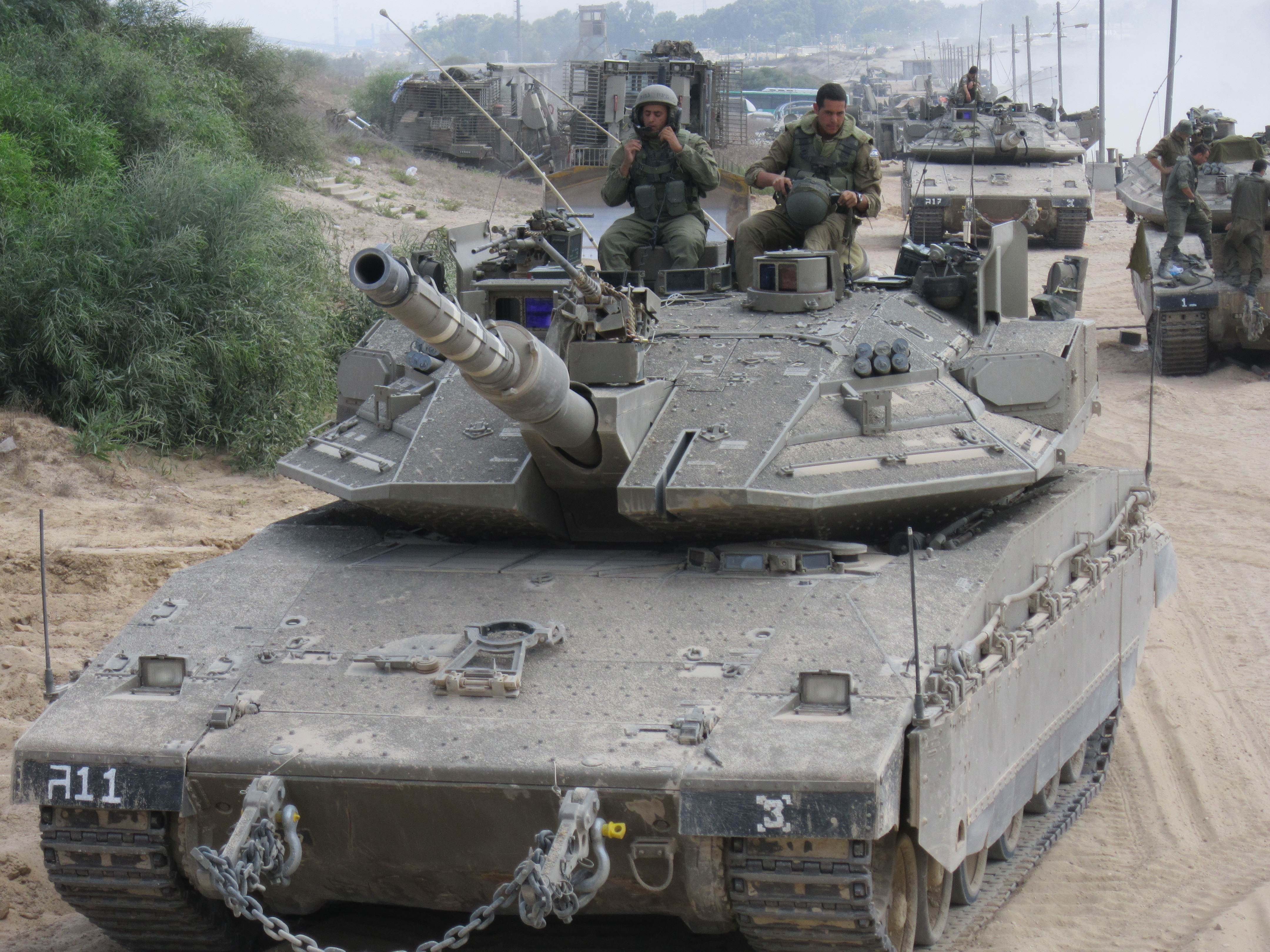
Merkava-Kampfpanzer im Einsatz während der Operation Protective Edge im Gazastreifen Juli 2014

| Datum            | Name                                 | Bemerkung                                                                 |
| ---------------- | ------------------------------------ | ------------------------------------------------------------------------- |
| 1948–1949        | Unabhängigkeitskrieg                 |                                                                           |
| 1951–1953        | Grenzkonflikte                       |                                                                           |
| 1956             | Sueskrise                            |                                                                           |
| 5.–10. Juni 1967 | Sechstagekrieg                       |                                                                           |
| 1968             | Schlacht von Karame                  | Angriff auf das Hauptquartier der Fatah in Jordanien                      |
| 1968             | Operation Gift                       | Vergeltungsangriff auf den Flughafen Beirut, Zerstörung von 13 Flugzeugen |
| 1969–1970        | Abnutzungskrieg                      | mit Ägypten                                                               |
| 1972–1973        | Operation Frühling der Jugend        | Vergeltung für die Geiselnahme von München während der Olympiade          |
| 1973             | Jom-Kippur-Krieg                     |                                                                           |
| 1976             | Operation Entebbe                    | Geiselbefreiung in Uganda                                                 |
| 1978             | Operation Litani                     | Besetzung des Südlibanon                                                  |
| 1981             | Operation Opera                      | Zerstörung des irakischen Atomreaktors                                    |
| 1982             | Operation Frieden für Galiläa        | 1. Libanonkrieg                                                           |
| 1. Oktober 1985  | Operation Wooden Leg                 | Bombardierung des Hauptquartiers der PLO in Tunis, Tunesien               |
| 1987–1991        | Erste Intifada                       |                                                                           |
| 1993             | Operation Rechenschaft               | im Südlibanon                                                             |
| 1996             | Operation Früchte des Zorns          | im Südlibanon                                                             |
| 2000–2005        | Zweite Intifada                      |                                                                           |
| 2002             | Operation Schutzschild               | im Westjordanland                                                         |
| 2004             | Operation Regenbogen                 | im Gazastreifen                                                           |
| 2004             | Operation „Tage der Buße“            | im Gazastreifen                                                           |
| 2005             | Israels einseitiger Abkoppelungsplan | im Gazastreifen                                                           |
| 2006             | Operation Sommerregen                | im Gazastreifen                                                           |
| 2006             | Operation Richtungswechsel           | 2. Libanonkrieg                                                           |
| 2006             | Operation Herbstwolken               | im Gazastreifen                                                           |
| 2008             | Operation Gegossenes Blei            | im Gazastreifen                                                           |
| 31. Mai 2010     | Ship-to-Gaza-Zwischenfall            |                                                                           |
| 2012             | Operation Wolkensäule                | im Gazastreifen                                                           |
| 2014             | Operation Protective Edge            | im Gazastreifen                                                           |
| 2023             | Operation Home and Garden            | Flüchtlingslager in Dschenin, Westjordanland                              |
| seit 2023        | Operation Eiserne Schwerter          | als Reaktion auf den Terrorangriff der Hamas auf Israel                   |

## Kritik

### Behauptung als „moralischste Armee der Welt“ und Beschuldigung des Völkermordes
Die Israelischen Verteidigungsstreitkräfte werden von israelischen Politikern regelmäßig als die „moralischste Armee der Welt“ bezeichnet. Diese Selbstdarstellung geht auf den IDF-Ethikkodex zurück, der in den 1990er Jahren vom Philosophen Asa Kasher entwickelt wurde und als „Geist der IDF“ (hebräisch: רוח צה"ל, Ruach Zahal) bekannt ist. Verteidigungsminister Ehud Barak prägte 2009 die Formulierung: „Ich sage immer noch, wir haben die moralischste Armee der Welt.“ Ministerpräsident Benjamin Netanyahu wiederholte diese Behauptung im Oktober 2023 und warf Kritikern vor, „keinen einzigen Tropfen Moral“ zu besitzen.
Die Behauptung stützt sich auf drei Hauptargumente: dass Israel nur legitime militärische Ziele angreife, mit hochzuverlässigen Geheimdienstinformationen operiere, um Schäden an Zivilisten zu vermeiden, und seine Angriffe mit Präzision ausführe, um den Schaden für Zivilisten zu begrenzen.

### Kontroverse Praktiken im Gaza-Krieg
Investigative Berichte von +972 Magazine und Local Call deckten 2024 auf, dass die IDF ein KI-System namens Lavender verwendete, das bis zu 37.000 Palästinenser als potenzielle Ziele markierte. Das System hatte eine anerkannte Fehlerquote von 10 Prozent, dennoch genehmigten Offiziere Angriffe oft nach nur 20 Sekunden Überprüfung. Zusätzliche Systeme wie Where's Daddy verfolgten Zielpersonen bis in ihre Wohnhäuser, wo sie zusammen mit ihren Familien bombardiert wurden.
Zeugenaussagen von IDF-Soldaten, dokumentiert von Breaking the Silence, belegen den systematischen Einsatz palästinensischer Zivilisten als menschliche Schutzschilde. CNN veröffentlichte 2024 Fotografien, die IDF-Soldaten zeigen, wie sie Zivilisten vor sich hertreiben.

### Internationale Kritik und rechtliche Verfahren
Am 21. November 2024 erließ der Internationale Strafgerichtshof Haftbefehle gegen Benjamin Netanyahu und Yoav Gallant wegen Kriegsverbrechen und Verbrechen gegen die Menschlichkeit. Die Anklagen umfassen Aushungerung als Kriegsmethode und vorsätzliche Angriffe gegen die Zivilbevölkerung vom 8. Oktober 2023 bis 20. Mai 2024.
Amnesty International kam in einem Dezember 2024 veröffentlichten Bericht zu dem Schluss, dass Israel Völkermord an den Palästinensern in Gaza begeht. Die Organisation dokumentierte „rechtswidrige israelische Angriffe in Gaza, die massive zivile Verluste verursachen“. Human Rights Watch veröffentlichte im Dezember 2024 einen Bericht mit dem Titel „Israel's Crime of Extermination, Acts of Genocide in Gaza“, in dem die Organisation zu dem Schluss kommt, dass „das Verhaltensmuster, gekoppelt mit Aussagen, die darauf hindeuten, dass einige israelische Beamte die Palästinenser in Gaza vernichten wollten, dem Verbrechen des Völkermords gleichkommen könnte“. Die UN-Sonderberichterstatterin für die Menschenrechte in den besetzten palästinensischen Gebieten, Francesca Albanese, veröffentlichte mehrere Berichte, die Israel des Völkermords beschuldigen. In ihrem Oktober 2024 erschienenen Bericht „Genocide as colonial erasure“ dokumentiert sie systematische Völkermord-Handlungen.
B'Tselem berichtete über systematische Folter und Misshandlung palästinensischer Gefangener seit Beginn des Gaza-Krieges. Die israelische Veteranenorganisation Breaking the Silence hat über 1.200 Zeugenaussagen von Soldaten gesammelt, die systematische Probleme dokumentieren. Selbst Asa Kasher, der Verfasser des ursprünglichen Ethikkodex, äußerte später Kritik an der Entwicklung der Armee und bezeichnete die nationale Führung als „mafiaähnlich“.

### Artikel
- Constantin Brinkmann: Der schleichende Wandel in der israelischen Armee. In: Internationales Magazin für Sicherheit.
- Yiftah S. Shapir: Trends in Military Buildup in the Middle East (PDF; 162 kB). Zuerst In: Anat Kurz, Shlomo Brom (Hrsg.): Strategic Survey for Israel. Institute for National Security Studies (INSS), Tel Aviv 2011. (PDF; 158 kB) Weitere Studien des Sammelwerks können als PDFs über die Gesamtübersicht heruntergeladen werden.
- Yaacov Lifshitz: Strategic and Economic Roles of Defense Industries in Israel. In: BESA Center Perspectives Paper No. 164. 13. Februar 2012.
- Munir Lada'a: Rüstungsexport: Deutsche Waffenlieferungen nach Nahost. IPPNW, 2006. (PDF; 200 kB)
- Walter Schilling: Israels Militärstrategie im Wandel. In: Tribüne. 198 (2011) S. 82–90. (PDF; 45 kB)
- Sharon Komash: Israel’s Military Industrial Complex. Peace&Conflict Monitor, Universität für den Frieden, Costa Rica Dezember 2004. (PDF; 118 kB) (Die Beiträge der UNO-mandatierten UPEACE stehen unter der Creative Commons Attribution-NonCommercial-NoDerivs 3.0 Unported License.)
- Matthias Jochheim: Am Beispiel Iran: doppelte Standards als Hindernis für nukleare Abrüstung. In: International Physicians for the Prevention of Nuclear War: IPPNW-RegioContact West. 8. Mai 2010. (PDF; 278 kB)
- Boris Bernstein: Sicherheit kann Israel nicht mit Waffen erreichen. In: Der Europäer. Jg. 13, Nr. 5, März 2009. (PDF; 54 kB)
- Clemens Ronnefeldt: Die israelischen Atomwaffen und ihre Bedeutung für die Konflikte im Nahen und Mittleren Osten. Versöhnungsbund-Friedensreferat, 31. März 2010. (PDF; 105 kB)
- Philipp Sonntag: Rüstungskontrolle für Atomwaffen in Nahost: Die 59. Pugwash Konferenz Juli 2011 in Berlin weckte Hoffnungen. Zuerst erschienen In: Jüdische Zeitung. Okt. 2011, S. 4. (PDF; 80 kB) Siehe dazu: Pugwash Conferences on Science and World Affairs
- Der Krieg um die öffentliche Meinung. The Meir Amit Intelligence and Terror Information Center, März 2012. (PDF; 156 kB) (Eine israelische Sicht des palästinensischen Widerstands, etwa durch die Hamas und das Popular Resistance Committee PRC)
- Spiegel Online: Soldatinnen in Israel: Die Pflicht der Kriegerinnen, Bildband von Simon Akstinat